# Marília
Marília é um município brasileiro do estado de São Paulo, na região Centro-Oeste Paulista. Encontra-se distante da capital do estado 443 quilômetros por rodovia; 529 quilômetros por ferrovia e 376 quilômetros em linha reta. Localiza-se à latitude de -22° 12' 50" S e longitude -49º 56' 45" W, estando a uma altitude de 679 metros. Possui uma área de 1.170,054 quilômetros quadrados, dos quais 23.040 estão em zona urbana. Tem seu nome tirado da obra "Marília de Dirceu", de Tomás Antônio Gonzaga.
O município é formado pela sede e pelos distritos de Amadeu Amaral, Avencas, Dirceu, Lácio, Padre Nóbrega e Rosália.
Em 2016 a Federação das Indústrias do Estado do Rio de Janeiro (Firjan) classificou a cidade como a 23ª melhor do país para se viver; em 2017 Marília figurou em estudo do Ipea entre as 15 cidades mais pacíficas do Brasil, em um índice que considera municípios com população superior aos 100 mil habitantes; figurando também no mesmo ano em estudo produzido pela Urban Systems como a 50ª dentre as cem cidades mais conectadas e inteligentes do Brasil.
O município é um importante pólo educacional paulista, contando com quatro instituições públicas de nível técnico e superior (Unesp, Famema, Univesp e Fatec) e instituições privadas como Unimar, Faef, Univem e Anhanguera. Em 2017 foram contabilizados 74 cursos de graduação, sendo administração e pedagogia os mais ofertados. Marília tem uma média de um estudante universitário para cada 18 habitantes.. O município conta, também, com a unidade de pesquisa científica rural Agência Paulista de Tecnologia dos Agronegócios/APTA Regional de Marília).
Por conta de seu parque fabril no setor de alimentos, é comum que alguns bairros do município recebam o aroma de doces, biscoitos e chocolates por diversas vezes ao dia e a noite, já que empresas como a Marilan, funcionam ininterruptamente. Diversas empresas de projeção nacional e internacional foram fundadas em Marília, como o Banco Bradesco, a Tam Linhas Aéreas, a Sasazaki, Marilan e a Dori.
Marília possui uma expressiva comunidade nipônica, colocando-se junto a Londrina, como as maiores colônias japonesas do interior do país. A Shindo Renmei, atuante em território brasileiro durante a Segunda Guerra Mundial, foi fundada por ex-militares japoneses em Marília no ano de 1942, sua atuação marcou a história da colônia japonesa no Brasil. A colônia japonesa realiza anualmente uma das maiores atrações do município, o "Japan Fest", ocasião em que é eleita a Miss Nikkey da região de Marília, que é encaminhada para o concurso estadual e posteriormente nacional.
A importância do município no âmbito da colonização japonesa no Brasil, levou-o a receber duas visitas de representantes da Casa Imperial do Japão, sendo uma em 1958 (príncipe Mikasa) e uma em 2018 (princesa Mako), por ocasião dos 50 e dos 110 anos da imigração japonesa no Brasil, respectivamente; ambos fizeram o plantio simbólico de um Ipê no Paço Municipal.
O artigo 18 da lei 4468 de 1998 institui a Tabebuia Araliacea (Ipê Amarelo), como árvore símbolo de Marília, coincidindo a data da comemoração com o Dia da Árvore (21 de Setembro). Marília possui duas cidades-irmãs japonesas: Higashihiroshima, desde 1980; e Izumisano, desde 2019.
Dados do Conselho Regional de Corretores Imobiliários apontam que, Marília é o segundo município do interior do estado de São Paulo em número de condomínios fechados, com um total de 27 registros, ficando abaixo somente de São José do Rio Preto.
No dia 5 de fevereiro de 2019, em votação na Alesp, Marília foi oficialmente reconhecida como município de interesse turístico, inaugurando uma nova fase em sua trajetória de desenvolvimento. Um dos grandes potenciais de Marília é o seu patrimônio paleontológico, com importantes achados de fósseis de dinossauros datados de cerca de 70 milhões de anos.

## História

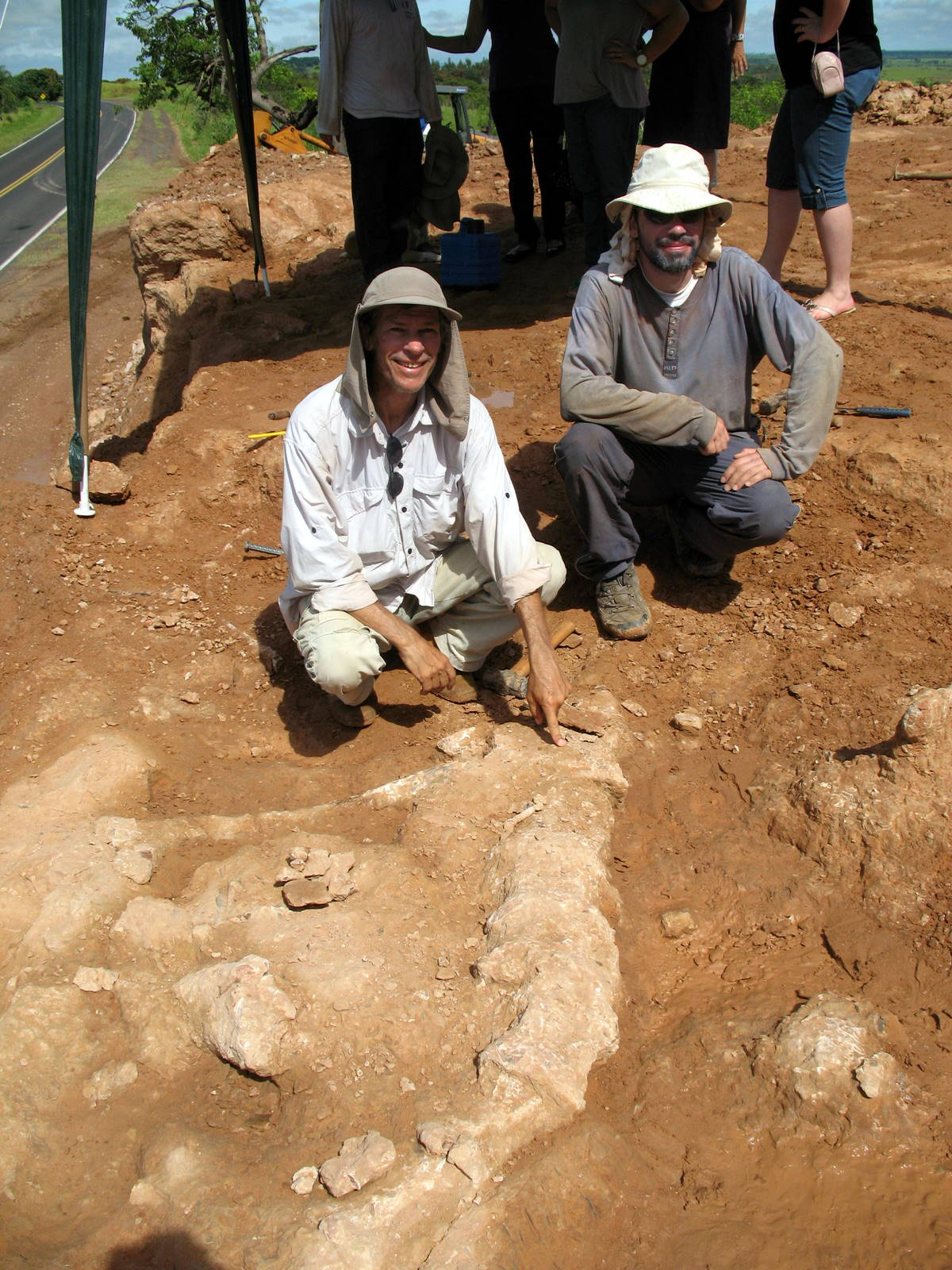
Sítio paleontológico descoberto em Marília pelo pesquisador William Nava em 2009.

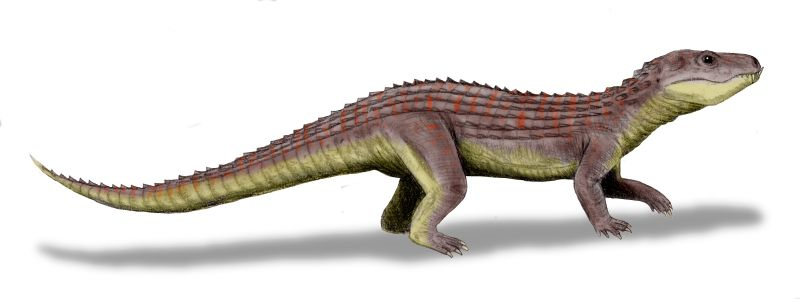
Reprodução digital do Mariliasuchus amarili (Crocodilo de Marília).

### Pré-história
Há cerca de 70 milhões de anos, a região onde hoje fica Marília e o oeste paulista foi habitada por dinossauros e outros animais pré-históricos. Esses animais tiveram seus restos ósseos petrificados em sedimentos arenosos de primitivos rios e lagos. Com as transformações geológicas ocorridas ao longo do tempo, esses ambientes primitivos se modificaram, e os sedimentos se transformaram em rochas, conhecidas principalmente como arenitos, e os ossos se tornaram fósseis. Essas rochas são as mesmas que hoje constituem as serras e escarpas que rodeiam a cidade, como os paredões de arenito do vale do Barbosa na Via Expressa, a Serra de Avencas, o vale do Pombo, a Serra de Dirceu (adiante do aeroporto) e muitas outras.
O registro inicial da presença de dinossauros na região de Marília ocorreu em 1993, com a descoberta, pelo pesquisador William Nava,  dos primeiros fósseis comprovadamente pertencentes a  dinossauros (titanossauros)  achados numa estrada municipal, 16 km a norte da cidade. Essa descoberta colocou Marília na rota dos dinossauros, revelando mais uma região fossilífera para a   paleontologia brasileira.  Outro achado importante para a paleontologia foi a descoberta (a partir de 1995) de fósseis de um pequeno crocodilo da era dos dinossauros,   em rochas da formação Adamantina, próximas ao Rio do Peixe, sul de Marília. Esse crocodilo recebeu, inclusive, o nome da cidade, sendo batizado em 1997 como Mariliasuchus amarali. Seus restos fossilizados têm permitido uma melhor compreensão acerca dos ecossistemas do passado. Outro pequeno crocodilo fóssil achado na região é o Adamantinasuchus navae.
A cidade ganhou mais projeção ainda com a descoberta (também pelo paleontólogo William Nava em 2009) e escavações (entre 2011 e 2012) de um esqueleto semiarticulado de um grande dinossauro herbívoro (outro titanossauro) que viveu na região entre 70 e 80 milhões de anos atrás e que ficou conhecido como "Dino Titã de Marília". Por  apresentar cerca de 60 a 70% dos ossos preservados, como boa parte da coluna vertebral, é considerado, até o momento, um dos  mais completos titanossauros  já encontrado no Brasil, tornando Marília um importante centro para  estudos paleontológicos de projeção nacional, e fazendo com que a cidade seja também conhecida como "Terra de Dinossauros".
No final de 2021 o Museu de Paleontologia de Marília anunciou novos achados de restos ósseos de titanossauros trazidos à luz por ocasião das recentes obras de ampliação da rodovia SP-333. Os fósseis foram coletados há 6 km a oeste de Marília, e compreendem partes do esqueleto pós craniano desses saurópodes, como fêmures, costelas, fragmentos de vértebras e outros materiais indefinidos.
Em novembro de 2023 a Universidade de São Paulo anunciou à comunidade científica os resultados do estudo de um novo e importante fóssil. Trata-se do Mariliabatrachus navai, um pequeno sapo pré-histórico descoberto na região de Marília entre os anos 2000 e 2001 pelo paleontólogo William Nava. Os fósseis representam vários espécimes, inclusive um deles com crânio preservado, o que permite  uma série de estudos avançados, em busca do entendimento de como esse pequeno grupo de anfíbios evoluiu ao longo de tempo geológico.
Parte  dos fósseis encontrados pela região  é hoje objeto de estudo em parceria com instituições científicas, como também uma parte se  encontra exposta no Museu de Paleontologia de Marília,   sendo hoje também referência nacional na área de paleontologia.

### A primeira ocupação humana: os caingangues
Quando da chegada do "homem branco", o estado de São Paulo era habitado por inúmeras tribos de índios. Quando a ocupação do território avançou a oeste, uma das etnias que aqui estavam eram os caingangues. Suas aldeias podiam ser encontradas numa vasta área que se situava entre as elevações da Cuesta de Botucatu e a margem esquerda do Tietê, ou  na outra margem, até a região atual de Dois Córregos.
Essas aldeias caingangues agrupavam-se por identidade da língua que falavam, estando o povo caingangue dividido em: Kaingán, Weyana e Aweikoma; os três grupos referiam-se a si mesmos como caingangue, ou seja, "Gente do Mato". Além dos termos Caingangue e Kaingang, a etnia também pode ser conhecida como Kanhgág, Guayanás, Guaianás, Coroados, Bugres, Botocudos, Camés e Xoclengues, a depender da região.
Embora os Aweikoma pertençam a mesma família lingüística, possuem diferenças culturais palpáveis, o que os fez, por muito tempo, serem registrados, como grupo não-caingangue. Estes são também conhecido como Xocrés, Xoclengues e Botocudos, este último, pelo hábito que tinham de inserir pedaços de madeira no lábio inferior da boca, até que, adulto, cada indivíduo ostentasse um adorno circular enorme, o botoque.
Os kaigán e os weyanas não furavam o lábio, no entanto, havia um procedimento comum a toda essa nação indígena: a singular forma de cortar os cabelos, que lhes rendeu o apelido de coroados, por parte dos brancos.
Os grupos diferenciavam-se quanto à forma de produzir seu sustento. Os caingangues eram agricultores sedentários, mudavam menos e faziam roças ao lado das aldeias. Os aweikomas, ao contrário, eram nômades e reuniam-se em pequenos grupos de caçadores e coletores.
Tanto os nômades, quanto os sedentários resistiam à ocupação como podiam, muitos inseriam-se nas novas sociedades que multiplicavam-se, outros embrenhavam-se nas matas circunvizinhas e outros iam para muito longe. Os aweikomas, por exemplo, trasladaram-se em grande número para terras hoje pertencentes ao estado de Santa Catarina.
Os Kaingán e os Weyana que evitavam o contato, foram dispersando-se a oeste, de Bauru até a região dos vales do rio do Peixe e e do rio Feio (Aguapeí), região onde insere-se atualmente o município de Marília. Contudo, adentrando o século XX, ávidos por terras, os brancos avançavam e os povoados se multiplicavam nas frentes de expansão, de modo que, os caingangues internaram-se ainda mais para o oeste, descendo abaixo as quedas d’água, das corredeiras e grandes cachoeiras desses dois rios.

### O massacre e a espoliação das terras caingangues

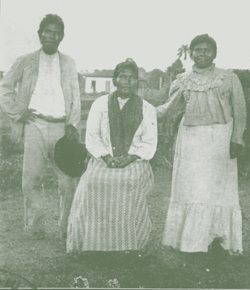
Família caingangue aculturada fotografada por membros da Comissão Geográfica e Geológica do Estado de São Paulo em expedição exploratória no Rio do Peixe, em 1906

No ano de 1905, Jorge Tibiriçá (1855-1928), então presidente do Estado de São Paulo, por meio da Secretaria da Agricultura, determinou que a então Comissão Geográfica e Geológica do Estado de São Paulo fizesse o reconhecimento dos vales dos rios Peixe e Feio, uma vez que, os trilhos das Companhias de Estradas de Ferro Sorocabana ao Sul e Noroeste ao Norte da região, avançavam rapidamente rumo ao sertão paulista.
A referida expedição encontrou cinco tribos caingangues habitando o território, sendo elas: a do Cacique Vauhin, que habitava os campos de Avanhandava e Fazenda Patos; a do Cacique Ary Krim-Krim, que também habitava a região do Ribeirão dos Patos; a do Cacique Bri, que habitava parte da região do Córrego do Veado e do Rio Iacri; a do Cacique Rerig (Rerin), que vivia na cabeceira do Córrego do Veado; e a do Cacique Iakri (Iacri), que vivia na região do Córrego Jurema e afluentes do Rio Feio (Aguapeí).
O Estado brasileiro apoiava a ocupação do território pelo "homem branco", ignorando a população indígena preexistente, oferecendo subsídios para a ocupação, construindo estradas e fazendo vista grossa às chacinas cometidas contra os indígenas pelos chamados "bugreiros".

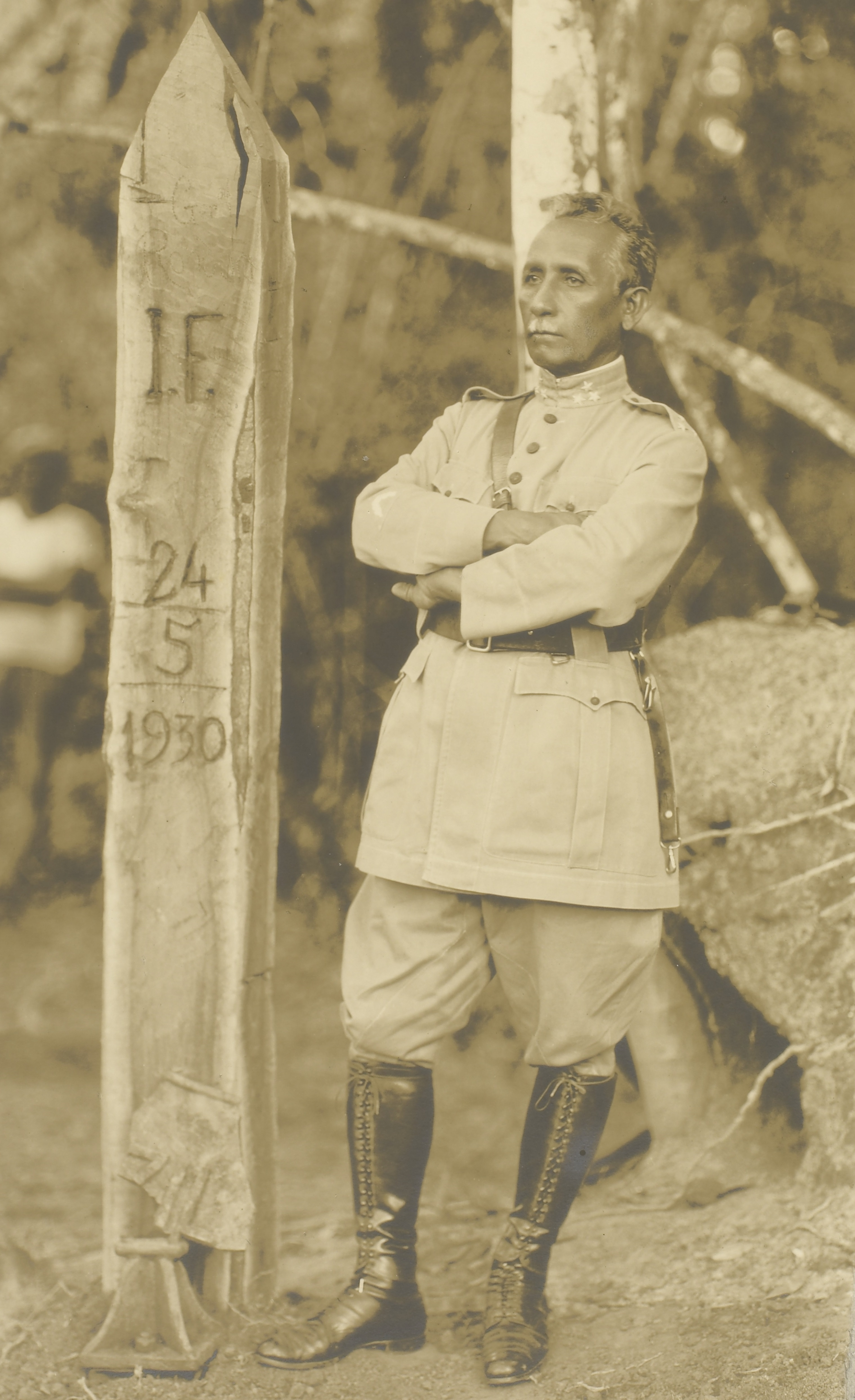
Marechal Cândido Rondon em 1930.

No referido território caingangue, a construção da estrada de ferro Noroeste do Brasil, iniciada em 1905, foi extremamente sangrenta e fatal para os indígenas, de modo que, os sobreviventes não mais teriam a oportunidade de viver do modo como viveram seus ancestrais.
Após insistente pressão de um grupo liderado por intelectuais, políticos e militares, o governo federal, sob presidência de Hermes da Fonseca, criou em 1910 o Serviço de Proteção ao Índio (SPI), que tinha a missão de evitar mais chacinas confinando e controlando os índios como patrimônio federal; deste modo os indígenas foram induzidos a deixar sua organização social associativa e adotar o modelo de núcleo familiar. Paralela à política de aldeamento, o SPI também buscou afastar a Igreja Católica da catequese e transformar o índio num trabalhador nacional.

Sob o comando de marechal Cândido Rondon, o posto do SPI foi instalado na região da Noroeste, nas cercanias dos atuais municípios de Promissão e Avanhandava, onde encontravam-se acuados pequenos grupos de índios caingangues remanescentes do extermínio promovido pelo e com o aval do Estado.

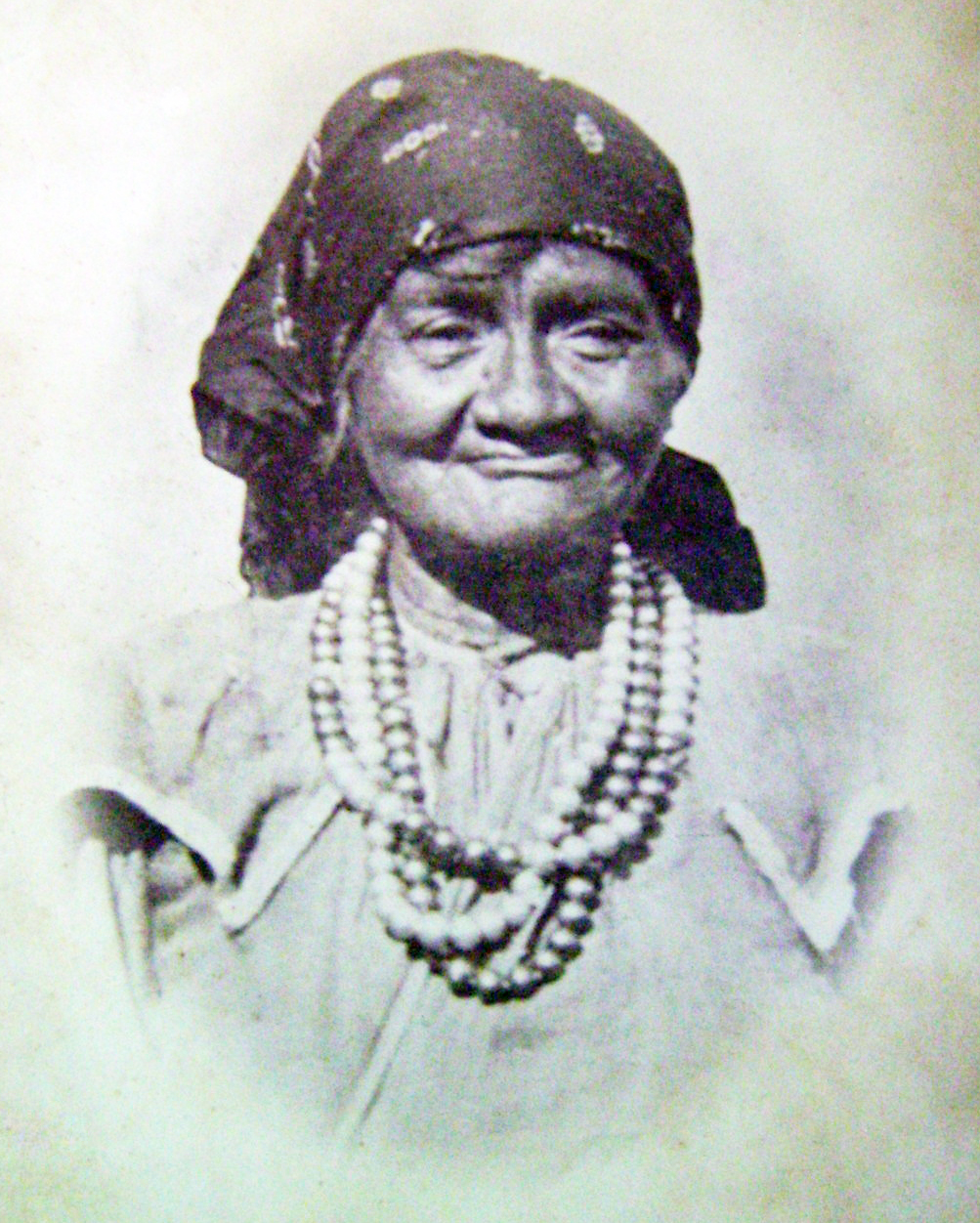
Índia Vanuíre

Um grupo Caingangue mantinha-se irresoluto nas matas da região; não aceitavam o contato e impediam tanto quanto podiam a colonização, o que levou Rondon a identificar que, na Fazenda Campos Novos do Paranapanema, na zona da Sorocabana, próximo da divisa com o estado do Paraná, havia um grupo de caingangues em processo de assimilação, trabalhando em regime de escravidão; tais indígenas poderiam intermediar o contato com o grupo de Iacri.
É assim que, em 19 de março de 1912, através do intermédio da índia Vanuire, Rondon consegue a rendição do grupo, após meses de esforços da velha índia, que por estar cansada de ver os conflitos sangrentos, sempre desfavoráveis ao seu povo, preferia aceitar os termos propostos pelos brancos e viver em paz confinada com os seus. Vanuíre morreu em 1918 na então Fazenda Icatu (atual município de Braúna), de posse do Governo Federal. Do contingente estimado de 4 mil índios no estado de São Paulo no início dos contatos, restaram cerca 700 na década de 1910.

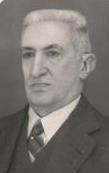
Cincinato César da Silva Braga

### 1913: marco da ocupação latifundiária das terras caingangues
Em 1913 o governo de São Paulo, sob figura de Rodrigues Alves, iniciou obras de abertura de uma estrada de rodagem de 147 km ligando as linhas ferroviárias da Noroeste, na altura de Presidente Pena (atual Cafelândia), com a Sorocabana, na altura de Platina. Tal estrada passava pelas regiões de planalto já espoliadas dos caingangues, sendo o marco inicial da entrega das terras à colonização por parte do Estado.
Aberta a estrada, o deputado abolicionista Cincinato César da Silva Braga (1864-1953), originário de Piracicaba, adquiriu terras que margeavam o espigão divisor das Bacias Peixe e Tibiriçá, e abriu uma fazenda nomeada Cincinatina, em sua homenagem, determinando que nelas fossem plantados 10.000 pés de café. A fazenda era administrada pelo português Antônio Pereira da Silva, que havia chegado à região com seu filho José Pereira da Silva (Pereirinha), no ano de 1919 advindos do Rio de Janeiro, onde vivia Cincinato Braga.

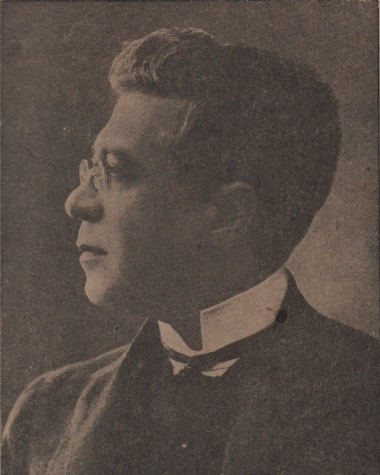
Rodolfo Nogueira da Rocha Miranda

Além da morte, a assimilação via miscigenação foi a maior responsável pela retirada dos indígenas da linha de frente do combate ao avanço da ocupação das terras do Oeste Paulista, de modo que, em 1921, o Estado brasileiro criou dois aldeamentos em fazendas da União, nos atuais municípios de Tupã e Braúna (na época áreas do município de Penápolis), onde os indígenas foram confinados indistintamente. Para suas tradições nômades, essas reservas eram uma afronta.
Após o de Cincinato Braga, outros latifúndios foram abertos na região, como a fazenda Guataporanga, que pertencia aos irmãos Lélio e Marcelo Piza e a fazenda do Rio do Peixe, pertencente à Companhia Pecuária e Agrícola de Campos Novos, que foi presidida pelo senador Rodolfo Nogueira da Rocha Miranda (1862-1941), proveniente de Bananal e que, também adquiriu terras na região.

### 1923-1929: Fundação dos patrimônios e a origem de Marília
Sabendo das pretensões da Companhia Paulista da expansão dos trilhos dos trens de Piratininga às barrancas do rio Paraná, passando pela região onde viviam os Pereiras, funcionários de Cincinato Braga, estes adquiriram terras da Companhia Pecuária e Agrícola de Campos Novos na região, dando início a plantações de café e fundando em 1923 um patrimônio batizado de Alto Cafezal em parte loteada das terras. O patrimônio de Alto Cafezal, então pertencente ao município de Pirajuí, na região da Noroeste, foi a origem primeira do futuro município de Marília.

No ano seguinte a Fazenda Cincinatina, com extensão de 21 km pelo espigão Peixe - Feio, foi vendida ao então deputado estadual Bento de Abreu Sampaio Vidal (1872-1948), originário de São Carlos e Araraquara. Bento de Abreu além de político, era ligado à aristocracia terratenente; sua esposa Maria Isabel, com quem teve treze filhos, pertencia ao clã Arruda Botelho, família do Conde do Pinhal, com quem Sampaio Vidal firmaria acordos políticos por toda a vida.

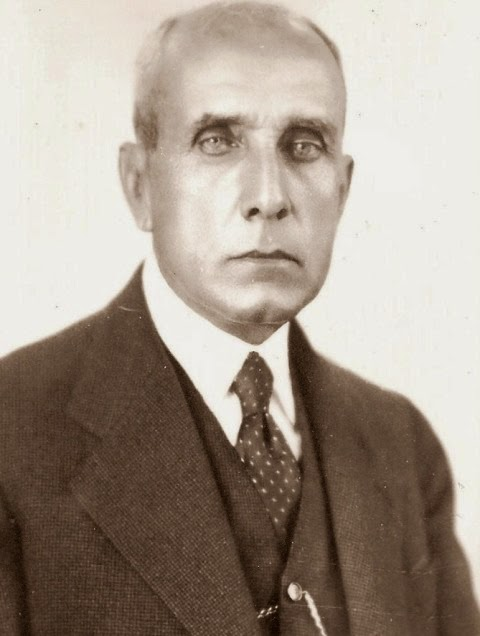
Bento de Abreu Sampaio Vidal

Antes da Cincinatina, Bento de Abreu havia comprado terras onde hoje se encontram os municípios vizinhos de Álvaro de Carvalho e Garça, tornando-se um dos maiores latifundiários da região. Dividindo as terras em diversas fazendas, o político destinou-as aos seus filhos, como vinha fazendo em diversas regiões do estado onde adquiriu terras. No território atualmente compreendido por Marília, Bento de Abreu destinou a fazenda Santa Antonieta à filha Maria Antonieta. Às filhas, Helena e Olga coube a fazenda Cascata. À Bento Filho coube a fazenda São Paulo, localizada no distrito de Padre Nóbrega, e a Palmital ficou com o próprio Bento de Abreu.

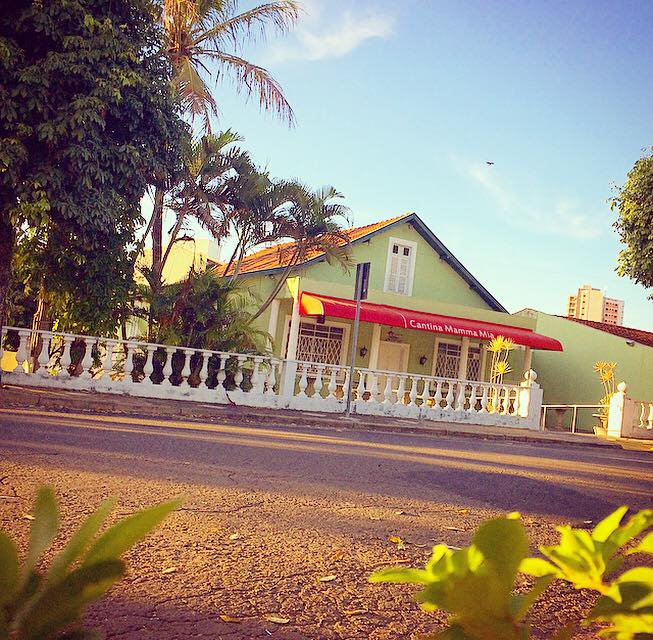
Casa na rua de entrada da Fazenda Bomfim

Em 1926, José Vasques Carrión fundou um patrimônio em parte loteada de suas terras, denominando-o de Vila Prado. No mesmo ano Bento de Abreu fundou um terceiro patrimônio próximo aos anteriores. Em 1927 os coronéis Galdino Alfredo de Almeida e José Brás (José da Silva Nogueira) adquiriram terras de Carrión (fazenda Bomfim), e rebatizaram o patrimônio com o nome de Vila Barbosa, sendo este elevado a distrito policial de Campos Novos do Paranapanema (atual Campos Novos Paulista), na região da Sorocabana.
A Companhia Paulista de Estradas de Ferro vinha desde 1924 avançando seus trilhos de Piratininga até chegar a Lácio (terras do deputado Sampaio Vidal), sendo que a próxima estação passaria próximo dos patrimônios já existentes, o que causaria disputas entre os fundadores, principalmente entre Antônio Pereira da Silva, já que era o fundador do primeiro patrimônio (Alto Cafezal) e Sampaio Vidal.

Bento de Abreu ignorou o Alto Cafezal e tudo fez para impulsionar o desenvolvimento de seu próprio patrimônio, estabelecido justamente ao lado do povoado já existente. Investiu em infraestrutura e em recursos humanos, recrutando profissionais liberais em diversas áreas, que para lá se dirigiram. Para demarcar as terras do novo patrimônio contratou o engenheiro Dr. Durval de Menezes e compôs aliança política com o grupo de Rodolfo Miranda.

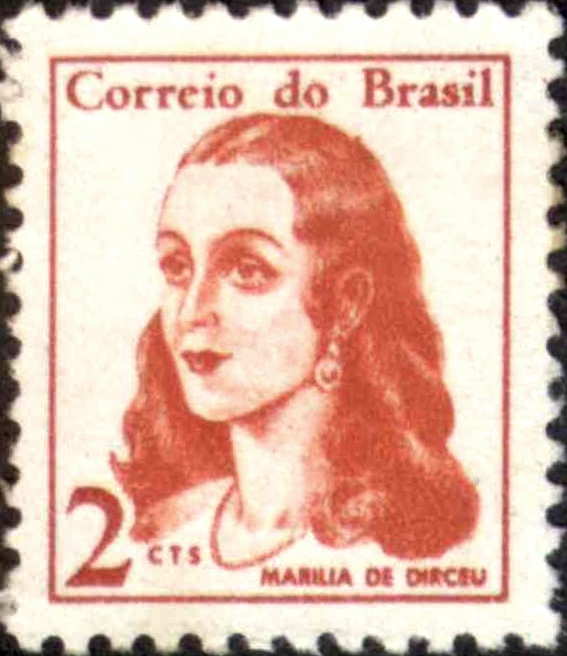
Selo postal de 1967 em homenagem à obra Marília de Dirceu, de Tomás Antônio Gonzaga

O poder político venceu e a estação foi construída nas terras do deputado, que deveria escolher um nome para a estação com a letra "M", já que, de acordo com o esquema dessa companhia, as estradas que iam sendo inauguradas no ramal, haveriam de ser nomeadas por ordem alfabética. Foram propostos vários nomes, como "Marathona", "Mogúncia" e "Macau", mas Bento de Abreu não ficou satisfeito com nenhuma das sugestões. Em uma de sua viagens de navio à Europa, leu o livro de Tomás Antônio Gonzaga, "Marília de Dirceu", de onde teve a ideia de sugerir o nome de "Marília".
Antes mesmo da inauguração da estação a força política de Sampaio Vidal fez surgir na região o distrito de Marília. O projeto de lei foi apresentado a Câmara dos Deputados e ao Senado Paulista em 1925, e criava o distrito de Lácio no município de Pirajuí. Só que ao mesmo tempo Cafelândia se emancipou de Pirajuí, e o patrimônio de Alto Cafezal, sede do futuro distrito, passou a pertencer ao novo município. Além disso houve protestos por parte dos políticos de Campos Novos, que estavam perdendo território para o novo distrito.
Mesmo com essas disputas, através da Lei Estadual nº 2.161, de 22 de dezembro de 1926, foi criado o distrito, já com o nome de Marília ao invés de Lácio, tendo incorporado os patrimônios existentes e pertencendo ao município de Cafelândia.
Já em 1927 Sampaio Vidal apresenta na câmara e no senado paulista outro projeto de lei, desta vez elevando o distrito de Marília à categoria de município. Pela Lei Estadual nº 2.320, de 24 de dezembro de 1928, o distrito foi elevado à categoria de município, abrangendo Marília e o seu respectivo território que pertencia ao município de Cafelândia, mais o distrito de Pompéia e o seu respectivo território que pertencia ao município de Campos Novos. Com 2.450 quilômetros quadrados de área, Marília era na época o 13º maior município do estado em extensão territorial.
Em 30 de dezembro do mesmo ano a estação de Marília foi inaugurada. A instalação oficial do município deu-se 4 de abril de 1929, data em que é comemorado seu aniversário.

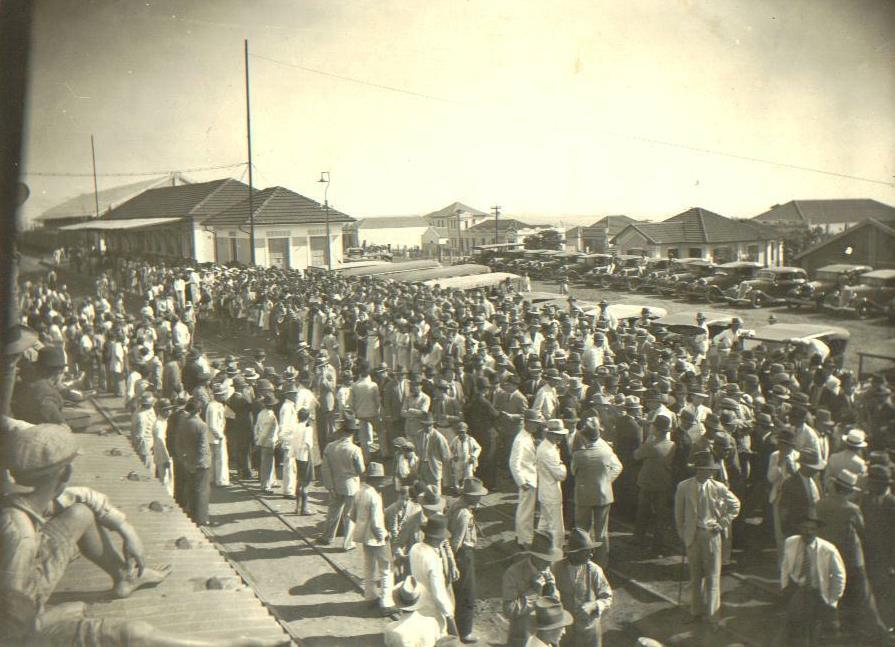
População esperando o primeiro trem da Cia. Paulista em Marília no ano de 1928.

O portão principal da estação ferroviária ficou de costas para o antigo patrimônio do Alto Cafezal, de frente para o largo, ao lado da praça da igreja de São Bento, cuja porta principal também está localizada na face norte, ou seja, de costas para o Alto Cafezal. A disposição em que se encontrava a estação ferroviária  e as disputas entre os patrimônios deu à cidade uma feição diferente da maioria das cidades do interior do Estado. Marília não possui uma praça central com igreja, jardim e coreto; o que há são duas igrejas com suas respectivas praças, uma em cada vertente da atual Avenida Sampaio Vidal, aberta exatamente na divisa dos dois antigos patrimônios.
Bento de Abreu pode não ter sido o primeiro a chegar àquelas terras, mas o núcleo urbano não poderia ter tido melhor "padrinho" pois, sem seu impulso, aquele nascente município certamente não teria se desenvolvido de forma tão rápida. Sob sua tutela, em curto espaço de tempo, Marília apresentou vertiginoso crescimento. Instalado no mesmo ano do crash da bolsa de Nova Iorque, o município de Marília parece ter conseguido viabilizar-se sem maiores entraves políticos ou econômicos.
A rapidez com que Bento de Abreu procurou instalar o cartório, sem nem mesmo possuir prédio próprio, no improvisado Hotel Brasil, localizado no antigo Patrimônio de Alto Cafezal, demonstra a urgência para viabilizar o empreendimento urbano. Se a agricultura não possibilitava mais os ganhos obtidos até então, passava a ser de vital importância assegurar o rendimento através da valorização das terras.
Tão ou mais difícil que a abertura de uma fazenda em pleno sertão, era construir uma cidade, o que impunha aos pioneiros uma série infindável de obstáculos a serem vencidos. Ao adentrar e derrubar a densa vegetação do sertão a população defrontava-se com incontáveis moléstias decorrentes do desmatamento indiscriminado. O Dr. Carlos de Moraes Barros, neto do ex-presidente Prudente de Moraes, é exemplo de como o nome de Bento de Abreu era conhecido e respeitado, pois através de sua influência, deixou Itaquerê, onde trabalhava, e aceitou o convite para dirigir a futura Santa Casa de Misericórdia de Marília, cuja construção estava nos planos de Bento de Abreu.

### A ocupação minifundiária da Alta Paulista e Marília como capital regional
Como mencionado, a região de passagem dos trilhos da Companhia Paulista à oeste de Bauru, que ficou conhecida como Alta Paulista, teve suas estações ferroviárias (que na maioria dos casos deram nome à cidades) por ordem alfabética; sendo assim, as nomenclaturas dadas de A à Y foram: Alba, Brasília (distritos do município de Piratininga), Cabrália Paulista, Duartina, Esmeralda (estação dentro da fazenda pertencente ao coronel Lima, localizada em Duartina), Fernão Dias (atual município de Fernão), Gália, Hispéria (estação dentro da Fazenda Igurê, localizada em Garça), Incas (Italina e depois, Garça),  Jafa (distrito de Garça), Kentuckia (atual Vera Cruz), Lácio (distrito de Marília), Marília, Padre Nóbrega (distrito de Marília), Oriente, Pompeia, Quintana, Rinópolis, Santana (Herculândia), Tupã, Universo, Yacri (Iacri).
A ocupação inicial da Alta Paulista deu-se a partir de latifúndios pertencentes a políticos de renome ligados à oligarquia cafeeira de regiões mais antigas, como o senador Rodolfo de Miranda, oriundo do Vale do Paraíba, o deputado Cincinato Braga, de Piracicaba e o também deputado Sampaio Vidal, de São Carlos e Araraquara. Contudo, esta nova região nascia sob novas configurações sociais, já no pós-abolição e sob a égide do trabalho livre e assalariado.
A criação de uma grande massa de assalariados rurais, fez da terra um bem comercializável e não mais patrimônio hereditário, de modo que, num país ainda essencialmente agrícola, como era o Brasil de então, a terra passou a ser elemento central no processo de ascensão econômico-social dos indivíduos (ainda muito pautada na família).
O cenário internacional, não era favorável para apostas exclusivas em grandes extensões de café, haja vista a grande depressão causada após a quebra da bolsa de Nova Iorque. Deste modo, o momento era o da diversificação da produção e da busca por novas fontes de renda, o que levou os grandes proprietários da Alta Paulista a lotearem seus latifúndios e comercializarem suas terras, fomentando o surgimento de núcleos habitacionais como fator de atração para compradores advindos de outras regiões.
Assim, a partir da oferta da possibilidade do assalariado do latifúndio das antigas zonas cafeeiras tornar-se proprietário rural independente, a Alta Paulista tornou-se polo de atração migratória, tendo Marília adquirido tamanha importância, que passou a ser denominada como "Capital da Alta Paulista".
Neste contexto, a região então escassamente habitada, é povoada através da migração de brasileiros e estrangeiros, fazendo da Alta Paulista uma região de convivência multicultural.

### A diversificação da produção e a industrialização

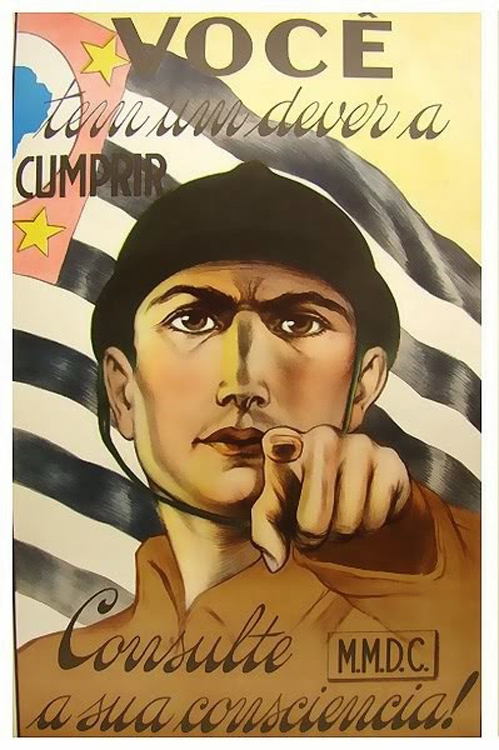
Cartaz convocando jovens paulistas para a revolução de 1932.

No início do século XX, a economia de Marília era baseada no cultivo de café, que, com o tempo, foi sendo substituído pelo algodão. Neste aspecto destaca-se o imigrante japonês, haja vista terem sido os primeiros a plantarem o algodão na região (já entre 1928 e 1929).
Pela Lei Estadual n.º 2.388, de 13 de dezembro de 1929, foi criado o distrito de Vera Cruz e anexado ao município de Marília.
Pode-se dizer que houve uma relação simbiótica entre o desenvolvimento inicial de Marília e a carreira política de Bento de Abreu na década de 1930. Talvez se possa creditar ao episódio do desenvolvimento acelerado do município parte da sobrevivência política de Bento de Abreu após a Revolução de 1930. Pode-se dizer que sua atuação decisiva doando terrenos para diversos prédios públicos e privados, além de lotear parte de suas terras ajudou a impulsionar o desenvolvimento do município naquele período.
Após a Revolução Constitucionalista de 1932, houve um movimento encabeçado pelos jovens voluntários retornados, no sentido de unir a população de Marília, que ainda se via dividida político e geograficamente entre os antigos patrimônios de Antônio Pereira da Silva e de Sampaio Vidal. Deste modo, o então prefeito João Neves Camargo, através do Ato Municipal nº 223 , estabeleceu a junção nominativa da rua que ligava ambos os patrimônios, considerando injustificada a distinção entre ruas do patrimônio do Alto Cafezal e ruas do patrimônio de Marília quando estas são por vezes prolongamentos umas das outras. Deste modo, o Artigo 1º do ato resolve: Ligar os patrimônios de Alto Cafezal e Marília, denominando Rua 9 de Julho a atual via pública formada pelas ruas Tamandaré, Ceará e Minas-Gerais.

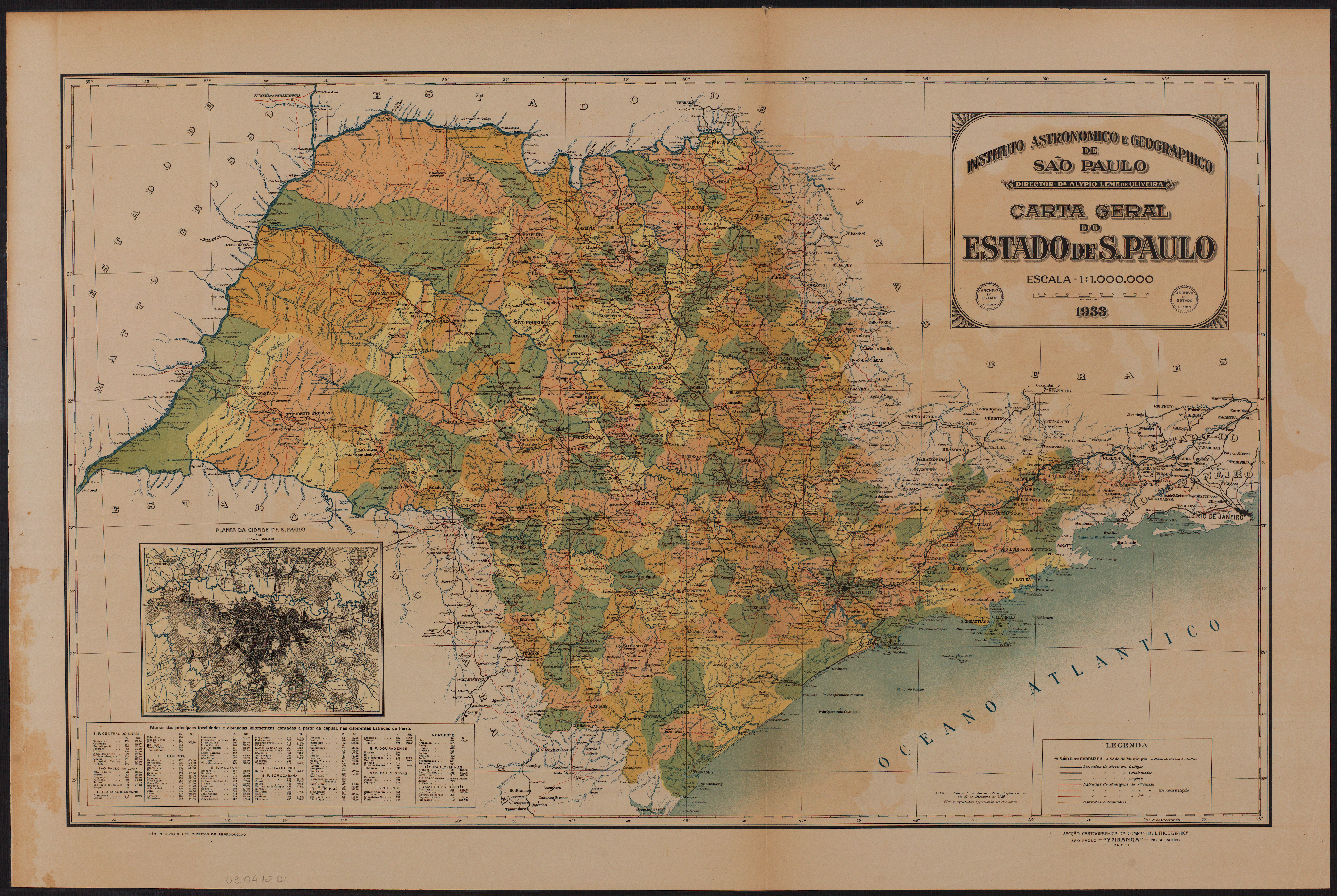
Estado de São Paulo em 1933, época em que Marília era o 13º maior município do estado em extensão territorial.

A criação da Comarca de Marília, ocorreu por força do Decreto nº 5.956, de 27 de junho de 1933, sendo que a efetiva instalação do órgão jurisdicional estadual deu-se no subsequente mês de setembro de 1933.
Pelo Decreto Estadual n.º 6.204, de 11 de dezembro de 1933, Marília adquiriu do município de Campos Novos o distrito de Varpa, onde, em virtude da guerra, haviam sido assentados imigrantes provenientes da Letônia na década anterior. Já no dia 2 de outubro de 1934, através dos Decretos-lei Estaduais n.º 6.721 e 6.722 foram criados respectivamente os distritos de Oriente e Avencas, sendo anexados ao município de Marília. Em dezembro de 1934, após cinco anos de criação, o distrito de Vera Cruz foi desmembrado de Marília pelo Decreto-lei Estadual n.º 6.855, sendo elevado à categoria de município.
Graças ao algodão, em 1934 e 1935 foram instaladas as duas primeiras indústrias no município (duas fábricas de óleo). Ao longo da década de 1930 Marília rapidamente tornou-se uma “capital regional”, por conta de fatores como o grande entroncamento rodoferroviário, com estradas de rodagem que cortavam perpendicularmente as linhas férreas da Companhia Paulista e Noroeste, que faria o município desenvolver uma enorme capacidade produtiva nos setores de serviços e comércio. Cada vez mais aumentavam as estradas que ligavam a cidade de Marília às fazendas produtoras, aos vilarejos e cidades vizinhas. Surgiam também as “jardineiras” intermunicipais, como importante meio de transporte que supria a demanda onde a ferrovia não abrangia.
Entre os dias 14 e 15 de janeiro de 1936 foram criados e anexados à Marília quatro novos distritos: Bastos (Lei Estadual n.º 2.620), Novo Cravinhos (Lei Estadual n.º 2.621), Dirceu (Lei Estadual n.º 2.622), e Padre Nóbrega (Lei Estadual n.º 2.643). Em 26 de dezembro de 1936 foi ciado o distrito de Lácio (Lei Estadual n.º 2.795).
O ano de 1937 brindou mais quatro distritos à Marília: Quintana, transferido do município de Glicério (Lei n.º 2.981, de 4 de junho de 1937), Paulópolis (Lei n.º 2.999, de 24 de junho de 1937), Primavera (Lei n.º 3.127, de 10 de novembro de 1937), e Amadeu Amaral (Lei n.º 3.128, de 10 de novembro de 1937). Marília passou a ser composta de treze distritos, mais a sede.
O fator “rodoviário” trouxe um aspecto especial para o desenvolvimento de Marília. Um fluxo grande de pessoas que percorrendo toda a região da alta paulista trouxe novas perspectivas de negócios e investimentos ao município. Tal afluxo e circulação de pessoas, fez premente a necessidade da construção de um prédio destinado ao embarque e desembarque ordenado das jardineiras que chegavam e partiam da cidade; é deste modo que, em 1938 é inaugurada em Marília a "primeira rodoviária do Brasil", com influências do Art Déco, em projeto assinado por José Ferreira Dias.
Outra marca importante desse período de crescimento agroindustrial no município de Marília, foi a realização da 1ª Exposição Agrícola, Industrial e Comercial de Marília, em 1938. Evidencia-se um certo investimento estadual e preocupação com o evento através da construção de edifícios e stands, bem como, através da inauguração do aeroporto estadual Frank Miloye Milenkovich no município visando receber investidores, empresários e autoridades políticas.
Ao final de 1938, através do Decreto-lei Estadual n.º 9.775, o distrito de Bastos foi transferido do município de Marília para Tupã, e os distritos de Novo Cravinhos, Paulópolis, Quintana e Varpa foram transferidos de Marília para o novo município de Pompeia.
O Decreto-lei Estadual n.º 14.334, de 30 de novembro de 1944, renomeou o distrito de Primavera, que passou a chamar-se Rosália, emancipou de Marília o distrito de Oriente, e transferiu o distrito de Ocauçú de Echaporã para Marília.

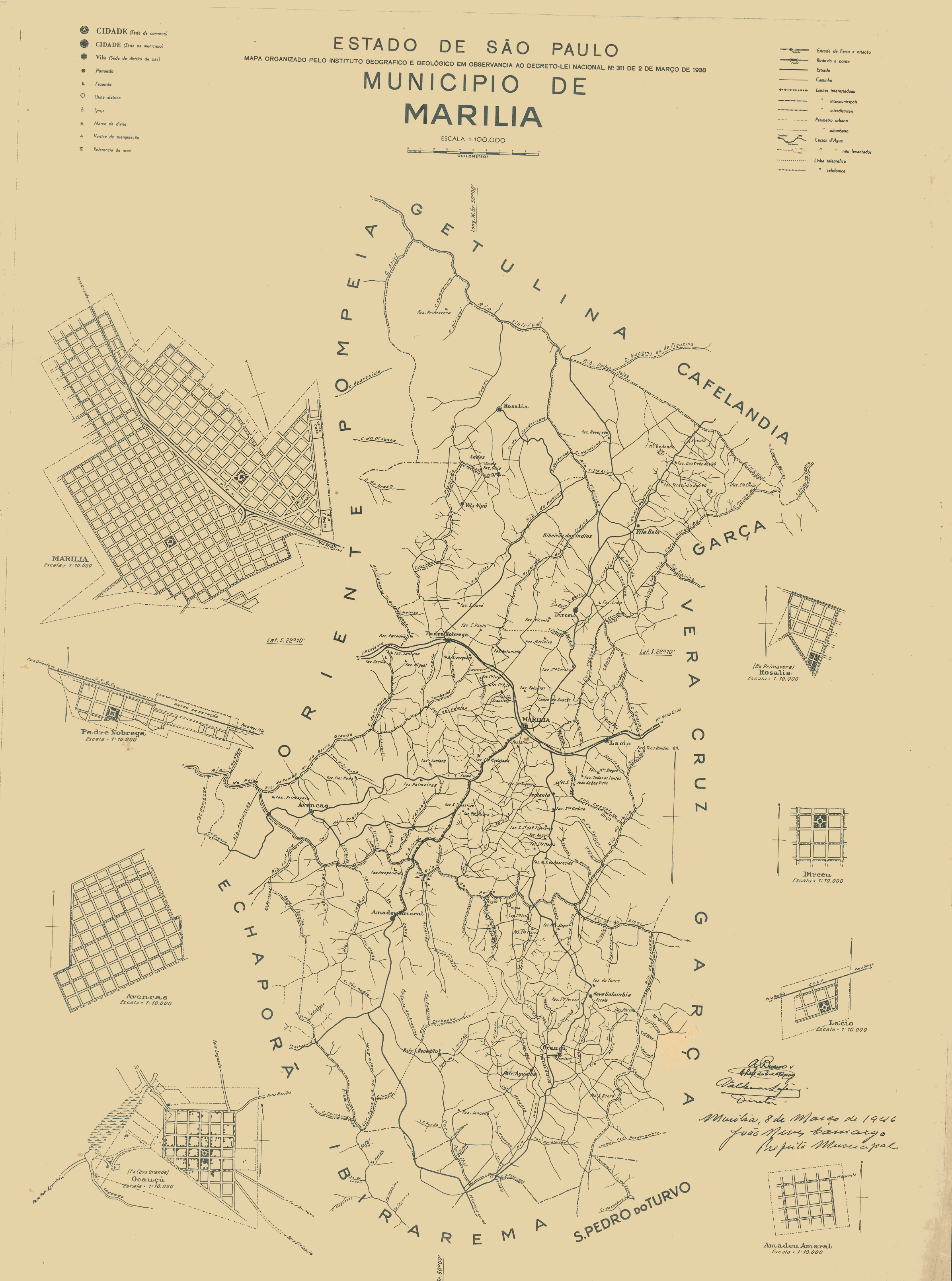
Mapa de Marília (1944).

Na década de 1940, o município firmou-se como polo de desenvolvimento do Oeste Paulista, apresentando um grande crescimento urbano e populacional.  É neste período que as Indústrias Reunidas Matarazzo instalaram sua planta fabril no município. Com a expansão da industrialização no interior paulista, houve um aumento da malha ferroviária e rodoviária, com isso Marília ligou-se a várias regiões do estado de São Paulo e ao norte do Paraná. Em Marília, a “frota de veículos em 1940 era superada apenas pela da capital, Santos e Campinas, com um deslocamento diário de 1500 passageiros na estação rodoviária, em linhas que atendiam 88 localidades”.
Em 1940, havia oito casas bancárias na cidade de Marília: Banco Comercial do Estado de São Paulo, Banco do Comércio e Indústria de São Paulo, Banco do Estado de São Paulo, Banco de São Paulo, Banco Noroeste, Casa Bancária Bratac, Casa Bancária Tozan e Casa Bancária Almeida. Esta última em 1943 iria se transformar no Bradesco. A maioria viria financiar o pequeno produtor que não encontrava oportunidades de investimento pelos grandes bancos brasileiros.

### Força Expedicionária Brasileira
27 marilienses se juntaram à Força Expedicionária Brasileira durante a Segunda Guerra Mundial (1939-1945). Partiram em 2 de julho de 1944, regressando todos em 16 de julho de 1945. Os marilienses mostraram bravura, mas um deles se destacou: o cabo Marcílio Luís Pinto, que recebeu a medalha Silver Star por ato de bravura, concedida pelo Exército Americano através do general Mark Clark. Os demais foram agraciados com medalha da Cruz de Combate de Segunda Classe.
Na Praça Saturnino de Brito existe um monumento em homenagem aos pracinhas, representado por um soldado do exército brasileiro. A placa contém os seguintes dizeres: "Aos pracinhas Ttes. Eduardo Cerqueira Cesar e João João Mendes Pinto, Sargentos Ananias de Oliveira e Félix Mansur. Cabos Marcílio Luiz Pinto, José Padilha Bravos, Pedro Garcia Fernandes e Hugo Casagrande. Soldados Moacir Augusto de Oliveira, José Esteves Diniz, Emílio Palma, Ângelo Tristão de Fada, Otaviano dos Santos, Felisberto Trajeiro Baiol, Laurindo Francisco da Silva, José ferreira Sobrinho, José Pinto, José Biudes, Flávio Vilaça Guimarães, Pedro Belizário Pereira, Pedro Mateus e José Manuel de Jesus [...] moços que representaram  Marília nas fileiras da gloriosa F.E.B. ajudando a vitória da Democracia, na luta contra o Nazifascismo, o povo de Marília agradecido".  

### Industrialização e urbanização na segunda metade doséculo XX
Marília teve sua economia transformada no pós-guerra e rearranjada de forma a se adequar as novas possibilidades que surgiram com a industrialização, iniciada no Governo de Getúlio Vargas, tendo seu ápice no Governo de Juscelino Kubitschek. Com o fim da Segunda Guerra, a região passa por mais uma diversificação da produção, com a introdução do cultivo do amendoim. Deste modo, no perímetro urbano de Marília passam a surgir beneficiadoras de amendoim que produziam óleos-base para a indústria alimentícia, o que impulsionaria toda uma cadeia de produção que não mais deixaria de se desenvolver. A indústria beneficiadora de amendoim, diferentemente do setor têxtil ou algodoeiro com base exportadora, atendia a um mercado regional e nacional em formação. Sua produtividade era consideravelmente alta e substituiu a exploração agrícola do algodão de maneira acentuada.

Marília (década de 1960).

 A partir da segunda metade do século XX, a população brasileira, majoritariamente camponesa, tenderia a urbanizar-se. Marília, que em período anterior havia se firmado como polo de apoio às atividades agrícolas da Alta Paulista, passou pela nova fase de urbanização observada em todo o país, recebendo indústrias variadas, com especial vocação para os setores metalúrgicos e alimentícios. Paulo Fernando Cirino Mourão, em sua dissertação de mestrado defendida na Unesp de Presidente Prudente, em 1994, destaca o papel dos imigrantes italianos, japoneses e seus descendentes na industrialização mariliense.
A urbanização levou muitas a buscarem uma reestruturação a fim de garantirem a inserção familiar no ambiente urbano, sendo assim, garantir o estudo dos filhos, passou a ser um meio para tal. Marília contava com uma boa rede de educação primária e secundária, contudo, aos jovens cujas famílias decidiam investir em uma formação de nível superior, a saída era a busca pelos grandes centros. A formação superior dos estudantes marilienses no estado do Paraná, era comum na época; muitos médicos e engenheiros formaram-se na Universidade Federal do Paraná nos anos 1950.
O primeiro edifício construído em Marília foi o Edifício Ouro Verde, em 1951. Ele foi totalmente comercializado em um único dia, seria o advento de um novo ciclo de desenvolvimento urbano que seria experimentado pelo município.
Pela Lei Estadual n.º 5.285, de 18 de fevereiro de 1959, foi desmembrado do município de Marília o distrito de Ocauçú; elevado à categoria de município. Marília passa a ser constituída, deste modo, por sete distritos: Marília, Amadeu Amaral, Avencas, Dirceu, Lácio, Padre Nóbrega e Rosália.
As possibilidades cada vez mais escassas de ascensão social e econômicas no campo, associadas à criação de postos industriais nas cidades, levou a um rápido crescimento das mesmas. A década de 1970 apresentou a saturação dos postos de trabalho urbanos em Marília, quando as primeiras favelas começaram a surgir a partir da necessidade de habitação das pessoas no espaço urbano em face às dificuldades de inserção formal no mesmo.
O grande déficit habitacional urbano era um problema que já vinha sendo observado em outras regiões do estado de São Paulo, o que levou o governo à criar programas de construção de moradias populares. Em Marília foram construídas 4 mil casas (Nova Marília) na gestão do prefeito Theobaldo de Oliveira Lyrio, além da construção do CECAP (Caixa Estadual de Casas para o Povo) Maria Izabel, projetado pelo renomado arquiteto Vilanova Artigas.

### Polo educacional e "Capital Nacional do Alimento"
Com a posterior instalação de diversos cursos universitários, Marília pôde atrair vários jovens à região, o que ajudou no desenvolvimento e diversificação do setor de comércio, serviços e entretenimento, bem como na expansão das atividades imobiliárias. Hoje, Marília conta com aproximadamente 50 indústrias na área alimentícia sendo conhecida como "Capital Nacional do Alimento".

## Geografia

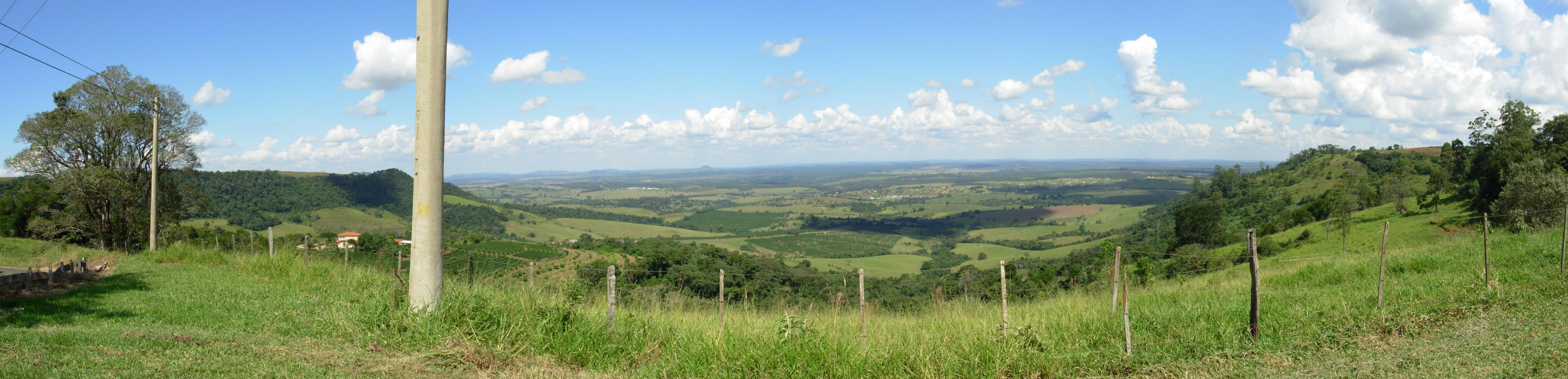
Panorama de zona rural a sudeste de Marília

O município de Marília e algumas cidades ao redor situam-se no hoje denominado Planalto de Marília (antiga serra dos Agudos) que compreende 3 espigões ou serras alongadas no sentido leste-oeste - também conhecidos como **itambés** (despenhadeiro, na língua Tupi) - a conhecer:
- Primeiro planalto: onde situam-se as cidades de Garça, Vera Cruz, Marília, Pompeia e Quintana, onde os itambés expõem paredões e escarpas de rocha arenítica (conhecidas na geologia como "Formação Marília"),alguns com quase 100 metros de profundidade, contendo belas cachoeiras, dando à paisagem uma beleza única, como a Serra de Avencas, onde se pode observar as camadas rochosas formadas há milhões de anos. Este primeiro planalto ainda segue rumo oeste, terminando em suaves colinas um pouco adiante da cidade de Tupã;
- Segundo planalto: compreende os municípios de Alvinlândia, Lupércio, Ocauçu e Echaporã, onde também apresenta paredões escarpados - principalmente entre Lupércio e Echaporã, com inúmeras cachoeiras e farta vegetação, que muitas vezes esconde os paredões - e tem seu relevo suavizado nas proximidade do município de Lutécia. Na estrada municipal Marília a Ocauçu, após o vale do Rio do Peixe, proximidades do distrito de Nova Columbia existe interessante formação rochosa em forma de torre, resultado da erosão de milhões de anos
- Terceiro planalto: com relevo menos escarpado, abrange as cidades de Álvaro de Carvalho e Julio Mesquita,  indo até proximidades de Guaimbê, onde se torna relativamente plano.

O desenvolvimento que acompanhou a linha férrea e seu desenho linear, se impôs, oriundo da geografia, limitada pelos magníficos Itambés, caracterizados pelos imensos paredões de mais de cem metros de altura que cortam o planalto repentinamente, obrigando o crescimento urbano, a se configurar conforme sua disposição física-geográfica.

### Meio ambiente

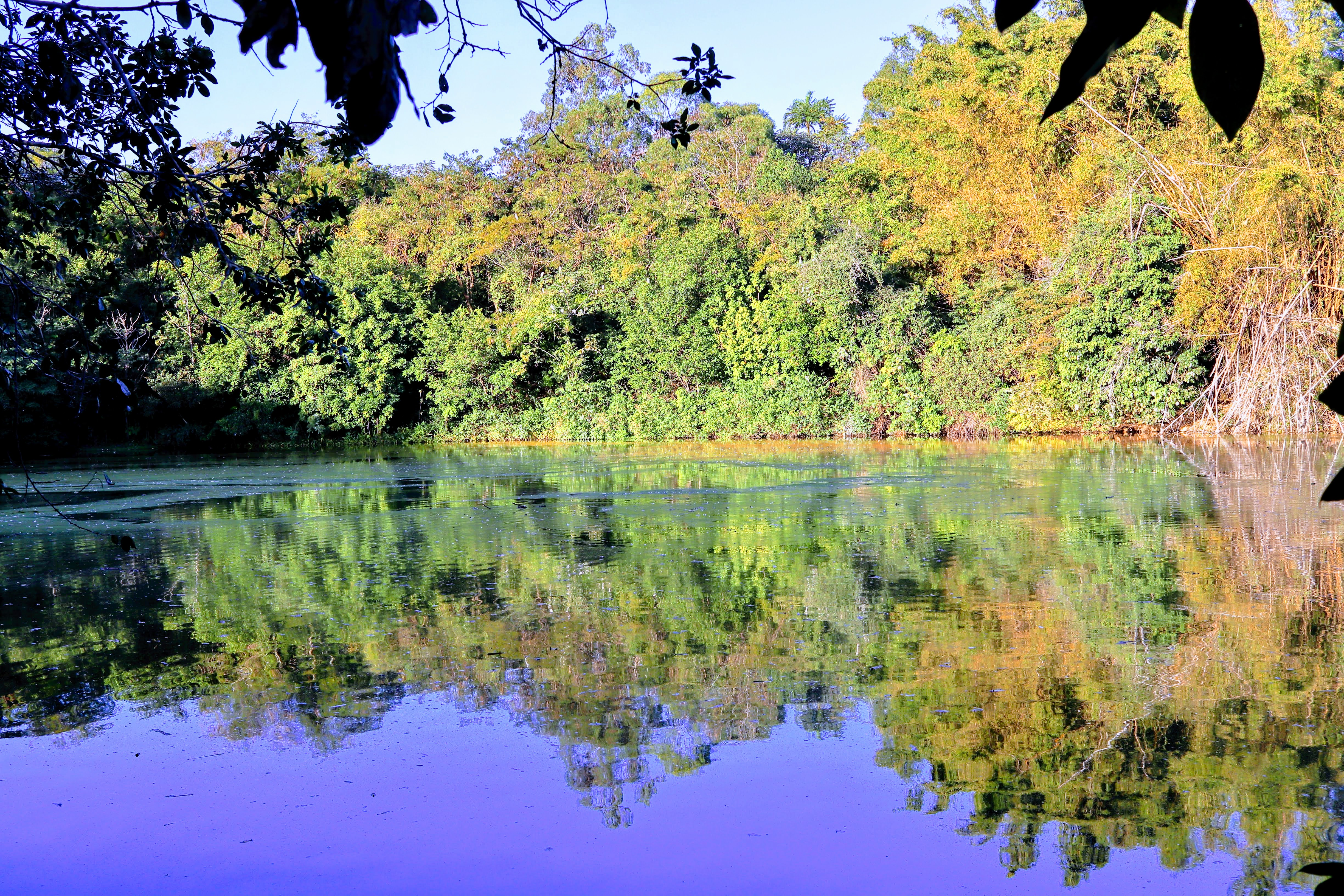
Lago de preservação de nascente em Marília

Marília possui um Horto Florestal de 554 hectares; um Bosque Municipal de 17,36 hectares; uma área reservada ao reflorestamento de 2 000 hectares e uma área de 7 400 hectares de vegetação natural.
Em 2020, após décadas de impasse jurídico-administrativo, Marília passa a tratar a totalidade de seus rejeitos de esgoto a partir da inauguração de três estações de tratamento. Chamada de "obra do século", as estações de tratamento colocam um fim à prática do despejo diário de 13 toneladas de dejetos nos córregos do Pombo, do Barbosa e do Palmital, que poluíam as principais bacias hidrográficas da Alta Paulista com o desague nos rios do Peixe e Aguapeí.

### Clima
Segundo dados do Centro Integrado de Informações Agrometeorológicas (CIIAGRO), desde 1993 a menor temperatura registrada em Marília foi de 0 °C nos dias 25 de junho de 1994 e 17 de julho de 2000, enquanto a maior atingiu 42,3 °C em 4 de outubro de 2020. O maior acumulado de chuva em 24 horas chegou a 155,4 mm em 4 de janeiro de 1999. Outros acumulados iguais ou superiores a 100 mm foram: 142,8 mm em 18 de novembro de 2000, 132 mm em 9 de janeiro de 1997, 123,4 mm em 15 de janeiro de 1999, 122,9 mm em 18 de fevereiro de 2017 e 115,6 mm em 13 de dezembro de 1995.
| Dados climatológicos para Marília | Dados climatológicos para Marília | Dados climatológicos para Marília | Dados climatológicos para Marília | Dados climatológicos para Marília | Dados climatológicos para Marília | Dados climatológicos para Marília | Dados climatológicos para Marília | Dados climatológicos para Marília | Dados climatológicos para Marília | Dados climatológicos para Marília | Dados climatológicos para Marília | Dados climatológicos para Marília | Dados climatológicos para Marília |
| Mês | Jan                               | Fev                               | Mar                               | Abr                               | Mai                               | Jun                               | Jul                               | Ago                               | Set                               | Out                               | Nov                               | Dez                               | Ano                               |
| --- | --------------------------------- | --------------------------------- | --------------------------------- | --------------------------------- | --------------------------------- | --------------------------------- | --------------------------------- | --------------------------------- | --------------------------------- | --------------------------------- | --------------------------------- | --------------------------------- | --------------------------------- |
| Temperatura máxima recorde (°C) | 37,6                              | 37,8                              | 37                                | 36                                | 34                                | 32                                | 34                                | 36,8                              | 39                                | 42,3                              | 38,4                              | 37,2                              | 42,3                              |
| Temperatura máxima média (°C) | 29,9                              | 30,8                              | 30,5                              | 29,6                              | 26,3                              | 26                                | 26,6                              | 28,5                              | 29,4                              | 30,3                              | 30,2                              | 30,7                              | 29,1                              |
| Temperatura média (°C) | 24,7                              | 25,3                              | 25                                | 23,9                              | 20,8                              | 20,3                              | 20,6                              | 22,1                              | 23                                | 24,1                              | 24,3                              | 25,1                              | 23,3                              |
| Temperatura mínima média (°C) | 19,5                              | 19,8                              | 19,5                              | 18,2                              | 15,2                              | 14,5                              | 14,5                              | 15,7                              | 16,6                              | 17,9                              | 18,5                              | 19,4                              | 17,4                              |
| Temperatura mínima recorde (°C) | 12                                | 13                                | 14                                | 6                                 | 6                                 | 0                                 | 0                                 | 3                                 | 5                                 | 8                                 | 11                                | 12                                | 0                                 |
| Precipitação (mm) | 299,3                             | 191,3                             | 141,8                             | 87,9                              | 70,4                              | 55,3                              | 36,7                              | 37,4                              | 72,2                              | 111                               | 126,5                             | 212                               | 1 441,8                           |
| Fonte: CIIAGRO - Centro Integrado de Informações Agrometeorológicas (climatologia: 1993-2013; recordes de temperatura: 1993-presente) |                                   |                                   |                                   |                                   |                                   |                                   |                                   |                                   |                                   |                                   |                                   |                                   |                                   |

### Hidrografia
- Rio do Peixe
- Rio Aguapeí

## Demografia
A população do município de Marília, de acordo com o Censo 2022 realizado pelo IBGE - Instituto Brasileiro de Geografia e Estatística, divulgado em 12 de dezembro de 2022, apresenta os seguintes dados:
|                 | População    | (%)    |
| --------------- | ------------ | ------ |
| População total | 237.627 hab. | 100%   |
| Pop. urbana     | 207.727 hab. | 95,84% |
| Pop. rural      | 8.974 hab.   | 4,16%  |
| Mulheres        | 112.019 hab. | 51,68% |
| Homens          | 104.726 hab. | 48,32% |

|               | Pop. Total  | Pop. Urbana |
| ------------- | ----------- | ----------- |
| Padre Nóbrega | 22.562 hab. | 21.988 hab. |
| Lácio         | 9.052 hab.  | 8.794 hab.  |
| Dirceu        | 2.389 hab.  | 1.703 hab.  |
| Rosália       | 1.176 hab.  | 924 hab.    |
| Avencas       | 1.002 hab.  | 704 hab.    |
| Amadeu Amaral | 294 hab.    | 139 hab.    |

Dados da Fundação Seade de 2016 apontaram que Marília possui o segundo maior índice de suicídios do estado de São Paulo, com uma taxa de 8,6 casos por 100 mil habitantes. Atualmente está sendo discutida a instalação de uma unidade do Centro de Valorização da Vida na cidade, haja vista que, em 2019 o quadro é ainda considerado grave, com a evolução do número de casos.
Segundo estimativas do ano de 2017, um em cada quatorze moradores de Marília recebem o auxílio do Bolsa Família. O benefício, com valor médio de R$ 161,51, é distribuído à 6.048 famílias, uma média de 17.236 pessoas. Têm direito famílias com renda por pessoa de até R$ 85,00 mensais; ou famílias com R$ 170,00 mensais, desde que tenham crianças ou adolescentes de 0 a 17 anos. Das 17.536 famílias de Marília cadastradas no CadÚnico, 5.013 possuem renda per capita familiar de até R$ 85; 2.440 possuem renda entre R$ 85,01 e R$ 170,00; 5.124 entre R$ 170,01 e meio salário mínimo; e 4.959 acima de meio salário mínimo.
| Índices (2010)       | Marília | Brasil |
| IDH-M - Humano       | 0,792   | 0,727  |
| IDH-R - Renda:       | 0,768   | 0,739  |
| IDH-L - Longevidade: | 0,854   | 0,816  |
| IDH-E - Educação     | 0,776   | 0,637  |

Fonte: (IPEADATA).

### Crescimento populacional
Em seus primeiros anos, Marília apresentou um crescimento rápido, atraindo um relevante fluxo migratório para o município. No recenseamento geral do Brasil de 1940, Marília despontava como o sexto município mais populoso do Estado de São Paulo, superando importantes centros como Ribeirão Preto e Piracicaba. Atualmente, Marília é o trigésimo oitavo município mais populoso de São Paulo, com 246.627 habitantes (2024).

### Migrações internas
Os migrantes internos sempre tiveram importante papel no povoamento e desenvolvimento de Marília. Dentre os pioneiros do período fundacional encontravam-se sobretudo paulistas de regiões mais antigas, fluminenses, mineiros e nordestinos, notadamente baianos da região de Caetité.
Com o declínio da lavoura cafeeira, já nos anos 1930, Marília recebeu mais levas de nordestinos, sobretudo baianos e pernambucanos que vinham para o trabalho na cultura do algodão], uma vez que, o nordeste até então era o maior produtor nacional da fibra. Além dos trabalhadores rurais, Marília também recebeu muitos profissionais liberais formados em São Paulo, Rio de Janeiro e grandes centros. Dentre esses migrantes pode-se citar a figura do médico baiano Aristóteles Ananias Maurício Garcia, que além de exercer a medicina, foi político, chegou a ser prefeito de Marília e foi proprietário da primeira casa em estilo modernista da cidade, com projeto assinado pelo renomado Gregori Warchavchik.
Além dos migrantes nordestinos, chegaram muitos mineiros, que também trabalhavam nos canaviais da Fazenda Paredão e da Fazenda Flor Roxa. Na zona urbana, os migrantes que possuíam baixo nível de escolarização usualmente trabalhavam como saqueiros nas máquinas de benefício de arroz, café e algodão. Posteriormente passaram a trabalhar e empreender no ramo de bares, mercearias e restaurantes.
De acordo com o último censo realizado pelo IBGE, divulgado em 1 de dezembro de 2010, dentre os migrantes residentes em Marília, os nordestinos ocupam o segundo lugar, ficando atrás apenas dos migrantes do Sudeste, região onde Marília está inserida. Muitos migrantes nordestinos de levas recentes ocupam postos de trabalho na construção civil, resultantes do boom imobiliário dos últimos dez anos.
Afro-brasileiros
A presença afro-brasileira consta em Marília desde sua fundação, nos anos 1920. Os afro-brasileiros, provieram de regiões de ocupação mais antiga, tanto do estado de São Paulo, como de outros estados do país. A ocupação tardia da região da Alta Paulista representava no imaginário social a possibilidade de formação de uma nova sociedade, livre dos antigos ranços e vícios das zonas de ocupação antiga, como o sistema escravocrata, por exemplo, que apesar da abolição, em 1888, continuou a afetar a vida dos afro-brasileiros.
O lema estampado na bandeira municipal de Marília "Símbolo de Amor e Liberdade", sintetiza o espírito de colonização desta nova região. Atualmente, segundo recenseamento promovido pelo IBGE] em 2010, mais de 35 mil pessoas identificaram-se como pretos ou pardos em Marília. Atualmente o município conta com diversas organizações e coletivos afro-brasileiros, destacando-se: Afro Fest Marília, Negras Ginga, Trançadeira Marília, Rainhas Negras, Afroo Mania e Capoeira Brasil.
A religiosidade também mostra-se como forte legado cultural afro-brasileiro em Marília. Atualmente o município conta com mais de cem terreiros de umbanda e candomblé registrados, destacando-se o Terreiro de Candomblé Abassá Nkassuté Lemba Nzambi Keamazi, localizado no distrito de Padre Nóbrega (objeto de estudos acadêmicos por destacar-se entre os terreiros pioneiros no resgate dos conhecimentos bantu) e os templos de Umbanda Águas de Iemanjá, Filhos do Caboclo Cobra Coral, e Vovó Maria Conga, no perímetro urbano de Marília.
A lei número 8232, de 9 de maio de 2018 reconheceu o "Toque de Senzala", realizado pelo Templo de Umbanda Filhos do Caboclo Cobra Coral, como pertencendo a data comemorativa/evento do município de Marrília; ocorrendo anualmente na semana que compreende o dia 13 de maio.

### Comunidades imigrantes
Portuguesa
Desde a fundação, os portugueses marcaram presença na cidade de Marília. Organizando-se comunitariamente, os portugueses de Marília criaram a Casa de Portugal, presente em diversas regiões brasileiras onde há representatividade portuguesa. A Casa de Portugal visa estreitar os laços históricos, culturais, econômicos e comerciais entre o Brasil e Portugal.
Em 2009 o então Prefeito municipal, de origem portuguesa, Abelardo Camarinha, inaugurou a "Praça Casa de Portugal" no centro da cidade; na praça foi erigido um monumento com a Cruz da Ordem de Cristo em cuja pilastra encontra-se uma placa com o poema Mar Português, de Fernando Pessoa, além de uma homenagem à Comunidade Portuguesa radicada em Marília. Tradicionalmente, no dia 6 de junho, a Casa de Portugal de Marília realiza o jantar em comemoração ao Dia de Portugal, de Camões e das Comunidades Portuguesas.
Espanhola

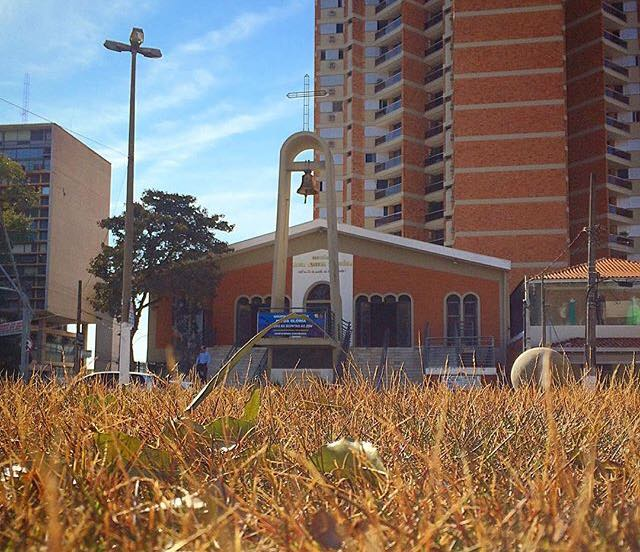
Igreja de Nossa Senhora da Glória (Opus Dei).

A presença espanhola também foi pioneira na região, segundo Rosalina Tanuri o primeiro espanhol a adquirir terras do senador Rodolfo Miranda em Marília foi António Hernández, no ano de 1921. Contudo, por volta dos anos 1930 é que começou a formar-se de fato uma comunidade espanhola em Marília. Com o crescimento da colônia espanhola na região, em 25 de junho de 1932 foi fundada a Sociedad Española de Marília, que funcionava como centro de ajuda mútua e fraternidade entre seus membros.

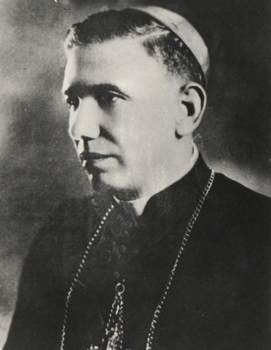
Dom Hugo Bressane de Araújo, primeiro bispo de Marília

Em 1934, procedente de Cabrália Paulista, chegou a Marília os irmãos Hilário e Manoel Lopes Saes. Espanhóis de Pueblonuevo del Terrible, chegaram ao Brasil em 1911 com os pais, fixando residência em Agudos. Em Marília, os irmãos firmaram sociedade com os cunhados e fundaram a indústria de carroças e carrocerias "Hispano-brasileira". A oficina passou então a produzir a carroceria de ônibus “Saes”, equipando as empresas de transporte de passageiros da Alta Paulista, Sorocabana e Norte do Paraná, Mato Grosso e rincões pioneiros.
A organização católica Opus Dei, fundada em 1928 na Espanha, chega ao Brasil através de Marília no ano de 1957, o que se deu devido aos contatos de Dom Hugo Bressane de Araújo (então bispo da diocese de Marília), com São Josemaría Escrivá de Balaguer, bispo espanhol fundador da Opus Dei (canonizado por João Paulo II em 2002).
O fato de ter recebido o primeiro centro da Opus Dei no Brasil, estabeleceu uma ponte entre a Espanha e Marília, que passou a receber diversos membros da obra, dentre eles o Padre Jaime Espinosa Anta, médico e doutor em direito canônico, o também médico recém-formado José Luís Alonso Nieto e o jovem advogado Félix Ruiz Alonso. Abriu-se também em Marília no mesmo ano de 1957 o primeiro Centro feminino da Opus Dei, recebendo dentre tantas colaboradoras espanholas as professoras Maria Clara Constantino e Gabriela Malvar Fonseca e a nutricionista Rosário Alonso.
Os Padres do Opus Dei] utilizavam a então capela de Nossa Senhora da Glória para as missas, retiros e reflexões. Em gratidão a primeira cidade do Brasil que os acolheu, Dom Hugo recebeu de Roma o painel de Nossa Senhora da Glória, pintura artística de 1958 presente no atual Santuário de Nossa Senhora da Glória, no centro da cidade.
Sírio-libanesa
Os Sírio-Libaneses que chegaram ao Brasil no século XIX e início do século XX estabeleceram-se inicialmente nos grandes centros do país, contudo, a prática do mascateio, muito difundida entre os pioneiros, levou-os a desbravar o interior do Brasil em busca de novas clientelas. Deste modo, passaram a estabelecer-se nas urbes interioranas em desenvolvimento e a criar suas colônias, para onde passaram a rumar diretamente posteriores compatriotas "os chamados primos".
Os mascates já percorriam as fazendas da região de Marília antes mesmo de sua fundação, sendo que, passaram a estabelecer-se na cidade com maior expressão após a chegada dos trilhos do trem, revolucionando as práticas comerciais, como faziam por onde chegavam. Dentre os primeiros sírio-libaneses a que se tem notícia terem chegado a Marília, está o libanês Saad Baclini Chueiri, que chegado em 1928, fez sociedade com o também libanês Amélio Elias Sabag. Saad Chueiri foi um grande empreendedor, construiu em 1934 o posto de gasolina "Sete de Setembro" e, como proprietário de terreno na Avenida Sampaio Vidal, fez composição com a Construtora Irmãos Ferraz para a construção do Edifício Ouro Verde, o primeiro da cidade.
Em Marília os libaneses mantém o Clube Monte Líbano, que funciona nas imediações do Bosque Municipal desde 1985. Dentre os descendentes de sírio-libaneses ilustres nascidos em Marília pode-se destacar o político e escritor Antônio Rezk, nascido em 1933, o compositor Sérgio Ricardo e o cinegrafista e diretor de fotografia Dib Lutfi, nascido em 1936. Dentre os imigrantes sírio-libaneses que radicaram-se em Marília, destaca-se o filantropo libanês Carim Daher El Haber, fundador do restaurante infantil.
Assim como em muitas outras regiões do Brasil, os sírio-libaneses erradicados em Marília também obtiveram destaque na política, dentre alguns nomes, pode-se citar Jamil Dualibi, eleito por quatro vezes deputado estadual entre os anos de 1959 e 1975, tendo sido homenageado com um Núcleo Habitacional que leva seu nome em Marília. Joseph Zuza Somaan Abdul Massih também ocupou o cargo por dois mandatos, de 1998 a 2006. Em 2016 o nome de Abdul Massih tornou-se nacionalmente conhecido por escândalos ligado a sonegação de impostos envolvendo valores milionários.
Judaica
A comunidade judaica que se formou em Marília é basicamente advinda do Leste Europeu, sendo portando composta essencialmente de judeus asquenazes. Os gérmens do antissemitismo sempre estiveram presentes na Europa, vide a perseguição promovida aos Judeus sefarditas pela Inquisição já no século XV. No final dos anos 1920, quando Marília tornou-se município, o nazismo já encontrava-se em ebulição na Europa; o primeiro volume de "Mein Kempf", de Adolf Hitler, foi escrito em 1925. Antes disso, a ebulição política no Leste Europeu em virtude da Revolução Russa e dos pogroms da Rússia tsarista, que vitimava comunidades minoritárias, como os judeus, impulsionavam a emigração em massa de judeus, sobretudo para a América.
O referido contexto de perseguições levou a vinda de levas migratórias judaicas do Leste Europeu para o Brasil desde o início do século XX. Os judeus, assim como os Sírio-Libaneses, dedicavam-se sobretudo ao comércio e igualmente ao mascateio, dividindo tal nicho econômico na nascente Marília. Os Knobel chegaram a Marília nos anos 1930 devido ao forte antissemitismo que assolava a Polônia, que seria definitivamente ocupada pelas tropas alemãs em 1940 Atualmente existe em Marília, entre as avenidas 9 de Julho e Sampaio Vidal um edifício chamado Benjamin Knobel; Benjamin (Bencjon) era um dos jovens judeus polacos que chegou à cidade com seu irmão Abraan em 1936.
Os Knobel participavam das cerimônias religiosas na sinagoga do Rabino Singal, que atraía os judeus de toda a região. Além dos Knobel, famílias como os Fridman, os Kopelman, os Oksman, os Speiter, os Zatyrco, os Zaterca, os Beznos, os Tigel, os Klepacz e os Singal, faziam parte da comunidade judaica estabelecida em Marília. A primeira geração, marcada pelas perseguições europeias, encontraram em Marília o "Símbolo de Amor e Liberdade", de seu lema; trabalhando arduamente e esmerando-se na educação das gerações posteriores. Dentre os marilienses frutos dessa história, pode-se citar o Dr. Elias Knobel, professor e vice-presidente do Hospital Israelita Albert Einstein, em São Paulo. Filho do senhor Abraham e sobrinho de Benjamin Knobel, Elias nasceu em Marília em 1943, sete anos após a chegada de seu pai em Marília.
Italiana
Os italianos também fazem parte história de Marília, o que pode-se perceber de imediato a partir dos nomes de diversos logradouros e bairros da cidade, que homenageiam imigrantes italianos e seus descendentes; como exemplo podem ser citados os bairros Bassan, Banzato, Cavalieri, Lorenzetti, Osvaldo Fanceli, Saliola, Somenzari, Thomaz Mascaro e Jardins Casadei, Cavallari e Fontanelli.
Conforme a lei nº 4017, de 1994, Marília comemora anualmente a instituição da República da Itália. O hasteamento da bandeira italiana faz parte da comemoração e é anualmente realizado, pela manhã, no Paço Municipal. Trata-se de uma homenagem aos imigrantes italianos e ítalo-descendentes que contribuíram com a história de Marília e do Brasil.
O italiano Salvatore Scarpetti e seu filho Jaime, oriundos de Limeira, foram um dos pioneiros dessa nacionalidade a chegar à região da atual Marília por volta do ano de 1924. Ambos instalaram uma serraria, nicho econômico que teve grande impulso, haja vista o rápido desenvolvimento pelo qual a região passou e a necessidade da derrubada das matas para a formação dos primeiros cafezais.
Outro italiano que chegou à Marília em 1927 foi Sperendio Cabrini. Nascido em 1884, Sperendio chegou ao Brasil com seus pais com um ano de idade. Em Marília tornou-se pioneiro, abrindo lavoura no Bairro Tiveron, em Padre Nóbrega. Posteriormente fundou com o sócio, José de Grande, o primeiro Laticínio da Cidade.

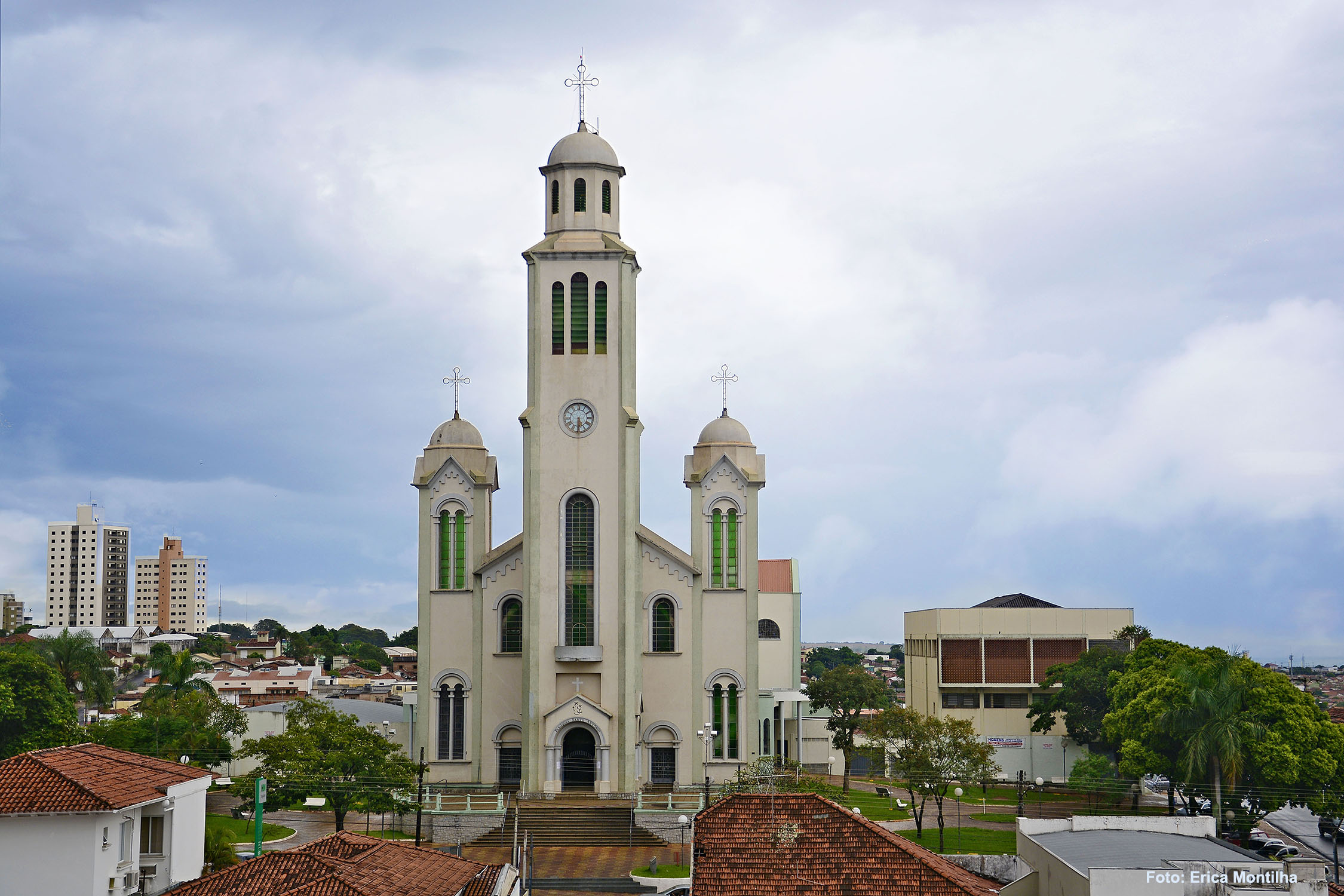
Paróquia Santo Antônio em 2019. Foto: Erica Montilha

Em 1928 chega à Marília Santo Bassan, outro italiano que abriu terras nas adjacências da cidade. Nascido em 1877, residiu em Itapuí, tendo em 1923 adquirido do Major Elisiário de Camargo Barbosa as terras, quando se abria o Patrimônio de Alto Cafezal. Bassan doou a Antonio Pereira da Silva a imagem de Santo Antônio para a capela erguida por este, bem como depois a imagem do Espírito Santo para a capela da Vila São Miguel, quando esta vila foi aberta.
Outro italiano também chegado à Marília em 1928 foi o calabrês Salvatore Basta. Nascido em 1890, Basta chegou ao Brasil aos oito anos de idade, tendo antes residido em São José do Rio Preto e Cravinhos. Fundou em Marília uma fábrica de bebidas e destilaria, que nas mãos dos filhos passou a produzir cerveja. Dado o sucesso regional, a cervejaria dos Basta foi vendida posteriormente à Companhia Antárctica Paulista.
Também em 1928 chegam Carmelo Calaresi e a esposa Caterina Politano. Calaresi nasceu em 1883 na Sicília, chegando ao Brasil aos dois anos de idade para viver em Taquaritinga com os pais. Em Marília Carmello estabeleceu uma alfaiataria na rua São Luís, sendo membro ativo da Loja Maçônica local. Em 1929 foi a vez de Guinetti Grassi, nascido na Itália em 1888. Grassi chegou ao Brasil com os pais aos cinco anos de idade, residindo em São Simão, Jardinópolis, Viradouro, São José do Rio Preto e Potirendaba. Casado com Emília Bandiera, deixou 14 filhos, 25 netos, 24 bisnetos e 4 tetranetos. Em Marília ajudou a abrir o picadão que deu origem à rua Coronel Galdino de Almeida, onde construiu o prédio da casa comercial e sua residência, onde permaneceu até a sua morte, em 1988.
A comunidade italiana realiza anualmente festas com comidas e danças típicas, trata-se da "Festa de Santo Antônio" e da "Festa Italiana", realizadas nas adjacências da Paróquia de Santo Antônio. A região tornou-se referência cultural italiana em Marília, abrigando cantinas e restaurantes italianos. Além do cristianismo católico, a comunidade italiana também é representada pela igreja evangélica Congregação Cristã no Brasil, fundada no Paraná na primeira década do século XX por Luigi Francescon, italiano radicado nos Estados Unidos, que veio ao Brasil para trazer sua fé à grande colônia italiana estabelecida no país de então. Inicialmente difundida entre a comunidade italiana, é por ocasião da Segunda Guerra Mundial que os cultos passaram a ser ministrados em português e a igreja começou a atrair maciçamente fiéis de outras origens étnicas. O estatuto do ano de 1936 da igreja dá conta que até então já havia duas casas de oração em Marília: na Rua Piratininga, encarregada à Francisco Paschoal e no então distrito de Pompeia, encarregada à Orlando Pierini. Atualmente a Congregação Cristã no Brasil possui vinte casas de oração em Marília.
Parte importante da industrialização paulista e mariliense se deve à imigração italiana, o que evidencia-se a partir do volume de indústrias criadas por italianos e ítalo-descendentes. Para além da já citada cervejaria da família Basta, pode-se citar as indústrias do ramo alimentício que dariam vocação ao município de Marília, como a Ailiram, a Marilan, a Bel, a Dori e a Macarrões Irmãos Raineri. Entre as décadas de 1930 e 1940 Marília recebeu uma planta fabril das Indústrias Reunidas Francisco Matarazzo, uma das maiores representações do empreendedorismo ítalo-brasileiro da América Latina. Localizada no bairro Somenzari, a planta dedicava-se ao beneficiamento de arroz e algodão, chegando a empregar 400 operários. Em 1975 o complexo foi desativado e em 1992 o  Conselho de Defesa do Patrimônio Histórico Arqueológico, Artístico e Turístico (CONDEPHAAT), tombou partes do mesmo como patrimônio histórico-material de interesse do Estado de São Paulo. Marília também possui uma Agência Consular Honorária da Itália.
Japonesa
Marília possui entre 1500 e 2000 famílias nikkeis, colocando-se junto à Londrina, como uma das maiores concentrações de nipodescendentes do interior do Brasil. Segundo Rosalina Tanuri, referindo-se à colônia japonesa de Marília: "Eles revolucionaram o conceito de trabalhar a terra [...].Tanto na cidade, quanto nos sítios e fazendas, o japonês estava em grande número. Os que viviam na cidade preferiam o ramo de bares, armazéns, tinturarias e farmácias".
Os primeiros japoneses chegaram à região de Marília em 1926, antes mesmo da emancipação político-administrativa do município, que só ocorreria em 1929. Já em 1930 fundaram a primeira associação japonesa, a Associação Cultural Nipo Brasileira de Marília. Em 1945, outra associação foi fundada, a Sociedade Esportiva e Cultural Okinawa de Marília (AECOM). Em 1991, a partir da união de ambas associações com o Esporte Clube Mariliense, surgiu o Nikkey Clube de Marília, cujo objetivo é divulgar e preservar a cultura japonesa junto a comunidade, e promover o intercâmbio cultural entre o Brasil e o Japão.

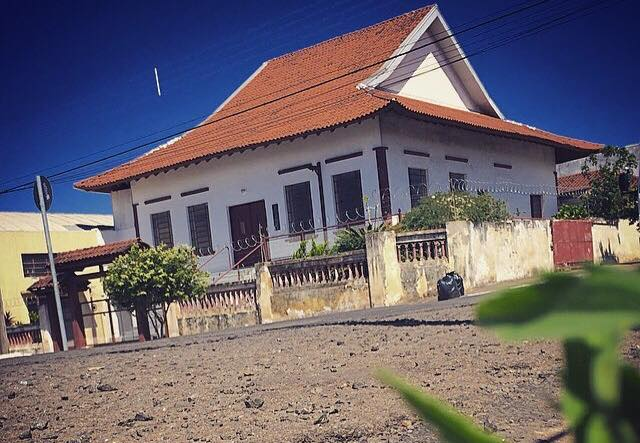
Templo Honpa Hongwanji de Marília.

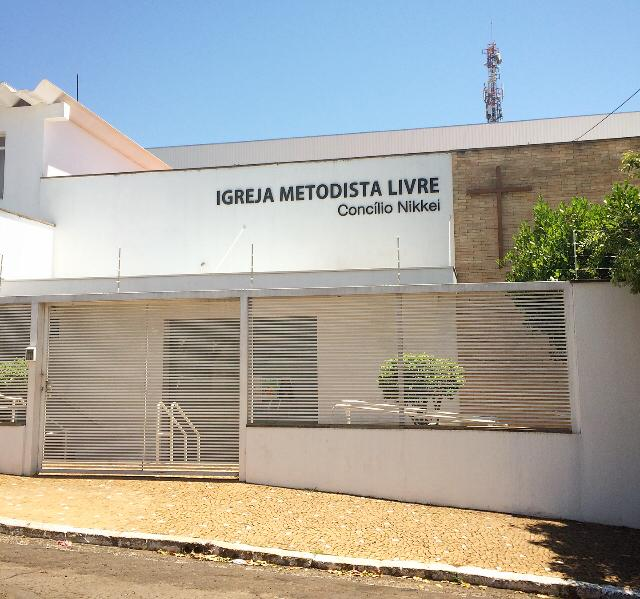
Igreja Metodista Livre do Concílio Nikkei de Marília

A Shindo Renmei, atuante em território brasileiro durante a Segunda Guerra Mundial, foi fundada por ex-militares japoneses em Marília no ano de 1942. A seita foi uma organização terrorista de cunho nacionalista que pregava a vitória do Japão na Guerra. Seus membros eram chamados de Kachigumi, enquanto que, os japoneses que acreditavam na fatídica derrota do Japão, eram chamados de Makegumi, ou “corações sujos”. Os Makegumi, passaram a ser alvo dos Kachigumi, que os tomavam por desleais ao imperador e à pátria japonesa. O episódio foi base para a produção do livro e filme "Corações Sujos", de Fernando de Morais e "Yami no Ichinichi - O crime que abalou a colônia japonesa no Brasil", de Mario Jun Okuhara.
A comunidade nipo-brasileira de Marília legou à cidade um importante patrimônio cultural, disseminado, por exemplo, através da culinária, da religião, dos esportes e das artes marciais. O município possui comunidades religiosas orientais de diversas crenças e linhagens, dentre elas, a Soka Gakkai, Perfect Liberty, Seicho-no-ie, Igreja Tenrikyo, Igreja Messiânica (Johrei), Assembleia de Deus Nipo-Brasileira, Igreja Metodista Livre Concílio Nikkei e os templos budistas Mahayanas Shinshu Honganji e Honpa Honganji. Existem diversas academias de treinamento de artes marciais japonesas, como Judô, Kendô, Aikidô e Karatê, sendo algumas destas, células-mãe de academias que se expandiram para outras regiões do país. Marília possui equipes de Beisebol, Softbol e Gateball, sendo os times de Marília muito bem posicionados em tais modalidades em nível nacional. A culinária nipônica pode ser degustada nos mais de quinze restaurantes espalhados pela cidade, além disso, é possível encontrar diversas mercearias especializadas em produtos japoneses. Ligado Nikkey Clube encontra-se o grupo de Taikô Hibiki Wadaiko, que apresenta constantemente sua arte nos eventos da cidade e da região.

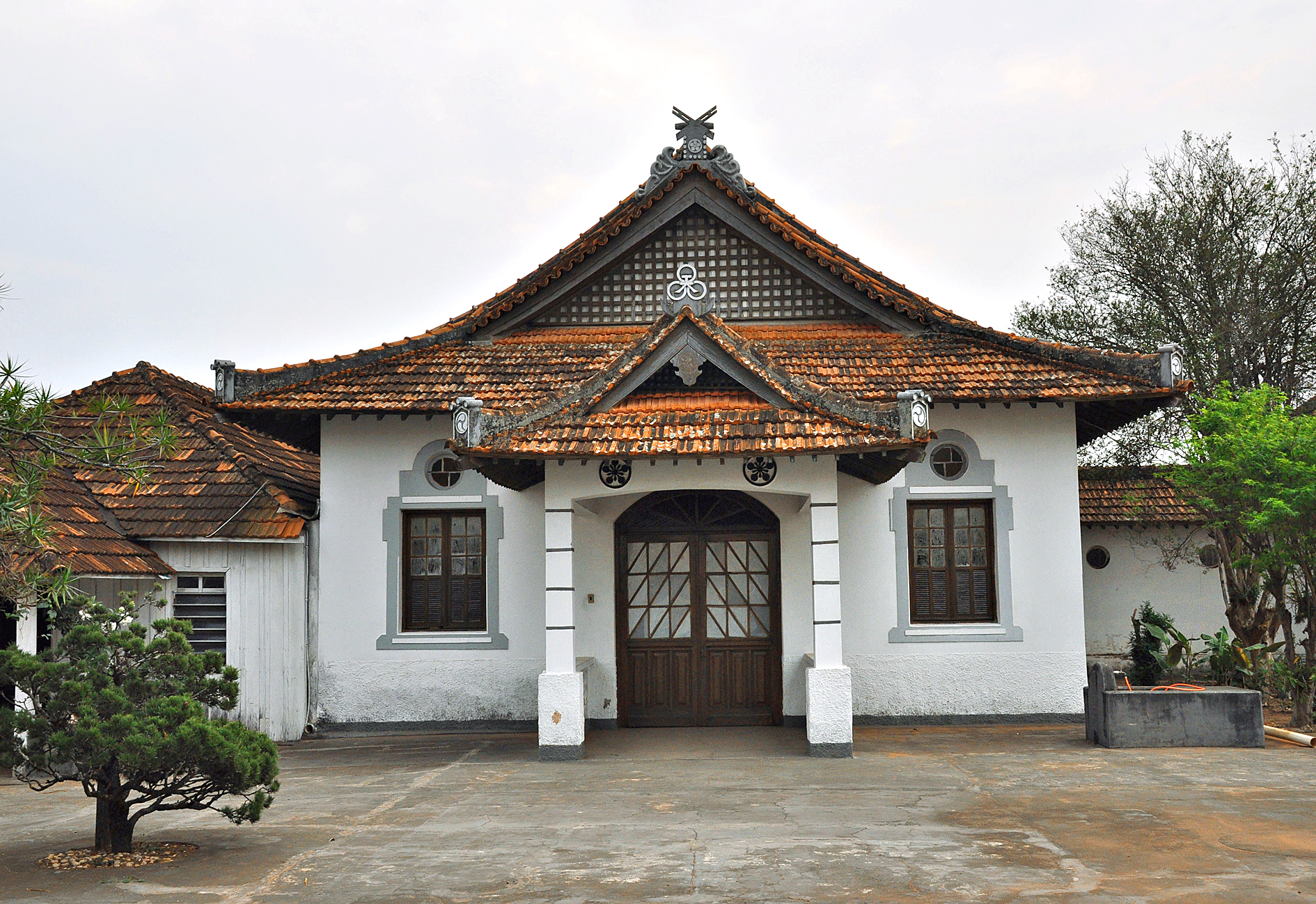
Templo da Igreja Tenrikyo de Marília.

Hideraru Okagawa, foi um dos primeiros políticos de ascendência japonesa em Marília; exerceu o cargo de vereador durante 23 anos. Depois dele apareceu a maior expressão política da colônia, na década de 70 e 80,  Diogo Nomura, que se tornou vereador por um mandato, deputado estadual por dois mandatos e deputado federal por outros dois. No legislativo mariliense houve outras expressões, como Luiz Okuda, Massatoshi Hoshida, Shiguetoshi Nakagawa e Teruaki Kushikawa.
O município recebeu duas visitas da Casa Imperial do Japão, uma do então príncipe Mikasa, em 1958, por ocasião dos 50 anos da imigração japonesa no Brasil e a mais recente, em 2018, da princesa Mako, por ocasião dos festejos dos 110 anos da imigração japonesa no Brasil. Ambos foram recepcionados pelo poder público municipal e pela colônia nipônica, fazendo o plantio simbólico de um ipê em frente ao Paço Municipal da cidade.
Chinesa e taiwanesa
Os laços iniciais entre a China e o Brasil foram fomentados por Portugal, uma vez que, assim como o Brasil, a região chinesa de Macau, também era colônia portuguesa. A primeira leva de imigrantes chineses a chegar ao Brasil remonta os anos de 1860, quando Portugal organizou a vinda de imigrantes da colônia de Macau. A imigração chinesa para o Brasil foi estrategicamente pensada por Portugal visando a construção de ferrovias no Rio de Janeiro, a introdução e desenvolvimento da cultura do chá em São Paulo e para o trabalho na mineração em Minas Gerais. Este tipo de migração fomentada trouxe ao Brasil aproximadamente 5 mil imigrantes.
A partir dos anos 1950 um novo e mais vigoroso fluxo migratório teve início, desta vez de forma espontânea, motivado principalmente por guerras e escassez de alimentos. A implantação do comunismo na China continental levou uma expressiva quantidade de chineses a emigrarem para Taiwan. De Taiwan partiram muitos para outros países, dentre eles o Brasil. Após um período de estagnação, a imigração chinesa para o Brasil retomou impulso no fim dos anos 1990, quando uma nova leva de imigrantes passaram a chegar ao país para dedicar-se a atividades comerciais. Tal fluxo migratório, dentre outros fatores, tem a ver com a abertura da economia brasileira nos anos 1990 e a intensificação das relações comerciais entre China e Brasil.
Em Marília, os imigrantes da nova leva imigratória localizam-se essencialmente na região central da cidade, onde vivem e trabalham em atividades comerciais que vão de lojas de importados a restaurantes e pastelarias (que atualmente não vendem apenas pastéis, mas também refeições e salgados em geral, inclusive a tradicionalmente brasileira coxinha). Especializados em culinária chinesa são sete restaurantes, os locais San Jhou, Disk Lin, Casa do Yakissoba, Mr. Chang, Muralha e Dragão Dourado e o franqueado China In Box. A culinária taiwanesa é representada em sua versão vegetariana pelo restaurante Tshu Shin. Estima-se que a cidade abrigue uma comunidade de mais de 900 membros.
Atualmente o campus de Marília da Unesp é um dos polos do Instituto Confúcio, fruto de um convênio entre a universidade e o governo da República Popular da China, em parceria coma Universidade de Hubei. O Instituto visa o ensino da língua chinesa, a divulgação da cultura e da história da China e o fortalecimento do intercâmbio cultural e acadêmico entre o Brasil e a China. Todos os profissionais são chineses, selecionados e aprovados pela matriz do Instituto Confúcio na China para vir ao Brasil.
Em 2018 foi sancionada a Lei 13.686, que institui a data de 15 de agosto como Dia Nacional da Imigração Chinesa no Brasil.  A data escolhida rememora a chegada dos primeiros imigrantes chineses ao país, que segundo registros oficiais deu-se em 15 de agosto de 1900 em São Paulo.  Segundo dados da Polícia Federal, os chineses representam aproximadamente 5% do número de imigrantes registrados no país. A comunidade chinesa no Brasil só é menor as estabelecidas na Bolívia, nos Estados Unidos e na Argentina.
Alemã
Em menor quantidade que os demais, mas não menos importantes, os alemães também chegaram a Marília e fizeram parte de sua história, contribuindo para seu desenvolvimento. Dentre estes, um nome que figura dentre o rol de heróis marilienses é o de Nelson Spielmann, mariliense descendente de alemães morto em combate na Revolução Constitucionalista de 1932.
Em 1959 tiveram início as pregações da Igreja da Confissão Luterana, em Marília, a partir de missionários estadunidenses de origem alemã. Os trabalhos de pregação inicial se deram entre as famílias residentes no município, expandindo posteriormente para toda a comunidade.

### Composição étnica
Em 2010, segundo dados do censo IBGE daquele ano, a população mariliense era composta por 140 695 brancos (64,91%); 59 929 pardos (27,65%); 10 071 pretos (4,65%); 5 808 amarelos (2,68%); e 240 indígenas (0,11%).

### Cidadãos ilustres
- Ver Marilienses notórios

### Religiões
Devido à grande variedade cultural e étnica de Marília, são diversas as manifestações religiosas presentes na cidade. Embora tenha se desenvolvido sobre uma matriz social eminentemente católica romana, tanto devido à colonização quanto à imigração — e ainda hoje a maioria dos marilienses se declarem católicos romanos — é possível encontrar atualmente no município diversas denominações protestantes, assim como a prática do budismo, do espiritismo, da umbanda, do candomblé, do catolicismo ortodoxo, dentre outras.
Segundo o censo de 2000 realizado pelo IBGE, a população mariliense se compunha de 73,1% católicos; 16,7% evangélicos; 5,7% outras religiões e 4,5% agnósticos e ateus. Já o censo de 2010 apresenta uma queda no percentual da população autodeclarada católica, e o aumento do número de evangélicos e pessoas sem religião, evidenciando no município o fenômeno da transição religiosa, também observado a nível nacional. Os dados detalhados do censo de 2010 em Marília no que se refere a religião são os seguintes: 135 373 católicos (62,46%); 54 985 evangélicos (25,37%); 11 428 pessoas sem religião (5,27%); 7 176 espíritas (3,31%); 2 296 Testemunhas de Jeová (1,06%); 1 092 budistas (0,50%) e os demais divididos entre outras religiões.
A igreja católica romana, por meio da Diocese de Marília, mantém uma instituição de nível superior (Faculdade João Paulo II - FAJOPA), em Marília, e três colégios administrados pela Congregação do Sagrado Coração, sendo eles: Colégio Cristo Rei (Marília), Escola Irmão Policarpo (Marília), Colégio Sagrado Coração de Jesus (Marília), Educandário e Colégio Madre Clélia Merloni (Adamantina).
Em outubro de 2018 a Rede Adventista de Ensino inaugurou em Marília sua primeira escola de ensino infantil e fundamental.
As instituições espíritas mantém no município o tradicional colégio Bezerra de Menezes e o Centro Universitário Eurípides de Ensino (UNIVEM).

#### Catolicismo
Apostólico Romano

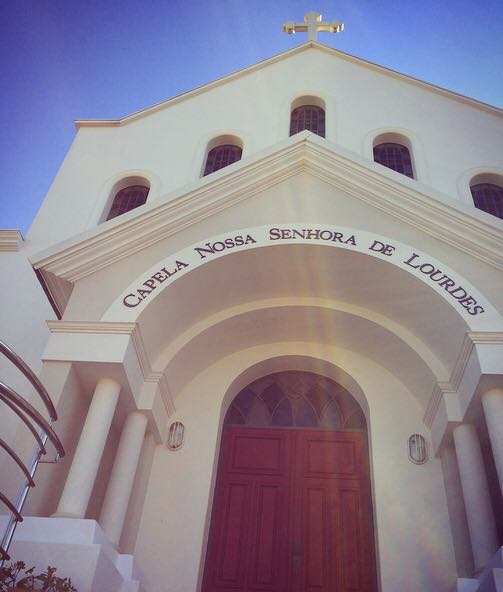
Capela Nossa Senhora de Lourdes.

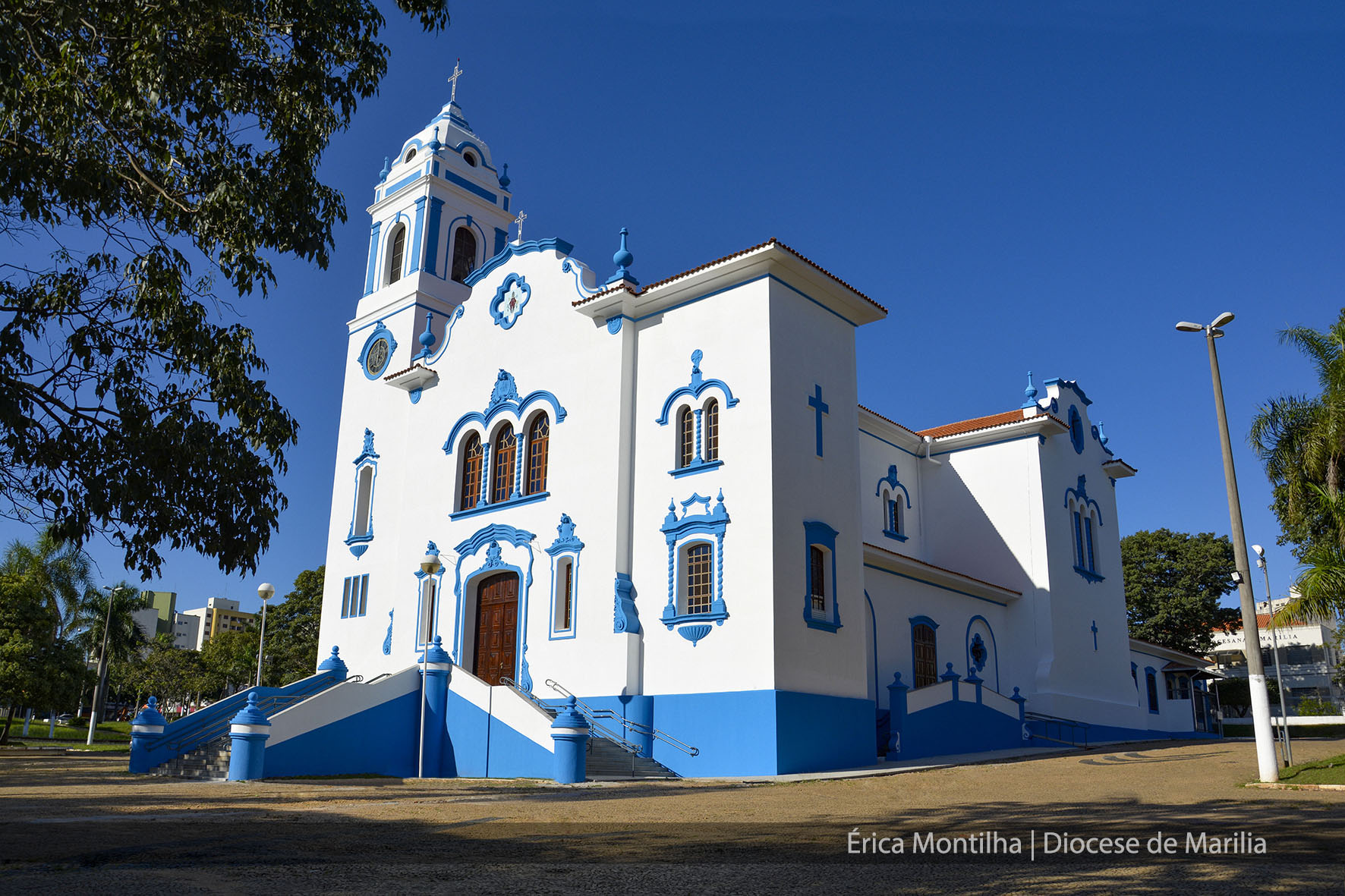
Basílica Menor de São Bento após reforma em 2020. Foto: Erica Montilha

Marília é sede da diocese da região da Alta Paulista, pesiástica de Botucatu e ao Conselho Episcopal Regional Sul I da Conferência Nacional dos Bispos do Brasil.  No dia 8 de maio de 2013, o então padre Luiz Antônio Cipolini foi nomeado bispo diocesano de Marília pelo Papa Francisco, recebendo automaticamente o título de Monsenhor.
A diocese de Marília é responsável por uma população de mais de 600.000 fiéis, compreende 60 paróquias, divididas entre 37 municípios, sendo a sede, a Basílica Menor de São Bento, em Marília e possuindo São Bento como santo padroeiro.

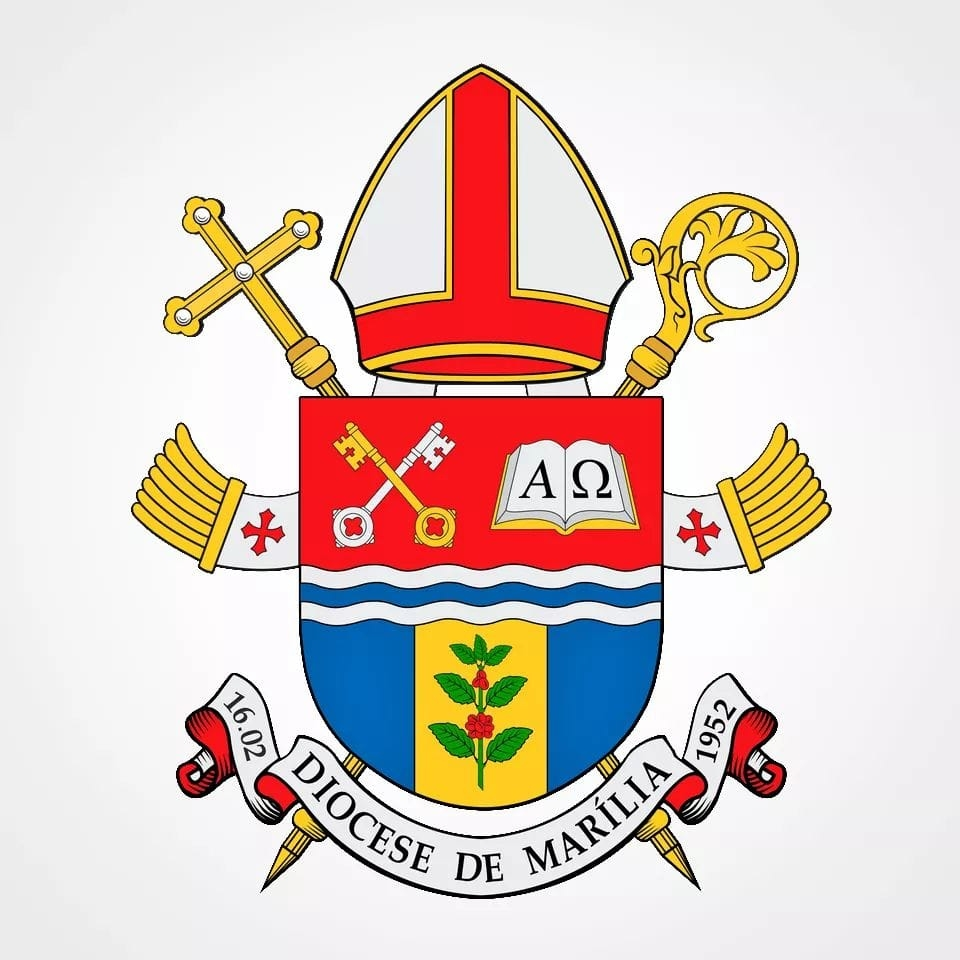
Brasão da Diocese de Marília

A Diocese de Marília subdivide-se entre três regiões pastorais, sendo elas:
Região Pastoral I
- Marília (sede), Álvaro de Carvalho, Avencas (Distrito de Marília), Garça, Oriente, Paulópolis (Distrito de Pompeia), Pompeia, Quintana, Vera Cruz.

Região Pastoral II
- Tupã (sede), Adamantina, Arco-Íris, Bastos, Herculândia, Iacri, Inúbia Paulista, Lucélia, Mariápolis,Osvaldo Cruz, Parapuã, Pracinha, Queiroz, Rinópolis, Sagres, Salmourão.

Região Pastoral III
- Dracena (sede), Flora Rica, Flórida Paulista, Irapuru, Junqueirópolis, Monte Castelo, Nova Guataporanga, Ouro Verde, Pacaembu, Panorama, Pauliceia, Santa Mercedes, São João do Pau d'Alho, Tupi Paulista.[118]

Ortodoxo
- Igreja Católica Apostólica Ortodoxa do Brasil
- Igreja Sirian Ortodoxa de Antioquia
- Santuário Nossa Senhora Desatadora dos Nós

#### Protestantismo
Diversas são as ramificações cristãs surgidas pós-reforma protestante. Dentre estas, as seguintes estão presentes em Marília:
Protestantismo histórico
- Igreja Luterana, Igreja Presbiteriana do Brasil, Igreja Batista, Igreja Metodista.

Protestantismo reformado
Igreja Presbiteriana Independente, Igreja Presbiteriana Filadélfia, Igreja Batista da Paz, Igreja Metodista Concílio Nikkei, Igreja Metodista Livre, Igreja Batista Renovada Rio de Unção, Igreja Batista Manancial, Igreja Batista da Fé, Morada Igreja Batista, Igreja Batista Independente, Igreja Batista leão de Judá.
Restauracionismo/Primitivismo Cristão
- Igreja Adventista do Sétimo Dia, Igreja de Jesus Cristo dos Santos dos Últimos Dias, Salão do Reino das Testemunhas de Jeová

Pentecostalismo
- Igreja Presbiteriana Renovada, Congregação Cristã no Brasil, Congregação Cristã Ministério de Jandira, Assembleia de Deus Ministério de Belém, Assembleia de Deus de Ministério de Marília, Assembleia de Deus Ministério Madureira, Assembleia de Deus Nipo-Brasileira, Assembleia de Deus Ministério de Perus, Igreja Adventista da Promessa, Igreja Pentecostal Visão da Palavra de Deus, Igreja Pentecostal Garagem de Fogo.

Deuteropentecostalismo
- Igreja Batista Independente Pentecostal de Marília,  Igreja do Evangelho Quadrangular, O Brasil para Cristo, Igreja Pentecostal Deus é Amor, Casa da Bênção, Igreja Apostólica, Igreja Cristã Maranata, Igreja Pentecostal Glória de Deus, Igreja Só o Senhor é Deus, Bola de Neve Church, Oxygen Church, Mensagem Church, Comunidade Cristã Ágape, Comunidade Profética Novo Tempo, Igreja Evangélica Betel, Igreja Evangélica Reviver em Cristo, Igreja Evangélica Pentecostal, Igreja Evangélica, Igreja Profética Recomeçar, Ministério Profético Casa de Israel, Igreja Evangélica Dynamus para as Nações, Igreja Evangélica Missão Vida com Cristo, Igreja Visão Missionária, Igreja Apostólica Tenda de Abraão, Igreja Evangélica Avivamento Bíblico.

Neopentecostalismo
- Igreja Universal do Reino de Deus, Igreja Internacional da Graça de Deus, Renascer em Cristo, Igreja Mundial do Poder de Deus, Igreja Evangélica das Nações, Avivamento da Fé, Igreja Evangélica Nova Canaã, Igreja Evangélica Nova História, Igreja do Novo Nascimento, Igreja Evangélica Luz do Mundo, Igreja Evangélica Jovens Alcançados por Cristo, Igreja Evangélica Avivamento Bíblico, Igreja Continental da Glória de Deus.

#### Ecumenismo
- Religião de Deus (Legião da Boa Vontade), Igreja Messiânica (Johrei).

#### Espiritismo
Desde a fundação de Marília, o espiritismo vem desempenhando importante papel junto à comunidade, sendo que importantes instituições operantes no município foram fundadas e administradas por beneméritos espíritas e suas comunidades, como o Hospital Espírita, o Restaurante Infantil, o Lar de meninas Amélie Boudet, o Colégio Bezerra de Menezes e o Centro Universitário Eurípides de Marília (Univem).
Alguns dos centros do município são: Núcleo Espírita Amor e Paz (Neap), Centro Espírita Luz, Fé e Caridade, Associação Espírita Fonte de Luz, Centro Espírita Luz e Verdade, Sociedade Espírita Vicente de Paula, Centro Espírita Semeadores de Luz, Comunhão Espírita de Marília, Centro Espírita Caminho Luz e Verdade, Centro Espírita Jesus de Nazaré, Centro Espírita e Comunidade Assistencial, Centro Espírita Mensageiros da Luz Pedro de Alcântara.

#### Matriz Afro-brasileira
Candomblé
- Terreiro Abassá Nkassuté Lemba Nzambi Keamazi,[79] Terreiro Ilê Asé Omin D'Eruya.[119]

Umbanda
Templo das Águas de Yemanjá, Templo Filhos do Caboclo Cobra Coral, Templo Vovó Maria Conga, Templo Cacique Lirio, Templo Cacique Arranca Toco.

## Política e administração
Ver também: Lista de prefeitos de Marília

### Poder executivo
O poder executivo do município de Marília é representado pelo prefeito e seu gabinete de secretários, seguindo o modelo proposto pela Constituição Federal.
Atualmente, o prefeito municipal é Vinícius Camarinha - PSDB, que foi eleito prefeito para a gestão 2025/2028, ao lado do vice-prefeito Rogerinho - PP, com 54,73% dos votos válidos.

### Poder legislativo
O poder legislativo é representado pela Câmara Municipal, composta por 13 vereadores. Cabe à Câmara elaborar e votar leis fundamentais à administração e ao executivo, especialmente o orçamento municipal (conhecido como Lei Orçamentária Anual). Devido ao poder de veto do prefeito, em períodos de conflito entre o executivo e o legislativo, o processo de votação deste tipo de lei costuma gerar bastante polêmica.

### Relações internacionais

#### Cidades-irmãs
O irmanamento de cidades é a promoção da cooperação entre municípios, que pode acontecer em diversas áreas como cultura, educação, saúde, transportes, meio ambiente e desenvolvimento econômico. Se dois municípios possuem características semelhantes como, número de habitantes, tamanho e setor econômico preponderante, é possível que possam trocar conhecimentos sobre a resolução de problemas comuns; diversos protocolos podem ser firmados visando investimentos em projetos, intercâmbio de estudantes, especialistas e empresários, dentre outras possibilidades
- Japão - Higashihiroshima - (Hiroshima)
- Estados Unidos - Buffalo - (Nova Iorque)
- Japão - Izumisano - (Osaka)

Em novembro de 1980 Marília e Higashihiroshima tornaram-se cidades-irmãs. Em homenagem à parceria, Marília tem uma praça com o nome da cidade-irmã japonesa. Outros três monumentos que homenageiam a relação da cidade com o Japão podem ser encontrados no jardim do paço municipal, tendo sido um deles inaugurado pelo Príncipe Mikasa em 1958, no cinquentenário da imigração japonesa para o Brasil.
Em abril de 2003 o decreto municipal de Nº 8610 considerou irmãs as cidades de Marília e Buffalo, localizada no Estado de Nova York, nos Estados Unidos. A iniciativa partiu de Buffalo, que no âmbito do Sister Cities International, manifestou interesse em estabelecer parcerias com Marília, sendo atendida pela gestão de Abelardo Camarinha.

### Bandeira municipal

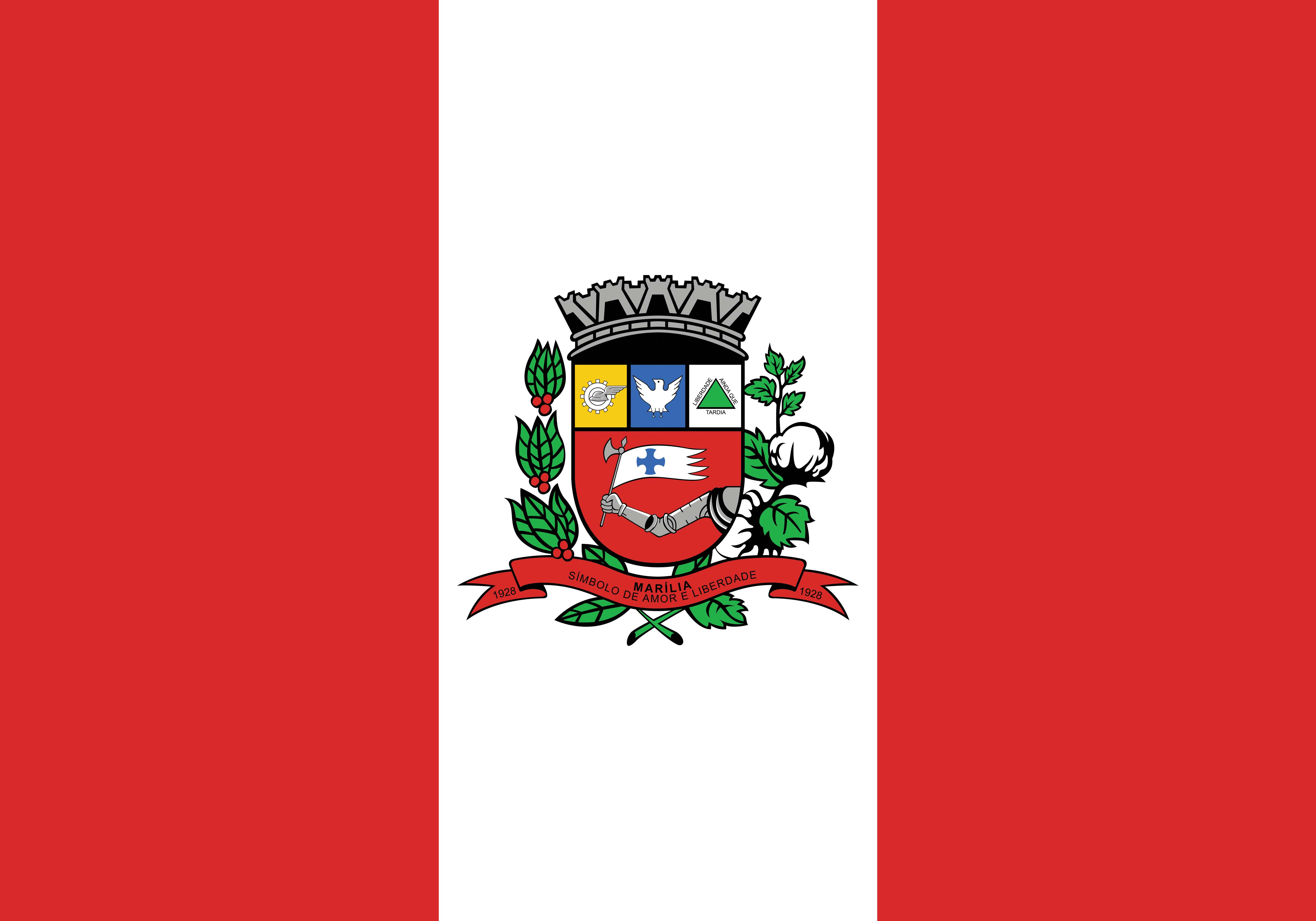
Bandeira municipal de Marília

De acordo com a Lei 2.551/78, que criou a bandeira do município de Marília, as suas cores são o vermelho e o branco, representando as culturas de café e algodão.  Em 22 de março de 2005, o prefeito Mário Bulgarelli sancionou a lei 6 230, que instituiu que a bandeira municipal teria de ser terciada em vertical com partes idênticas: duas laterais em azul (não mais em vermelho), com a tira central na cor branca, onde seria aplicado o brasão de armas do município no seu exato meio.
À época o vereador e presidente da Comissão Municipal de Registros Históricos, Eduardo Nascimento, justificou a mudança alegando que "tem a população que se adaptar às novas realidades. O MAC é azul. Sempre estamos em contato com a população e se for feita uma pesquisa, mais de 80% vai dizer que a cor da cidade é azul"
Já o então Prefeito Municipal, Mário Bulgarelli, afirmou que "a inscrição no Paço Municipal, já tradicional e um dos símbolos que mais identificam nossa cidade é azul: Marília Símbolo de Amor e Liberdade. Nada mais natural, que o amor e liberdade estão associados ao azul" 
A antiga bandeira era de 1978. A bandeira vermelha (cor original) simbolizava o café, sempre presente na história do município; já a cor azul tem origem incerta (especuladores dizem ter mudado a cor de vermelho para azul para parecer com a bandeira do Marília Atlético Clube. Outros dizem que o azul é a cor do  logotipo da administração do ex-prefeito Abelardo Camarinha. [carece de fontes?]
Desde a Alemanha nazista em 1932, nenhuma outra bandeira no mundo havia sido alterada sem prévia consulta popular interessada.
Por entender que a mudança na cor da bandeira de Marília lesava o patrimônio cultural da cidade, feria o orgulho do cidadão e desrespeitava o símbolo adotado há quase três décadas, o senhor Jefferson Aparecido Dias, cidadão mariliense, representado pelo advogado Ataliba Monteiro de Moraes Filho, ingressou com ação popular (processo 609-2005 - 5ª Vara Cível de Marília), questionando a lei municipal nº 6.230/05. Em primeiro grau, a ação foi julgada improcedente - sentença de 13 de março de 2006. Uma curiosidade - a sentença foi proferida pelo MM. Juiz de Direito Gustavo Dall´olio, Juiz da 1ª Vara Cível de Campos do Jordão auxiliando o Juízo da 5ª Vara Cível de Marília. Todavia, após o recurso de apelação nº 994.06.165641-4  (0566445.5 de julho de 2000), o Tribunal de Justiça de São Paulo, por votação unânime,
Em 2010, por imposição da justiça, a bandeira da cidade retornou à sua aparência original. Saiu o azul das faixas laterais para o retorno do vermelho.

## Infraestrutura

Marília (década de 1960).

### Comunicações
O sistema de telefones automáticos foi inaugurado na cidade pela Companhia Telefônica Brasileira (CTB) em 1940, sendo a 5ª cidade do estado a receber esse melhoramento. Já o sistema de discagem direta à distância (DDD) foi implantado em 1973 pela Telecomunicações de São Paulo (TELESP), com o código de área (0144).
Na década de 90 o código DDD da cidade foi alterado para (014), para padronização do sistema telefônico com a telefonia celular que estava sendo implantada em todo o estado.

### Educação

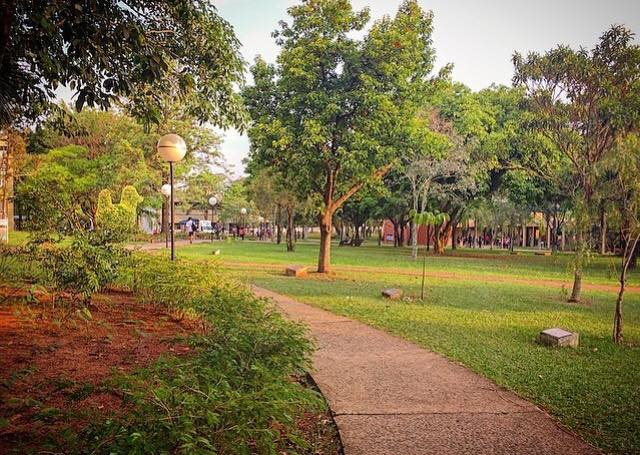
Tarde de outono no campus da Unesp de Marília.

O município conta com uma privilegiada estrutura de ensino, possuindo sistemas de educação desde o ensino básico até o superior e a pós-graduação.
A Rede Municipal de Educação conta hoje com 50 unidades, sendo 5 berçários, 26 Emeis (Escolas Municipal de Educação Infantil) e Ceis-Creche; 3 Emefeis (Escolas Municipais de Ensino Fundamental e Educação Infantil) e 16 Emefs (Escolas Municipais de Ensino Fundamental), atendendo a um público de aproximadamente 21 mil alunos. Além disso, o município dispõe do CAP (Centro de Apoio Psicopedagógico), para atender estudantes com dificuldades de aprendizagem. O sistema escolar instalado conta ainda com 46 escolas estaduais e 16 escolas privadas.
Japonês, mandarim, francês, alemão, italiano, espanhol e inglês são alguns dos cursos oferecidos, gratuitamente, a estudantes de Marília através do Centro de Ensino de Línguas (CEL) da Secretaria da Educação do Estado de São Paulo. O (CEL) localiza-se na Escola Estadual Monsenhor Bicudo e atende 460 alunos de escolas da rede pública nos turnos matutino, vespertino e noturno.
Além da rede pública de ensino, o município dispõe do ensino básico, fundamental, médio, técnico e Educação de Jovens e Adultos (EJA) oferecido pela Fundação Bradesco, bem como pelo "Sistema S", que aglomera aprendizado e administração no setor comercial e industrial, através do Senac (Serviço Nacional de Aprendizagem Comercial), do Senai (Serviço Nacional de Aprendizagem Industrial), do Sebrae (Serviço Brasileiro de Apoio às Micro e Pequenas Empresas) e do Sesi (Serviço Social da Indústria).
Dentre os centros de educação profissionalizantes públicos instalados no município estão o Ceprom (Centro Profissionalizante de Marília), a Fatec Estudante Rafael Almeida Camarinha (Faculdade de Tecnologia) e a Etec Antonio Devisate (Escola Técnica Estadual - Centro Paula Souza).
Marília é um centro regional de ensino superior. Em 2017, 12.585 era o número total de estudantes matriculados em cursos de graduação no município, levando a uma média de um estudante universitário para cada 18 habitantes. A cidade conta com 74 cursos de graduação, sendo Administração e Pedagogia os mais ofertados nas instituições (cada um com cinco opções). Ciências Contábeis, Educação Física, Engenharia Civil, Filosofia e Fisioterapia possuem três cursos cada.
A maioria dos cursos são ofertados por instituições privadas de ensino (56 particulares e 16 públicos), sendo que, boa parte dos cursos pode ser considerada tradicional (32 foram criados antes de 1990). Os cursos mais antigos em operação datam de 1959 e 1963 (respectivamente Pedagogia e Ciências Sociais); ambos fazem parte da Universidade Estadual Paulista (Unesp). O curso de Medicina da Faculdade de Medicina de Marília (Famema) também figura entre os mais antigos da cidade, iniciado em 1967, mesmo ano do curso de Filosofia da Unesp.

### Saúde

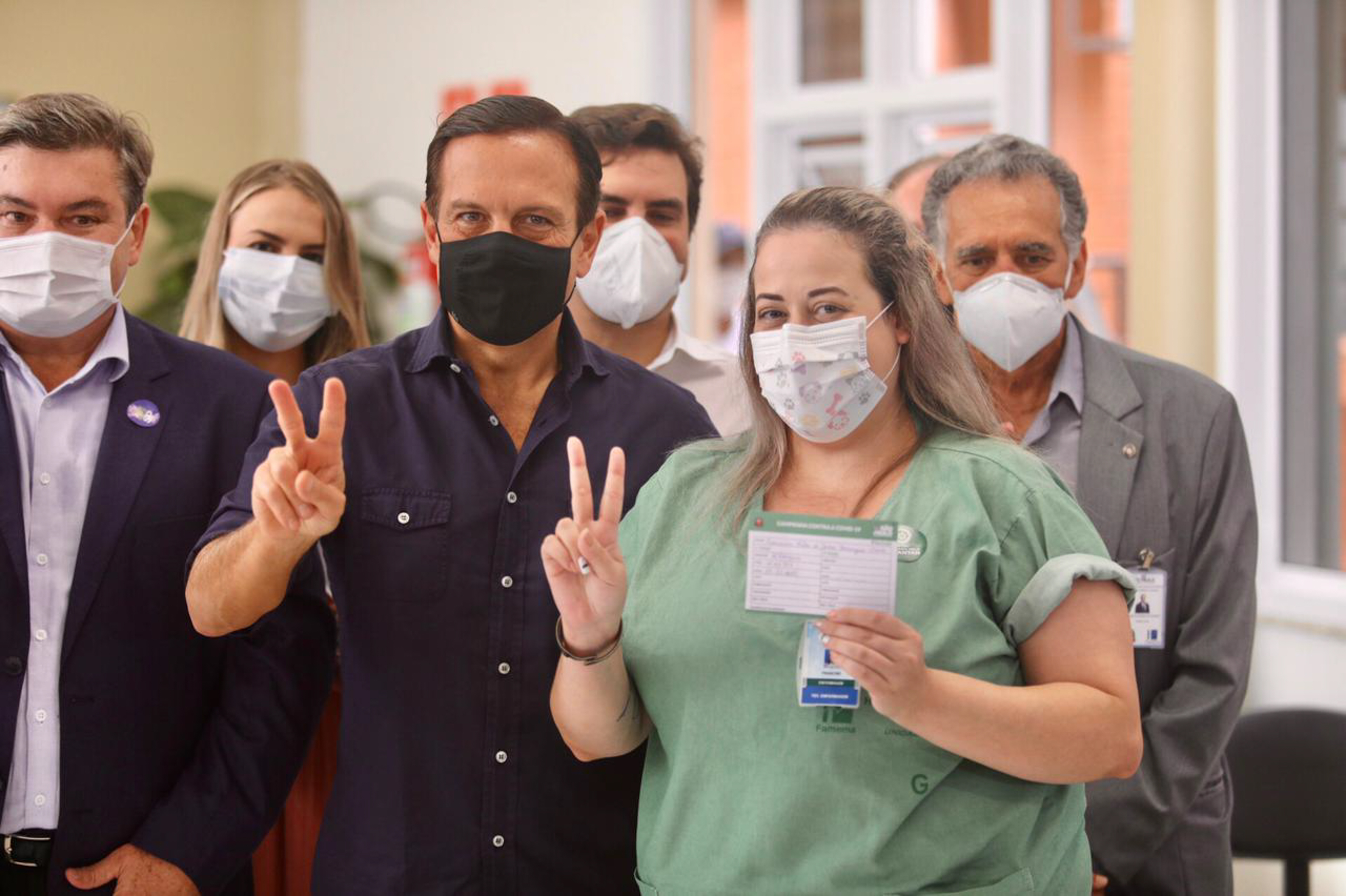
Primeira imunizada em Marília junto ao governador João Dória e autoridades locais

O primeiro caso confirmado da pandemia da Covid-19 em Marília ocorreu em 31 de março de 2019; tratava-se de um homem de 53 anos que residia em Marília, mas trabalhava em São Paulo. Aproximadamente um mês após, em 30 de abril, o primeiro óbito foi constatado; o paciente possuía 83 anos e segundo a família passou a apresentar sintomas no dia 24 de abril, após ter tido contato com uma pessoa vinda de São Paulo.
Na madrugada do dia 9 para o dia 10 de janeiro de 2021 a Prefeitura Municipal de Marília interditou uma festa clandestina que contava com a participação de duzentas pessoas, a maioria jovens. A organização do vento, que esperava quatrocentos participantes, havia divulgado o cancelamento da festa nas redes sociais como forma de driblar a fiscalização. No mesmo dia, em virtude da lotação máxima dos leitos de UTI, o município necessitou pela primeira vez transferir um paciente para outro município; até então Marília recebia pacientes da região.
Na manhã do dia 18 de janeiro de 2021, quando o município contava com 100% de taxa de ocupação de leitos e registrava seu 139º óbito em virtude da Covid-19 o Estado de São Paulo iniciou a distribuição da primeira vacina a ser aprovada pela ANVISA no Brasil, a Coronavac, produzida em parceria entre a empresa biofarmaceutica Sinovac Biontech e o Instituto Butantan, sediado na capital paulista. Um grande impasse político-institucional resultou que a vacinação começasse no estado de São Paulo antes do que nos demais estados da federação, sendo que as primeiras imunizações contaram com a participação simbólica do governador João Dória, entusiasta da Coronavac, em lugar do presidente Jair Bolsonaro, que alimentava discordâncias em relação à vacina.
Marília recebeu 2680 doses da vacina, na noite do dia 18 de janeiro, e em solenidade que contou com a participação do prefeito municipal Daniel Alonso, do governador do estado João Dória, e do deputado estadual Vinícius Camarinha, a primeira servidora do Hospital das Clínicas da Famema foi imunizada; trata-se da técnica de enfermagem Francine Rita de Cassia Domingues Viana, de 32 anos, moradora de Marília, que embora não possua comorbidades, contraiu a doença e vive com os pais idosos. Na noite do dia 19 de janeiro Marília recebeu mais 5 mil doses da vacina, de modo que o programa de vacinação municipal, que teria início no dia 25 de janeiro, foi adiantado para o dia 22 do mesmo mês. O município, que é referência para 62 municípios da região, além de imunizar os seus pacientes do primeiro grupo, procedeu a redistribuição às demais cidades da região.
Em 26 de janeiro de 2021 o município recebeu a terceira remessa de vacinas, dessa vez das produzidas pela farmacêutica AstraZeneca em parceria com a Universidade de Oxford e importada pelo Ministério da Saúde e pela Fiocruz. Marília recebeu 3.920 doses da vacina, e segundo a Secretaria Municipal de Saúde, a cidade continuará dando sequência à vacinação dos profissionais da saúde e sequencialmente dos idosos abrigados em instituições de longa permanência.
O informe epidemiológico disponibilizado segunda-feira dia 14 de junho de 2021 referente ao final de semana imediatamente anterior, apresentou vinte e um óbitos por Covid-19 em Marília, o maior número já notificado desde o início da pandemia; o município somava na data 733 vidas perdidas para a doença. Finalizada a imunização de todas as faixas etárias dos grupos-alvo com comorbidades, a prefeitura antecipou o calendário estadual de vacinação, dando início à imunização da faixa etária de 45 anos ou mais sem comorbidades no dia 15 de junho de 2021. Marília desponta na ocasião como o município de 200 a 400 mil habitantes que mais vacinou no país.
No dia 28 de junho de 2021, Marília recebeu o primeiro lote composto de 1.130 doses da vacina Janssen, produzida pela Johnson & Johnson, três dias após a chegada ao Brasil da doação de 2,05 milhões de doses doadas pelos Estados Unidos. A chegada do novo imunizante possibilitou o município a mais uma vez antecipar o calendário de imunização, anunciando o início da vacinação da faixa etária da população de 35 anos ou mais a partir do dia 30 de junho de 2021. Até o dia 29 de junho de 2021 Marília vacinou 111.518 moradores (46,3% da população) com a primeira dose, e 38.062 moradores (15,8% da população) com a segunda dose.
O índice de ocupação de leitos para a Covid alcançou no dia 19 de julho de 2021 o menor nível do ano (73,17%), possibilitando a saída do município da faixa vermelha de classificação estadual. No dia 20 de julho de 2021 Marília antecipou-se novamente ao calendário estadual, anunciando para o dia 22 de julho o início da imunização para a faixa etária acima dos 25 anos.
No dia 4 de agosto de 2021 Marília anunciou a imunização da faixa etária acima dos 18 anos. Na sexta feira 13 de agosto de 2021 o Instituto Adolfo Lutz confirmou o primeiro caso de infecção pela variante Delta em Marília, que torna-se, após Ibirarema, o segundo município do Centro-Oeste Paulista a registrar caso da variante.

### Transportes
Apesar da história da cidade e os meios de transporte possuírem íntima ligação, Marília enfrenta algumas questões relacionadas à infraestrutura logística de acesso à cidade. A primeira delas é a deteriorada malha ferroviária, que encontra-se desativada tanto para passageiros como para cargas desde 2009, quando o último trem - carregado de açúcar, vindo de Tupã - passou pela estação da cidade. A segunda é a baixa capacidade do aeroporto local, que possuí precária infraestrutura e um único destino direto (Campinas), com voos operados por uma única empresa, a Azul Linha Aéreas..

#### Ferroviário
Marília é servida pela Companhia Paulista de Estradas de Ferro, localizando-se na chamada Linha Tronco Oeste, também denominada como Alta Paulista, do qual foi reconhecida como a capital. Atualmente tanto o transporte de cargas, como de passageiros encontram-se desativados, estando grande parte do patrimônio ferroviário em estado de sucateamento.
Os últimos trens de passageiros de longa distância, inicialmente da antiga Fepasa e posteriormente da antiga Ferroban, realizaram  suas paradas na Estação Ferroviária de Marília pela última vez no dia 16 de março de 2001, onde por muitos anos atenderam a cidade e seus moradores e sendo desativados em seguida pela extinta concessionária.
Atualmente, com a renovação do contrato de concessão da ferrovia à Rumo Logística, pretende-se em breve reativar o transporte ferroviário de cargas na região, logo após o processo de revitalização dos trilhos desta.

#### Aéreo
O Aeroporto de Marília (Aeroporto Estadual Frank Miloye Milenkovich) localiza-se a 3 km do centro da cidade. Inaugurado em 1938, o aeroporto fez grande história na aviação brasileira. Principalmente por se tratar do berço da companhia aérea TAM Linhas Aéreas. O atual aeroporto possui uma pista asfaltada, com comprimento de 1.700 m e 35 m de largura, comportando pequenas aeronaves.
A única empresa que atua regularmente é a Azul Linhas Aéreas, que anunciou as atividades na cidade em 1 de julho de 2011. A empresa opera voos diretos para o aeroporto de Viracopos de segunda a sábado às 5:35am, de domingo à sexta às 15:10pm e aos sábados às 15:15pm. A duração da viagem é de aproximadamente uma hora.

#### Rodoviário
O município é servido por duas rodovias estaduais: a Comandante João Ribeiro de Barros (SP-294) e a Dona Leonor Mendes de Barros (SP-333); e por uma federal: a Transbrasiliana (BR-153).
- Rodovia do Contorno
- BR-153 - Rodovia Transbrasiliana
- SP-294 - Rodovia Comandante João Ribeiro de Barros
- SP-333 - Rodovia Rachid Rayes

A frota de automóveis no município de Marília é de aproximadamente 86.718 mil veículos (Denatran-Maio/2015); uma média aproximada de um carro para cada 3 moradores.

#### Urbano
Transporte Público: Marília conta com transporte urbano servido pelas Empresas Grande Marília e Viação Sorriso de Marília, que operam por linhas regulares levando os usuários aos quatro cantos da cidade.

#### Interurbano

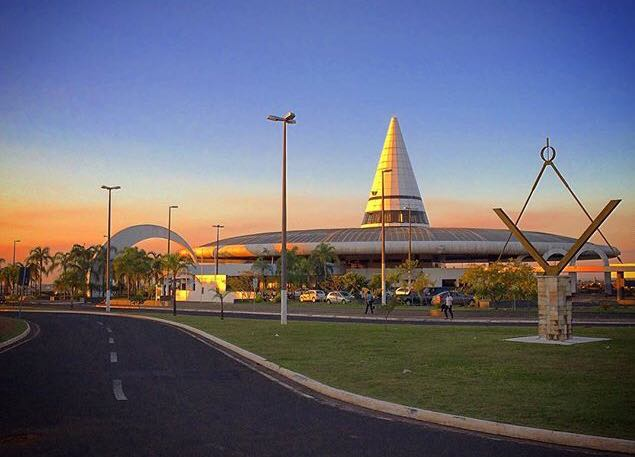
Terminal Rodoviário de Marília

O Terminal Rodoviário Interestadual de Marília "Comendador José Brambilla" está localizado às margens da Rodovia SP-294, na Avenida Carlos Artêncio, 1001 e foi inaugurado em 2003, com projeto diferenciado e moderno, com áreas temáticas, mirante, guarda volumes, lojas e posto de informação turística e conta com empresas com linhas regulares para todas as regiões do país e também que atendem as linhas interurbanas entre os municípios vizinhos.

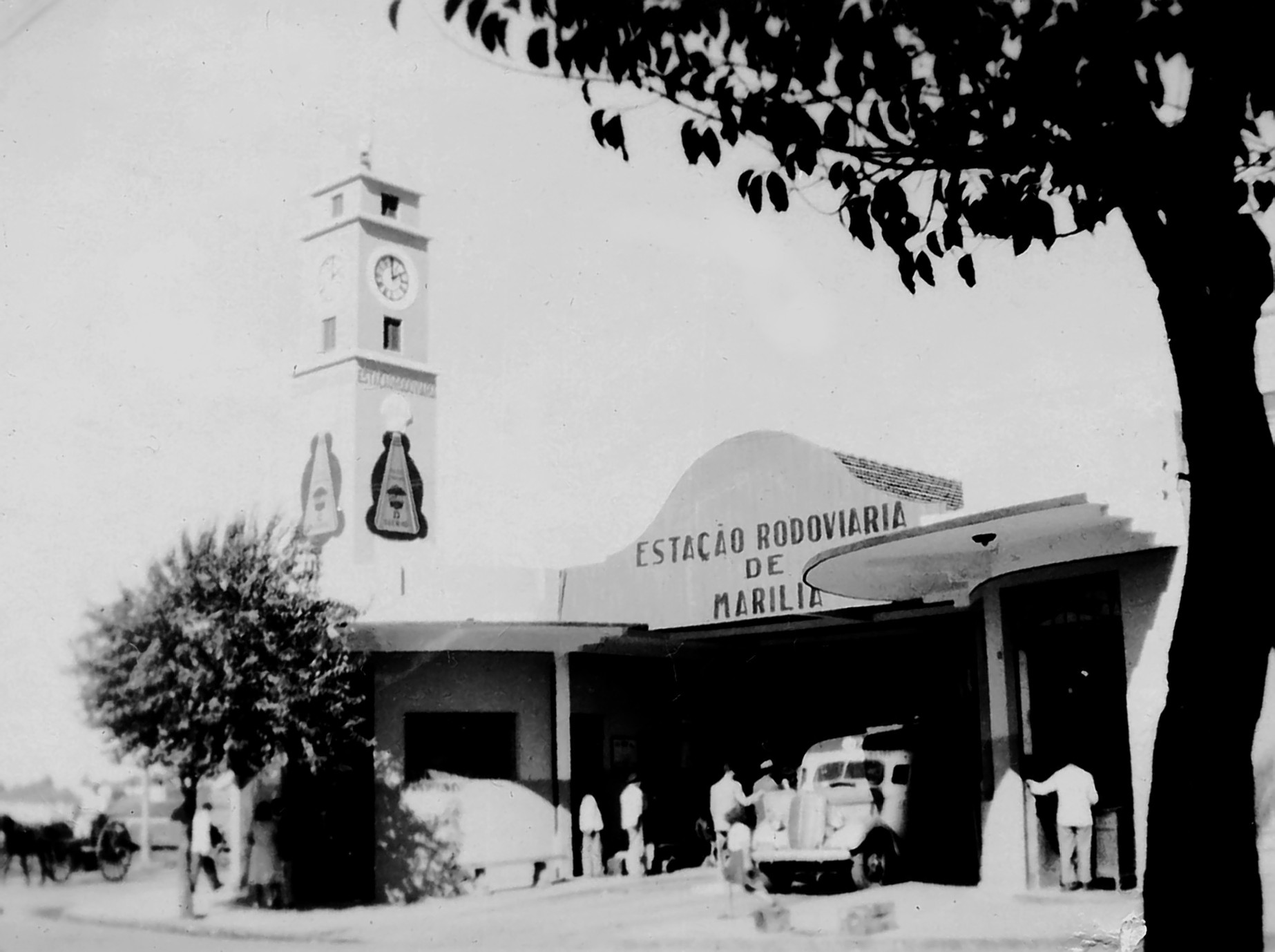
Primeira rodoviária de Marília - 1947.

As principais empresas rodoviárias que servem o município de Marília são: Guerino Seiscento, Expresso de Prata, Princesa do Norte, Real Expresso, Viação Motta, Viação Kaissara, Viação Nacional Expresso e Viação Rotas do Triângulo.
A primeira Estação Rodoviária de Marília foi inaugurada em 1938, quando a cidade tinha apenas nove anos de emancipação, sendo a primeira rodoviária do Brasil. Na época, a cidade concentrava grande parte do transporte rodoviário do Estado. Hoje, Marília é polo econômico de grandes indústrias alimentícias e também polo estudantil e recebe muitas pessoas vindas de todo país e que passam em sua maioria pela rodoviária.
O terminal rodoviário de Marília dispõe ainda de vários serviços onde você pode obter informações de horários e destinos, dispõe do serviço de táxi (24 horas), de achados e perdidos e caixas eletrônicos.

### Habitação

#### Bairros
| Altaneira                                   | Jardim das Rosas             | Jardim Vista Alegre                     | Bairro Santa Lourdes                     |
| Alto Cafezal                                | Jardim David L. P. Alves     | Jardim Vitória                          | Bairro Santa Olívia                      |
| Bairro Ana Carla                            | Jardim Dirceu                | Jóquei Clube                            | Bairro Stª Tereza                        |
| Bairro Antonio Carlos N. Silva              | Jardim Dom Frei D. Tomasella | Bairro Lorenzetti                       | Bairro Stª Olívia                        |
| Banzato                                     | Jardim Domingos de Léo       | Loteamento Profª Marina M. Ferreira     | Bairro São João                          |
| Barbosa                                     | Jardim dos Lírios            | Loteamento Faz. S. Sebastião            | Bairro São José                          |
| Bairro Barros                               | Jardim Edisom da S. Lima     | Loteamento Res. Vale do Canaã           | Bairro S. Judas Tadeu                    |
| Bassan                                      | Jardim Eldorado              | Bairro Luiz H. Zaninotto                | Bairro S. Miguel                         |
| Betel                                       | Jardim Esmeralda             | Bairro Maria Paula                      | Bairro S. Paulo                          |
| Boa Vista                                   | Jardim Esplanada             | Bairro Mariana                          | Bairro Sen. Salgado Filho                |
| Bosque                                      | Jardim Estoril               | Bairro Marília                          | Sítios de Recreio Céu Azul               |
| Canaã                                       | Jardim Europa                | Bairro Mirante                          | Sítios de Recreio Cinquentenário         |
| Bairro Cascata                              | Jardim Flamingo              | Montolar                                | Sítios de Recreio da Estância Uberlândia |
| Bairro Cavalieri                            | Jardim Flora Rica            | N. H. Alcides Matiuzzi                  | Sítios de Recreio Morada do Sol          |
| Bairro Cavalieri II                         | Jardim Florença              | N. H. Castello Branco                   | Sítios de Recreio Nascimento             |
| Centro                                      | Jardim Fontanelli            | N. H. Cecap                             | Sítios de Recreio Panambi                |
| Bairro César de Almeida                     | Jardim Guarujá               | N. H. Chico Mendes                      | Sítios de Recreio Portal do Vale         |
| Chácara dos Laranjais                       | Jardim Ipanema               | N. H. Costa e Silva                     | Sítios de Recreio Recanto dos Nobres     |
| Chácara Eliana                              | Jardim Itamarati             | N. H. Dr. Aniz Badra                    | Sítios de Recreio Stª Carolina           |
| Chácara São Carlos                          | Jardim Jequitibá             | N. H. Dr. Fernando M. P. Rocha          | Sítios de Recreio Stª Gertrudes          |
| Conj. Hab. Leonel de M. Brizola             | Jardim Lavínia               | N. H. Eliana Dias Mota                  | Sítios de Recreio Vale do Sol            |
| Conj. Hab. Lindomar G. de Carvalho          | Jardim Luciana               | H. H. Helena Bernardes                  | Somenzari                                |
| Conj. Hab. Mons. João B. Toffoli            | Jardim Marajá                | N. H. Jd. Bela Vista                    | Bairro Souza                             |
| Conj. Hab. Paulo Lúcio Nogueira             | Jardim Marajó                | N. H. José T. Martinez                  | Bairro T. B. de Argolo Ferrão            |
| Conj. Hab. Vila dos Comerciários I          | Jardim Marambaia             | N. H. J. Kubitshek                      | Thomaz Mascaro                           |
| Conj. Hab. Vila dos Comerciários II         | Jardim Maria Izabel          | N. H. Maria A. Matos                    | Bairro Ver. Eduardo Andrade Reis         |
| Conj. Residencial Alcir Raineri             | Jardim Maria Martha          | N. H. Nova Marília                      | Vila Coimbra                             |
| Conj. Res. Luiz Egydio de Cerqueira César   | Jardim Marília               | N. H. Pres. Jânio da S. Quadros         | Vila Maria                               |
| Conj. Res. Sarg. José Carlos Alves Ferreira | Jardim Monte Castelo         | Bairro Osvaldo Fanceli                  | Vila Operária Alimentação I              |
| Distrito Industrial I                       | Jardim Morumbi               | Bairro Palmeira                         | Vila Operária Alimentação II             |
| Distrito Industrial Santo Barion            | Jardim Nacional              | Bairro Palmital                         | Bairro Vila Real                         |
| Bairro Edson Jorge Júnior                   | Jardim Nazareth              | Pq. Cecap Aeroporto                     | Bairro Vila Romana                       |
| Fragata                                     | Jardim Ohara                 | Pq. das Acácias                         | Bairro Vila Flora                        |
| Bairro Francisco de Abreu Fernandes         | Jardim Paraíso               | Pq. das Azaléias                        | Bairro Realengo                          |
| Higienópolis                                | Jardim Parati                | Pq. das Esmeraldas                      | Residencial de Recreio Maria Isabel      |
| Hípica Paulista                             | Jardim Pérola                | Pq. das Esmeraldas II                   | Residencial Portal da Serra              |
| Jardim Acapulco                             | Jardim Planalto              | Pq. das Indústrias                      | Residencial Vale Verde                   |
| Jardim Adolpho Bim                          | Jardim Polyana               | Pq. das Nações                          | Jardim Verona                            |
| Jardim Aeroporto                            | Jardim Porta do Sol          | Pq. das Primaveras                      | Bairro Quarto Centenário                 |
| Jardim Altos da Cidade                      | Jardim Presidente            | Pq. das Vivendas                        | Bairro Profª Liliana de S. Gonzaga       |
| Jardim Altos do Palmital                    | Jardim Progresso             | Pq. das Vivendas II                     | Jardim Universitário                     |
| Jardim Alvorada                             | Jardim Riviera               | Pq. dos Ipês                            | Jardim Tropical                          |
| Jardim América                              | Jardim Sancho F. da Costa    | Pq. Nova Almeida                        | Jardim Teotônio Vilela                   |
| Jardim Aparecida Nasser                     | Jardim Santa Antonieta       | Pq. Res. Julieta                        | Jardim Tangará                           |
| Jardim Aquárius                             | Jardim Santa Clara           | Pq. Res. Novo Horizonte                 | Bairro Rubens de Abreu Izique            |
| Jardim Araxá                                | Jardim Sta. Gertrudes        | Pq. Res. St. Gertrudes                  | Bairro Rodolfo da S. Costa               |
| Jardim Bancários                            | Jardim Sta. Paula            | Pq. São Jorge                           | Jardim Damasco I                         |
| Jardim Bandeirantes                         | Jardim S. Domingos           | Pq. Serra Dourada                       | Jardim Damasco II                        |
| Jardim Betânia                              | Jardim S. Francisco          | Bairro Paulista                         | Jardim Damasco III                       |
| Jardim Califórnia                           | Jardim S. Gabriel            | Bairro Pólon                            | Jardim Colorado                          |
| Jardim Casadei                              | Jardim S. Geraldo            | Bairro Primeiro de Maio                 | Jardim Continental                       |
| Jardim Cavalari                             | Jardim S. Vicente de Paulo   | Bairro Prof. Antônio da S. Penteado     | Jardim Cristo Rei                        |
| Jardim Colibri                              | Jardim Sasazaki              | Bairro Prof. José Augusto da S. Ribeiro | Saliola                                  |
|                                             |                              |                                         | Jardim Virgínia                          |

#### Condomínios fechados horizontais
No Brasil, os primeiros condomínios surgiram na cidade de São Paulo, primeiramente com edifícios verticais, no início da década de 1970. Os condomínios horizontais começaram a ser implantados ao final desta mesma década a oeste da região metropolitana de São Paulo. A partir de então, os empreendimentos destinados à elite, localizados distantes do centro principal da cidade, tornaram-se tendência.
As incorporadores passaram a lançar empreendimentos semelhantes as new tows e edge-cities norte-americanas (áreas suburbanas que combinam empreendimentos residenciais com centro comerciais e espaços para escritórios).
Tais empreendimentos começam a surgir em Marília a partir de 1993, dando-se de maneira rápida e intensa, chegando ao ano de 2003, por exemplo, com um número de dezoito empreendimentos residenciais fechados. Dados de 2018 do Conselho Regional de Corretores Imobiliários apontam para um total de 27 condomínios, o que coloca Marília em segundo lugar no estado de São Paulo em número de condomínios fechados horizontais de diversos padrões.
O primeiro condomínio residencial horizontal de Marília foi lançado em 1993 com o nome de Esmeralda Residence, na região do distrito de Lácio. Em 1996 e 1997 foram lançados o Residencial Village do Bosque e o Residencial Garden Park na região do aeroporto. Entre 1999 e 2000 foram inaugurados os condomínios Residencial Villagio das Esmeraldas, Residencial Solar das Esmeraldas e o Residencial Pedra Verde, nas adjacências da Avenida das Esmeraldas. A partir de 2000, pela primeira vez o foco de atração saiu da zona leste da cidade com o lançamento do Condomínio Residencial Campo Limpo, próximo ao atual Marília Shopping, na zona norte da cidade e com o Condomínio Residencial Portal do Parati, na zona sul. Datam de 2000 também o Condomínio Residencial Jardim do Bosque e o Condomínio Residencial Jardim Colibri, ambos na região do aeroporto. Em 2001 foi lançado o Residencial Valle do Canaã, na zona rural de Marília, a sudoeste da cidade, sendo o maior condomínio de Marília até então, com uma área de 996.676,24 m². Também de 2001 data o lançamento do Condomínio Campo Belo, a noroeste de Marília, em área rural próxima ao distrito de Padre Nóbrega. Em 2002 foi lançado o Residencial Villa Flora, na zona norte, nas adjacências do Marília Shopping. Em 2003 foi lançado o Residencial Portal da Serra, o segundo maior de Marília, com 392.428,03 m² em área de transição entre o meio urbano e o rural, a nordeste da cidade. De 2003 também data o lançamento do Residencial Portal dos Nobres, na região do distrito de Lácio.
Percebe-se grandes transformações urbanísticas na região leste da cidade em decorrência da instalação de tantos condomínios residenciais de alto poder aquisitivo, como a instalação, na região da Avenida das Esmeraldas, de grandes hipermercados, restaurantes, shopping center e lojas de grifes famosas, bem como a atuação do poder público municipal no tocante ao tratamento paisagístico, construção de pista de caminhada e da inauguração da Avenida Cascata, ligando a região do aeroporto (com forte concentração de condomínios residenciais) à região da Avenida das Esmeraldas.

## Economia
Marília foi nas primeiras décadas do século XX uma região de fronteira e expansão de agricultura, tendo despontado na produção e beneficiamento de café e algodão. Posteriormente a produção agrícola foi diversificada com a introdução da sericicultura e dos cultivos de melancia e amendoim, cujas produções ainda garantem lugar de destaque no estado de São Paulo. Marília também possui o terceiro maior rebanho bovino do Estado de São Paulo com 116,5 mil cabeças, ficando atrás apenas dos municípios de Rancharia e Mirante do Paranapanema.
Indústria, comércio e prestação de serviços são destaques no município, com empresas que distribuem seus produtos para o mercado nacional e internacional. O setor alimentício figura em destaque na pauta de exportações do município, ocupando mais de 70% dos produtos exportados, o que também faz a cidade ser conhecida como "Capital Nacional do Alimento".
O parque industrial mariliense conta com cerca de 1 100 empresas distribuídas nos setores alimentício, metalúrgico, construção, têxtil, gráfico e plástico, entre outras. Além das plantas fabris de empresas multinacionais, como Nestlé e Coca Cola, Marília possui a especificidade de ter sido o berço de diversas empresas que posteriormente ganharam destaque em âmbito nacional e internacional, como Dori, Marilan e Sasazaki.

### Empresas fundadas em Marília
Sasazaki
A história da Sasazaki no Brasil começou a ser edificada em 1933, quando a família Sasazaki desembarcou em Santos (SP), vinda do Japão – juntamente com centenas de outros imigrantes – e instalou-se numa fazenda em Guaimbê – interior de São Paulo. Após dez anos de trabalho na agricultura e para sustentar a família após a morte do pai, em 1943 Yosaku Sasazaki, os irmãos Kosaku e Yusaburo migraram de Guaimbê para Marília, dedicando-se à fabricação artesanal de lamparinas com folha de flandres recicladas, seria este o embrião da Sasazaki.
Com os primeiros ganhos, passaram a produzir equipamentos agrícolas manuais, como plantadoras de algodão. Em 1958 Yusaburo e Kosaku, com os irmãos Yutaka, Hachiro e Tochimiti e o amigo Kyomassa Shibuya formaram a Indústria e Comércio Sasazaki, empresa que nasceu com 50 funcionários. Em 1964, a Sasazaki deixa para trás a fase manual, lançando o DTM, Descascador Motorizado de Tríplice aplicação, que beneficiava café, mamona e amendoim. Por imposição dos fenômenos climáticos e a sazonalidade da agricultura, no ano de 1975 a Sasazaki foi obrigada a mudar o ramo de atuação, que deixou o desenvolvimento de soluções para o campo para se dedicar à fabricação de esquadrias metálicas. O primeiro produto criado foi uma janela veneziana, depois, vieram janelas de correr, portas e complementos.
Em 1996 a fábrica foi transferida para o Distrito Industrial, com uma área construída de 60 mil m². No ano seguinte foi criada a Divisão de Esquadrias de Alumínio. A empresa adquiriu uma área anexa à principal, e aumentou o seu parque industrial para mais de 70 mil m² de área construída. Em 2009, a Sasazaki passou a ser a primeira empresa brasileira do segmento a utilizar nanotecnologia em seu processo de fabricação. Em 2011 uma filial da empresa foi inaugurada em Jaboatão dos Guararapes (PE), o que permitiu reafirmar a eficiência logística da Sasazaki e a expansão dos negócios para a região Nordeste. O complexo industrial, localizado em Marília, foi ampliado, passando de 75 mil m² para 78 mil m², com o aumento da área construída da fábrica de alumínio. Uma nova linha de produção de esquadrias de alumínio foi instalada, com capacidade de produção de mil peças por dia. Atualmente a empresa possui cerca de 900 funcionários diretos e é uma das maiores indústrias brasileiras no segmento.
Bradesco
Foi em Marília que o ribeirão-pretano Amador Aguiar fundou o Banco Brasileiro de Descontos S.A., em 10 de março de 1943. O Bradesco funcionava com a matriz em Marília e mais seis agências, nas cidades paulistas de Garça, Getulina, Pompeia, Rancharia, Tupã e Vera Cruz. O contato direto com o Cliente foi o sucesso do negócio, pois enquanto os bancos tradicionais se distanciavam dos colonos, o Bradesco via crescer as contas daquela gente numerosa e simples.
Quando abriu as portas, de tão pequeno que era, não sem ironia, foi chamado de “Banco de Dez Contos”. O Bradesco não aderiu à onda crescente de xenofobia provocada pela II Guerra Mundial; em suas agências, as possibilidades de um italiano, um alemão ou um japonês serem atendidos eram as melhores possíveis. Naqueles tempos pioneiros, em Pompeia, no ponto final da Companhia Paulista de Estradas de Ferro, fervilhava o comércio do algodão. Como o Banco não discriminava os naturais de países aliados do Eixo na Guerra, era comum japoneses abrirem contas.
O Brasil era um imenso arquipélago com ilhas geoeconômicas incomunicáveis entre si. Além de incipiente, a produção industrial enfrentava graves dificuldades de transporte. O Banco incursionou por esse filão heterodoxo; do remédio ao trigo, das peças de reposição ao combustível, era possível encomendá-los em suas agências. Ao funcionar como uma espécie de empório, somado ao seu crescente número de clientes agricultores, o banco atraiu comerciantes e prefeituras. O Bradesco conquistou novos clientes e transformou-se em um banco de massas. Em 1946 a matriz foi transferida para a capital do estado e em 1948, o Bradesco adquiriu o Banco Mobilizador de Crédito, do Rio de Janeiro, então Capital Federal. De banco regional o Bradesco passou a banco nacional, anexando dezenas de outros bancos e instituições financeiras durante toda a sua trajetória. 
Marilan

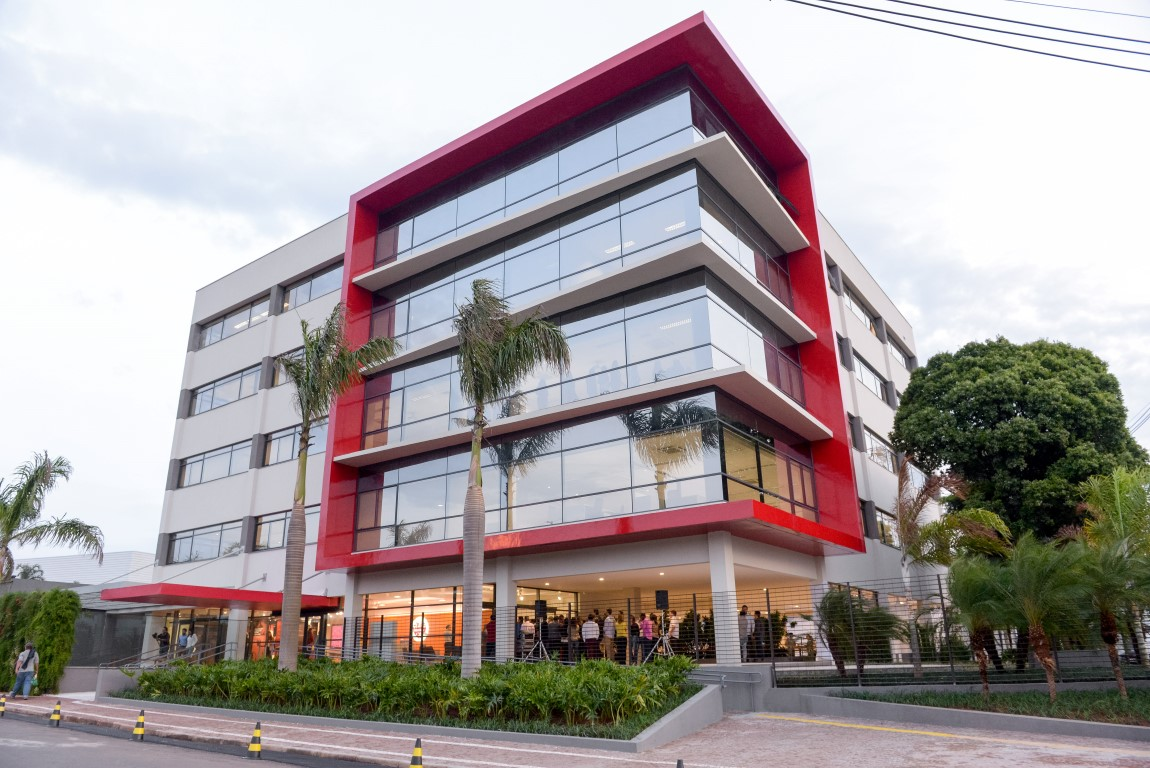
Prédio sede da empresa

Fundada em 1956 pelo casal de origem italiana Maximiliano e Iracema Garla, ganhou seu primeiro prédio no ano seguinte, onde eram produzidos biscoitos Maria, Água e Sal, Coco e Maisena em forno à lenha. O nome da empresa foi escolhido pela própria comunidade mariliense através de concurso realizado por uma rádio local. A produção inicial, essencialmente artesanal, cresceu em qualidade e quantidade, de modo que no fim dos anos 1960 já eram produzidos 600 kg de biscoitos por hora. Nos anos 70 a família Garla adquiriu um novo terreno em Marília e construiu seu parque industrial, com 67 mil m² e empregando 250 funcionários. Nos anos 90 a Marilan já produzia 84 mil toneladas de biscoitos por ano e contava com 1300 colaboradores diretos.
Em 1995, o senhor Maximiliano recebeu o prêmio de empresário do ano e em 1997, recebeu o título de "Cidadão Mariliense", concedido pela Câmara Municipal de Marília. Atualmente a Marilan é a segunda maior fabricante de biscoitos do Brasil, gera mais de 3 mil empregos diretos e indiretos, sua planta fabril funciona 24 horas por dia, 7 dias por semana. A empresa possui um catálogo de mais de 100 itens e uma capacidade produtiva de até 200 mil toneladas por ano; seus produtos são exportados para mais de 50 países em todos os continentes.
TAM
A TAM Linhas Aéreas S.A., maior empresa aérea do país, foi fundada em Marília. Ela surgiu como TAM (Táxi Aéreo de Marília) em 1961, a partir da união de dez jovens pilotos de monomotores. Na época, eles faziam o transporte de cargas e de passageiros entre o Paraná e os estados de São Paulo e Mato Grosso.
Intercoffe/Café América
A Intercoffe foi fundada em Marília em 1962, iniciando suas atividades como produtora, comissária e exportadora de café. Com o crescimento das exportações de café crú para países da Europa, América do Norte e Ásia, a Intercoffe chegou aos anos 1970 como uma das maiores indústrias do segmento no país.
Em 1975 a empresa lançou-se no segmento de café torrado e em grãos com a marca "Café América". Em 1993 a Intercoffe começou a importar máquinas para café espresso, distribuindo-as para todo o Brasil junto do seu principal produto, o Café América.
Atualmente a Intercoffe é proprietária das marcas Bevan (capuccinos instantâneos) e América (cafés em pó, solúveis granulados, em grãos, em cápsulas e chocolate em pó). Os marilienses costumam degustar gratuitamente o Café América, já que a Intercoffe mantém máquinas de café em diversos estabelecimentos da cidade, como restaurantes e supermercados. .
Dori Alimentos
A Dori iniciou em 8 de maio de 1967 em Marília e recebeu o nome da sua fundadora, Doraci dos Santos Spila. A produção inicial era de pipoca e amendoim com o nome "Guri", fabricados artesanalmente na casa de Spila. Em 1970, seu esposo, Augusto Spila, juntou-se à empresa, que seis anos depois ganharia sede própria. Em 1986 a Dori ganhou uma filial que dedicava-se à seleção e ao preparo da matéria prima para a produção da empresa matriz.
A família Barion assumiu a Dori em 1995 e em 2003 um centro de distribuição foi criado em Marília. A Dori possui 2.300 funcionários e gera entre 900 e 1000 empregos indiretos. A capacidade produtiva é de 9 mil toneladas de produtos/mês. Três unidades fabris existem, duas em Marília e outra em Rolândia, no Paraná.  A Dori exporta atualmente para mais de 60 países, sendo que, do total faturado pela Dori em 2011, R$ 46 milhões foram provenientes de exportações.
Em dezembro de 2020 a Dori Alimentos conquistou a segunda posição nacional na categoria de grandes empresas no “Prêmio Lugares Incríveis para Trabalhar ”, iniciativa do UOL e da FIA, que indica os mais altos níveis de satisfação dos colaboradores. Em janeiro de 2021 a empresa anunciou aquisição de mais uma unidade fabril em Marília. A unidade, localizada no Distrito Industrial Santo Barion, possui área total de 159,6 mil m². A nova unidade contribuirá para que a Dori aumente sua participação na cadeia produtiva de amendoim, que tem o Estado de São Paulo como maior produtor nacional. De acordo com dados recentes da AC Nielsen Brasil, a empresa lidera esse segmento no Brasil.
Grupo Kawakami
A origem do Grupo Kawakami remonta ao ano de 1973, com a abertura da Cerealista Brasil por parte do senhor Iwao Kawakami, que chegou ao Brasil no ano de 1928 com os pais, o senhor Sakumatsu e a senhora Tama. Trabalhando inicialmente na lavoura cafeeira no município de Duartina, os Kawakami em poucos anos arrendaram terras no município de Marília, onde plantaram batata, amendoim, algodão e milho. Ficando órfãos ainda crianças, Iwao e mais dois irmãos trabalham duro para sobreviver e pagar as dívidas contraídas com os arrendamentos.
Em 1956 o senhor Iwao casou-se com a também imigrante japonesa, Shizuko, que havia chegado ao Brasil aos sete anos de idade. Nos anos 1970, já com os cinco filhos, o casal mudou-se para a zona urbana de Marília, com o objetivo de oferecer melhores condições de estudo para as crianças. É mantendo os laços com o campo que o casal começa a comercializar cereais no varejo e no atacado em um depósito construído em frente à residência da família.
Em 1975 o casal expande as atividades e abrem o Varejão Príncipe Mikasa. Poucos meses depois foi fundada a empresa Cerealista Kawakami Ltda, na avenida República, em Marília. Em 1983 a família, já contando com a ajuda dos filhos, instala uma filial no bairro Nova Marília, com 400m²; a cerealista passou a ganhar ares de supermercado. Em 1996 foi inaugurada uma nova loja na cidade de Tupã. Em novembro de 2000 a filial do Nova Marília foi completamente modernizada, passando a contar com amplo estacionamento e 5000m² de área construída; o Supermercado Kawakami como os moradores da região conhecem ganhou forma.
Em 2002, já com o novo layout da empresa, foi inaugurada uma nova unidade em Tupã com espaço diferenciado, climatizado e decorado, contando com 5000m² de área construída. Nos mesmos moldes da segunda filial de Tupã, em setembro de 2009 foi inaugurada mais uma loja em Marília, o Kawakami Norte, contando igualmente com 5000m² de área construída. Em 2013 a cidade de Bastos ganhou uma unidade do Supermercado Kawakami, um centro de compras moderno, climatizado e com mais de 6000m².
Em 2015 a rede inaugurou mais uma loja, desta vez em Paraguaçu Paulista; a unidade localizada em uma das principais avenidas da cidade, conta com uma área de 8.200m². Em dezembro de 2017 foi a cidade de Lins que recebeu mais uma unidade do Kawakami; um espaço bonito, moderno  e climatizado, com 5.300m² de construção e amplo estacionamento coberto. Atualmente o grupo encontra-se reformulando um espaço no Penápolis Garden Shopping, no município de Penápolis, esta será a oitava loja do grupo.
O Grupo Kawakami chega ao século XXI com uma trajetória de muito trabalho, sucesso, modernização e expansão, contando com mais de 1500 colaboradores.
Bel Chocolates
A Bel foi fundada em 4 de julho de 1976 pelo também descendente de italianos Paulo Sérgio Zaparolli Dedemo. O nome da empresa foi uma homenagem à sua esposa "Isabel". Os primeiros produtos, amendoim salgado, pé-de-moleque e pipoca, eram fabricados artesanalmente e com receitas caseiras. Em 1984 a Bel se transferiu para as instalações atuais, no Jardim Santa Antonieta, em Marília, com uma área de 11.000m². Atualmente, com várias linhas de produção e equipamentos de tecnologia avançada, atende a todo o mercado nacional e exporta para diversos países de todo o mundo.
Menin Engenharia
A Menin Engenharia foi fundada pelo engenheiro Gustavo Lorenzetti Menin no ano de 1986. A empresa, fundada em Marília, teve seu campo de atuação expandido em nível estadual, chegando nos últimos anos ao norte do Paraná. Referência na área de construção de conjuntos residenciais, a Menin Engenharia contabiliza mais de 25.000 unidades entregues, além da construção de shoppings e edifícios de alto padrão.
Destacam-se entre suas obras, os Shoppings Aquarius e Esmeralda, os edifícios de alto padrão, Royal Garden e Golden Tower, construídos em Marília, diversos loteamentos e unidades habitacionais construídas através dos programas da Caixa Econômica Federal e do CDHU em várias cidades do estado de São Paulo, inclusive na capital e no Paraná.
Tauste Supermercados
Inaugurado em  outubro de 1991, iniciou suas atividades em uma pequena loja de bairro. O nome escolhido remonta à cidade de origem familiar dos fundadores, Tauste, na província de Zaragoza, na Espanha. No ano de 2000, mudou-se para um novo prédio, que se tornou a matriz da empresa e nele estão localizados os setores administrativos. Em março de 2004, o Tauste abriu sua segunda loja em Marília, expandindo seus negócios e consolidando sua presença na cidade.  Em  2008, o Tauste inaugurou sua terceira loja, na cidade de Bauru, sendo a primeira em outro município. Em 2014  foi inaugurada a quarta loja, desta vez em Sorocaba, que em 2016 recebeu mais uma loja. Ainda em 2016 inaugurou o Centro Administrativo localizado em Marília.. Em 2017 inaugurou uma nova loja em Jundiaí, em 2018 a segunda loja em Bauru e em 2019 o Centro de Distribuição localizado às margens da Rodovia Castelo Branco - km 78 em Itú. Atualmente a rede possui sete lojas, totalizando mais de 3.300 colaboradores, demonstrando o grande crescimento do Tauste ao longo dos seus anos de atividades.

### Comércio
Mercado 9 de Julho
Datado de 1928, o Mercadão Municipal, como era conhecido até os anos 2000, quando passou por uma reforma, foi o embrião dos Centros Comerciais de Marília. Em uma época em que não havia supermercados e as vendas não abriam aos domingos, o Mercadão era a salvação das donas de casa. Inicialmente o Mercadão reunia em peso diversos empresários de origem japonesa, que valiam-se do espaço para comercializar flores e hortifrutigranjeiros.
Reformulado e readequado às necessidades atuais, o Mercado ganhou um restaurante/churrascaria, um café/bar, floriculturas/cestarias, oficina de costura, loja de produtos orientais, laticínios, sorveteria, doceria, artigos esotéricos, galeria de artes e pet-shops. A coxinha de massa de batata e o tradicional pastel de ovo do Hélio e do Hirata, encontrados no Mercado são bem recomendados aos visitantes da cidade.
CEAGESP
Localizado na rua Reverendo Crisanto César, 209, às margens da Rodovia do Contorno, no Jardim Santa Antonieta, o entreposto do CEAGESP em Marília serve a região desde os anos 1980.
- Volume anual: 14,4 mil t – participação de 0,3% do total da rede CEAGESP
- Volume médio de comercialização:  1,2 mil t/mês
- Principais produtos comercializados: laranja, banana, batata, tomate e repolho
- Área total do terreno: 76,5 mil m²
- Área construída: 2.635 m²[175]

## Esportes

### Futebol
O futebol de Marília está intimamente ligado à história de duas equipes que durante boa parte das décadas de 1950 e 1960 disputaram a atenção dos torcedores e o privilégio de representar a cidade nos campeonatos da Federação Paulista de Futebol.
A primeira e mais antiga delas era o São Bento, que esteve presente no primeiro Campeonato Paulista da Segunda Divisão (equivalente à atual Série A2) em 1947 – ano da criação da lei do acesso.
A outra é o atual MAC (Marília Atlético Clube), que nasceu como Esporte Clube Comercial, em 1942. Com o nome de Comercial, o time disputou apenas competições amadoras, atraindo poucos torcedores. O nome não era muito simpático à população, que o achava elitista. Então em julho de 1947, em uma assembleia, o nome de Comercial foi mudado para Marília Atlético Clube (MAC), hoje time que representa a cidade em torneios estadual e federal de futebol.
A partir de 2015, o que havia começado com um projeto esportivo para jovens e crianças, torna-se a  Associação Atlética Vila Nova.  Neste ano, o Vila Nova de Marília passa a competir em competições municipais, regionais, estaduais e no âmbito nacional. Em sua primeira participação da Copa Nacional, a instituição sagrou-se campeã de duas das três categorias da competição, sendo que na outra foi vice-campeã. Diante disso, ocorreu a filiação junto à Liga de Futebol Paulista, em janeiro de 2016. O ano de 2018 marca o início da participação da A. A. Vila Nova na cidade de Marília, no bairro Vila Nova, no Estádio do Bairro, o famoso “Mineirão” Nelson Cabrini, com uma vitória de 3 a 0 sobre Corinthians de Presidente Prudente na Categoria Sub-16.
Em 2016, mais uma agremiação esportiva profissionalizou-se na cidade com o nome de Atlético Marília. No mesmo ano a equipe disputou sua primeira competição na Liga de Futebol Nacional, a Taça Paulista sub 18. Seu primeiro jogo oficial foi contra o Jaguariúna Futebol Clube. Suas cores eram verde e amarelo, porém para a disputa da Taça Paulista a equipe mudou seu escudo e suas cores para o atual azul e branco.

## Cultura

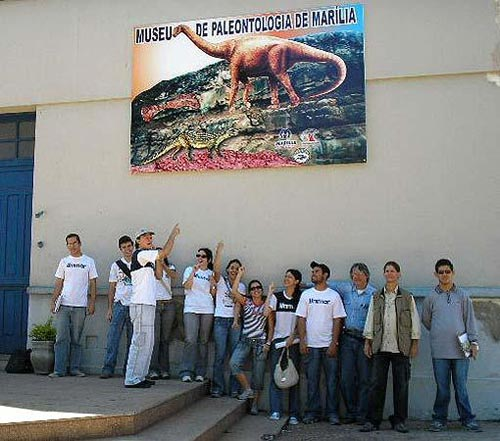
Museu de Paleontologia de Marília.

Marília possui uma Secretaria Municipal de Cultura que além de capitanear e promover atividades culturais no município. Além das inúmeras atividades itinerantes, o município conta com equipamentos culturais fixos

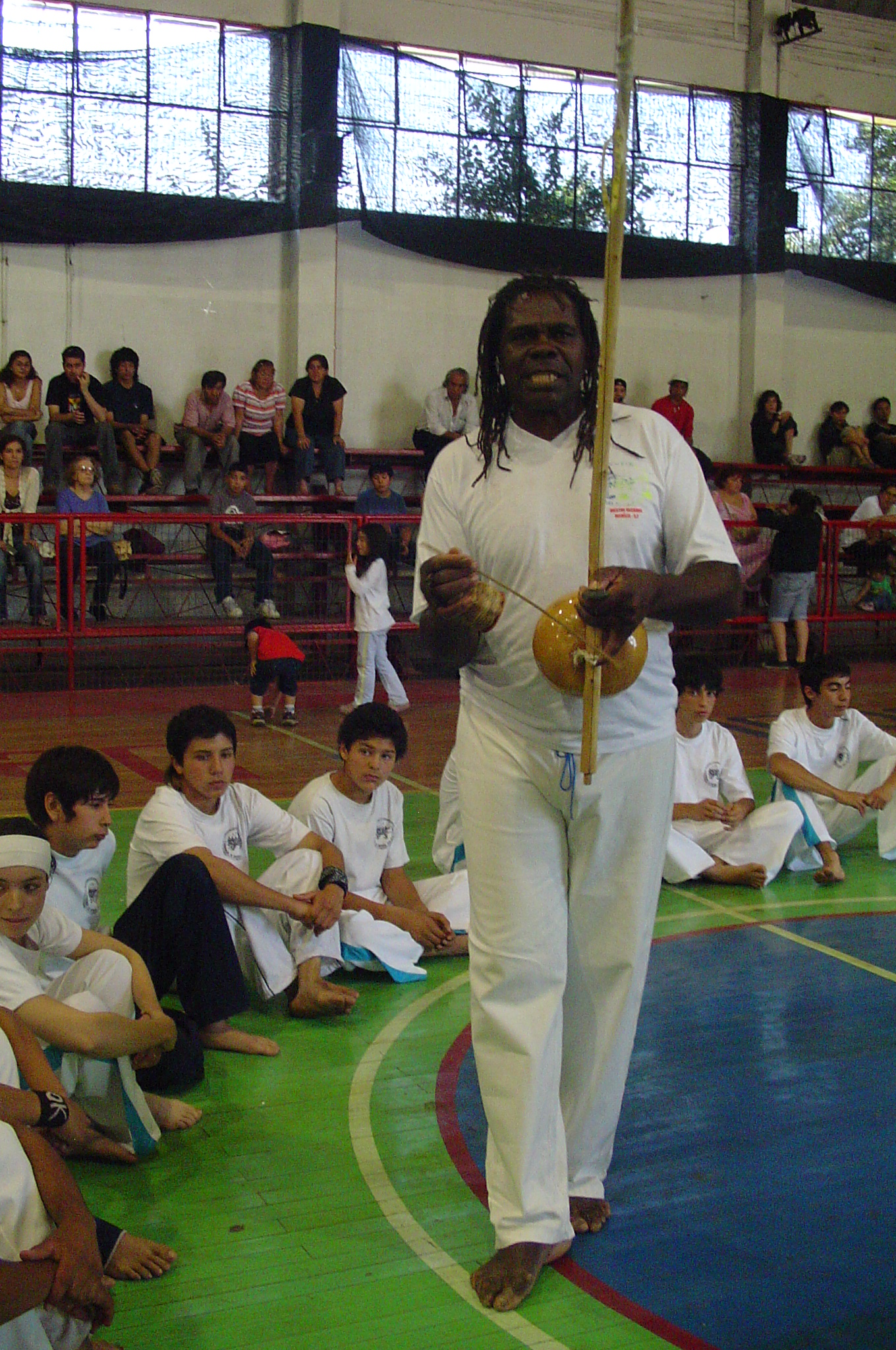
Carlos Alberto Pires, Mestre Escravo.

### Capoeira
Carlos Alberto Pires, mais conhecido como Mestre Escravo, é o fundador do grupo Capoeira Casa do Engenho. Representado em cinco estados do Brasil, Chile e Nova Zelândia, é um do pioneiros da cultura afro-brasileira em Marília. Pires foi professor da Unesp e colaborador na Secretaria Municipal da Cultura e Turismo de Marília..

### Patrimônio arquitetônico
A intensa derrubada das matas para a formação das lavouras de café foi característica do Oeste Paulista e Norte do Paraná. Devido a consequente abundância de madeira nestas zonas pioneiras, esta tornou-se a matéria-prima principal para os mais diversos usos, refletindo-se na arquitetura da região. Por ser uma região de ocupação recente, ainda é possível encontrar diversos imóveis de madeira em Marília, sendo essa uma característica própria das frentes de expansão, uma vez que, a arquitetura das regiões de ocupação mais antiga do estado, eram sobretudo de taipa-de-pilão, técnica pouco difundida em Marília.

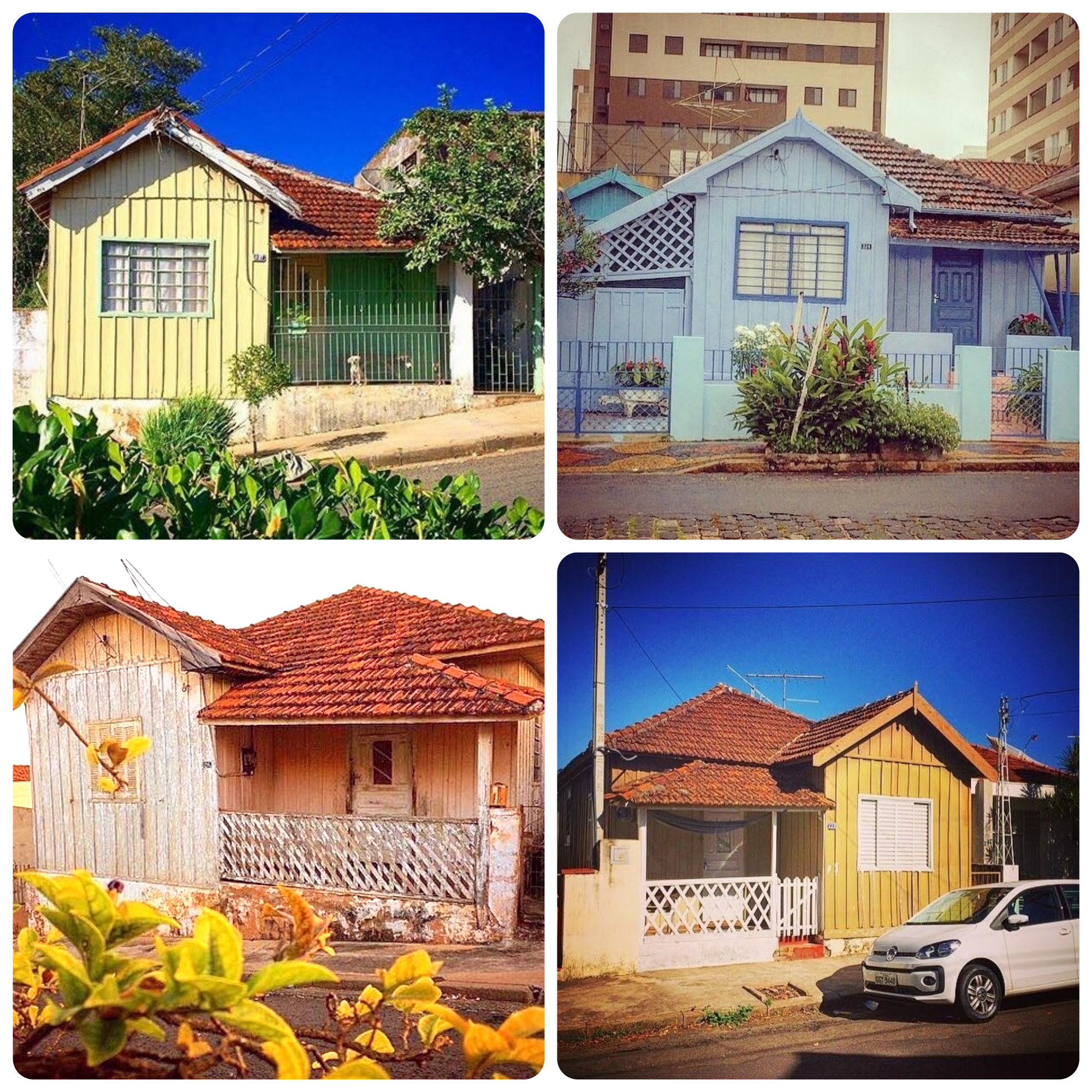
Exemplares de casas de madeira em Marília nos bairros de Alto Cafezal, Boa Vista e Saliola.

As primeiras cidades dessa frente de expansão eram praticamente todas construídas de madeira, sendo substituída aos poucos pela alvenaria. Contudo, já no final dos anos 20, entre as casas de madeira, surgem projetos em alvenaria com desenhos mais elaborados, algumas vezes em linguagem eclética, explorando elementos do Art Nouveau e estilo Cottage. Tais residências costumavam possuir bases construtivas em alvenaria, criando porões que isolavam os assoalhos de madeira do solo, além de utilizarem as varandas como halls e espaços de transição da rua para o interior.
No começo dos anos 1930, o engenheiro Trvante Lindsted, destaca-se entre os autores de projetos aprovados no arquivo da prefeitura de Marília. Entre 1930 a 1934, o referido engenheiro atuou com frequência no município e foi autor de importantes projetos, entre eles, casarões e residências da elite cafeeira, assim como em parte dos edifícios comerciais. Trvante foi o pioneiro na inserção de elementos do Art Déco em Marília.
Os projetos e edificações Art Déco foram a tônica de parte das novas construções no Brasil durante os anos de 1930 e 1940. Essa linguagem foi utilizada com frequência visando “modernidade”, com a finalidade de representar algo “futurista” ou “além de seu tempo”. Foi uma linguagem, na maioria das vezes, vista em estabelecimentos comerciais como cinemas, hotéis, postos de gasolina e também em residências que arriscavam um “estilo” além do tradicional ou conservador. Destacam-se em Marília os antigos Cine São Luiz (Rua Nove de julho) e Guiomar Novaes (Avenida Sampaio Vidal), a primeira rodoviária (demolida), o Hotel Líder (Rua Nove de julho) e o edifício dos Correios (Avenida Sampaio Vidal).
A arquitetura na cidade acompanhou seu crescimento urbano, através da forte produção agrícola e posterior implementação industrial, manifestando-se através de diversas tipologias. Entre todas elas podemos apontar com destaque, expoentes da arquitetura modernista, ainda pouco estudada no interior paulista, que se difundiram no município. Os primeiros ares do modernismo se dão em Marília em 1935, através de uma residência/escritório projetada pelo renomado Gregori Warchavchik para o médico baiano Aristóteles Ananias Maurício Garcia, na Avenida Sampaio Vidal. Tal residência foi demolida nos anos 1970 pela Caixa Econômica Federal, que construiu uma agência no local.

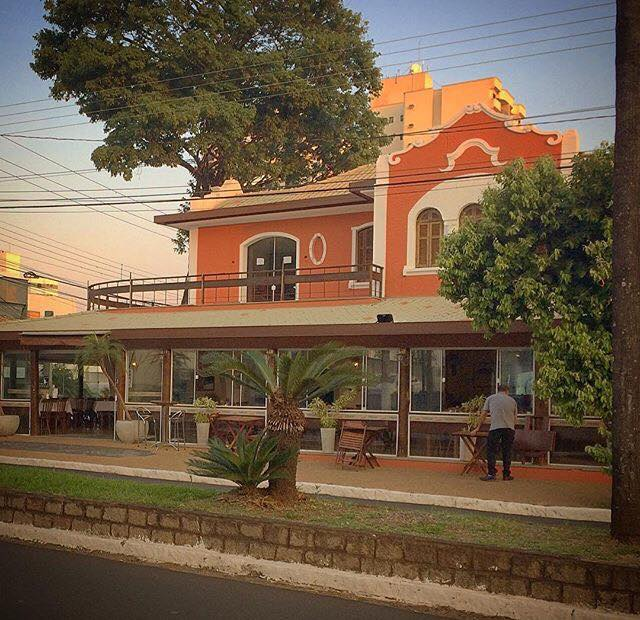
Sobrado em Estilo Missões: Avenida Rio Branco x Rua São Luiz, projeto de Miguel de Souza e Silva.

Após a edificação de Warchavchik, as obras em estilo modernista passaram por um longo hiato em Marília, sendo retomadas somente nos anos 1950. Nesse ínterim aparecem obras com linguagens distintas, com uma composição estética influenciada pela exigência da clientela. Em 1937, por exemplo, Marília ganha uma residência em estilo missões, assinada pelo engenheiro Eugênio Scalise, construída na Rua 24 de dezembro. O Estilo Missões, Mexicano, Californiano ou Hispano-americano, possui raízes hispânicas; ao ser trazida ao Brasil, foi inserida num contexto onde outra linguagem de caráter nostálgico e nacionalista já era recorrente - o neocolonial luso-brasileiro. Além do projeto de Scalise, o arquiteto Miguel Sampaio de Souza e Silva foi autor de diversos projetos residenciais em Estilo Missões na cidade, com destaque para o sobrado da esquina da Rua São Luiz com a Avenida Rio Branco e o sobrado de número 361, da Avenida Rio Branco.
No ano de 1950 o hiato modernista chega ao fim em Marília a partir da construção de algumas residências e vários dos principais edifícios com linguagem modernista da cidade, como o Paço Municipal, o SENAC, o Marília Tênis Clube e as Escolas do Plano PAGE. A partir de então, ocorre um processo gradual de atuação de importantes nomes do movimento moderno paulista em Marília, como: Miguel Badra, Ícaro de Castro Melo e Oswaldo Correa Gonçalves.
O arquiteto Miguel de Souza e Silva, assina em 1950 o projeto de um importante exemplar da linguagem modernista em Marília: linhas retas, telhado borboleta e uma planta pouco comum entre as moradias neocoloniais ou Art déco que eram construídas naquele período. A residência encomendada pelo fazendeiro Sr. Odorico Alves Nogueira, foi construída na esquina da rua Lima e Costa e Avenida Rio Branco, via onde seriam erguidas as principais residências da cidade, substituindo o uso da já antiga Avenida Sampaio Vidal, consolidada como eixo comercial e bancário.
Em 1951 foi construído o primeiro edifício da cidade: o Ouro Verde; totalmente comercializado em um único dia. Seu projeto foi assinado pelo engenheiro Guilherme Ferraz, sendo seu nome uma homenagem direta à cultura cafeeira, tão importante no desenvolvimento inicial do município. O edifício conta com seis pavimentos acima do térreo, possuindo uma linguagem racionalista simples.
Em 1952 foi a inauguração do segundo edifício: o Marília; empreendimento idealizado pelo empresário e construtor Miguel Granito Netto, com projeto assinado pelos engenheiros José Moura e Giordio Carlos Ferraz. Localizado na principal artéria comercial da cidade, na esquina da Avenida Sampaio Vidal com a Rua Nove de Julho. Seu estilo misturava características de Art Déco, com elementos ecléticos. Foi projetado com nove pavimentos, tornando-se o edifício mais alto da cidade até então, além de possuir elevadores, uma grande inovação tecnológica.
O terceiro edifício, foi o da Galeria Santa Luzia, do ano de 1953, também idealizado por Miguel Granito Neto e implantado na Avenida Sampaio Vidal, ao lado do Ouro Verde. O edifício tinha a mesma configuração dos anteriores: térreo com uso comercial e apartamentos residenciais nos oito pavimentos superiores. Característica inédita foi a laje-jardim no último pavimento, que até hoje, funciona como uma área de lazer para os condôminos.
De 1953 também é datada uma residência no número 1 da Rua Presidente Vargas, no Bairro Boa Vista. Destaca-se o telhado estilo borboleta e a volumetria limpa. Outros elementos de linguagem modernista são a cobertura da garagem na fachada, as esquadrias de janelas estruturadas do piso à laje, os “tubos de Brasilit” na platibanda superior, os brises cerâmicos, e os “tubos de três”, formando o pilar da laje de concreto. O Engenheiro responsável foi Archimedes De Grande.
A primeira edificação modernista de expressão e grande porte, foi o Paço Municipal, datado de 1954. Como sede do governo do município, a edificação atrai atenções pela sua relevância cívica e política na paisagem da cidade. Sua construção dotada de sete pavimentos evidencia o significado de modernidade para a cidade em desenvolvimento, exercendo a mais expressiva influência local. A obra foi levada adiante pelo então prefeito, Adorcino de Oliveira Lyrio, com o apoio do, à época, deputado federal mariliense, Dr. Aniz Badra, que conseguiria recursos para a edificação. Aniz, que era advogado do estado e do mesmo partido do governador Ademar de Barros, teve a aprovação dos recursos estaduais facilitada, encomendando o projeto arquitetônico ao seu irmão, o engenheiro-arquiteto Miguel Badra Jr., formado pela Escola Politécnica de São Paulo, da mesma geração de Vilanova Artigas.
Em 1954 e 1955, o Arquiteto Oswaldo Correia Gonçalves, desenvolveu dois projetos na cidade de Marília. O primeiro, um edifício de três pavimentos na Rua Nove de Julho e o segundo, o edifício sede do SENAC. Oswaldo Correia Gonçalves, engenheiro-arquiteto formado pela USP em 1941, denominava-se influenciado pela Escola Carioca e os trabalhos de Afonso Reidy, irmão Roberto, Sergio Bernardes e o próprio Niemeyer. Oswaldo também atuou como professor na FAU-USP junto com Ícaro de Castro Melo, no então criado curso de arquitetura, separado da engenharia.
O seu primeiro projeto no município foi encomendado pelo Instituto dos Aposentados e Pensionistas. A tipologia dos andares era composta de oito apartamentos, sendo dois voltados para a Rua Nove de Julho, com dois quartos. Outros dois maiores, com três quartos, para o fundo do lote e o restante dos apartamentos, compostos também de dois quartos, no centro, com aberturas para os fossos de iluminação e ventilação. O pavimento térreo é ocupado pelo estacionamento e pelo hall e área social de acesso a caixa de escadas. O volume é simples e segue basicamente o princípio modernista de elevar o bloco principal de apartamentos sob pilotis.
O projeto do SENAC foi aprovado um ano após o edifício da Rua Nove de Julho. Foi projetado por Oswaldo Corrêa Gonçalves, em parceria com os arquitetos Rubens Carneiro Vianna e Ricardo Sievers. Oswaldo Corrêa Gonçalves era ligado a Federação das Indústrias, tendo ganho a oportunidade de atuar na concepção de diversas escolas do sistema “S”, com um total de sete projetos na capital e no interior de São Paulo. Localizada na esquina, entre a Rua Paraíba e a Avenida Nelson Spielmann, é implantada em frente à Basílica de São Bento. O destaque alcançado na paisagem urbana, através desse edifício modernista, é forte e sua implantação na junção de duas vias, trouxe atenção àquele prédio de linhas retas, laje plana, caixilharia original, pátios e jardins, marcado pela sua horizontalidade em uma área dominada por construções tradicionais com telhados de cerâmica e paredes de alvenaria. A escola foi dividida em dois blocos principais: O SESC e o SENAC, sendo o ponto de ligação desses dois blocos uma marquise coberta, sustentada por pilotis com vista para um grande e aberto pátio recreativo.
Outro edifício que merece destaque pelas suas características modernistas, pela ampla divulgação e influência como marco da linguagem na cidade, foi o edifício sede do Marília Tênis Clube, de 1954, com autoria de projeto do arquiteto Ícaro de Castro Melo. O terreno de sua construção tem uma área de 11.421,60 metros quadrados e o total de construção previsto no projeto foi de 5.082,80 metros quadrados. A composição arquitetônica do edifício sede era simples, formado por um grande volume horizontal elevado sob pilotis no pavimento térreo, aproveitando a inclinação do terreno. Nesse pavimento, existem salas da diretoria, saguão de recepção, dois espaços comerciais e um restaurante de nível 1 metro inferior. O acesso ao térreo, em um nível diferente da rua, se dá por uma pequena rampa de entrada, coberta por uma esbelta marquise em argamassa armada, sustentada em um pilar em “V”, que também serve de acesso para veículos.
Entre o final da década de 1950 e início da década de 1960, há na cidade de Marília a implantação de uma série de escolas públicas, como resultado do Plano de Ação do Governo do Estado – PAGE, que relacionava uma série de ações, em diversas áreas (administrativas, normativas e regulamentadoras) visando o progresso e a expansão de edifícios de interesse social; como fóruns, escolas, unidades de saúde, entre outros. Em relação às escolas, o plano previa suprir um déficit de vagas nas salas de aula e também atender a crescente urbanização.
Ao longo do período de atuação do PAGE, houve a criação de inúmeras edificações escolares pelo estado de São Paulo (aproximadamente 500 unidades). Somente em Marília pode-se citar a implantação de quatro unidades: Grupo Escolar Vila Jardim Marília (1960), projetado por Hernani Russo; Grupo Escolar Vila São Miguel (1961) projetada por Jorge Wilheim; Instituto de Educação Monsenhor Bicudo (1961) projetado por Salvador Cândia e Grupo Escolar Fragata (1962) projetado por Jon Maitrejean. Tais escolas datadas do período de transição da década de 1950 para 1960, marcam o enraizamento do movimento moderno em Marília, de modo que, o Instituto de Educação Monsenhor Bicudo, de Marília, foi uma das maiores construções do programa PAGE.
O Instituto conta com museu, biblioteca, salas de desenho, laboratórios, quatorze salas de aula, quadra de esportes coberta, vestiários, anfiteatro, espaços de convivência abertos e pátio coberto. Uma característica particular é a circulação de ar cruzada das salas, possibilitada pela diferenciação da altura dos peitoris das janelas em paredes opostas. A linguagem é francamente modernista; com esquadrias metálicas sequenciais e lineares, blocos definidos e jogos de volumes limpos, que diante do vasto terreno, dão margem a um sentido de grande horizontalidade. Salvador Candia, ao invés de esconder o telhado, com a solução normal, modernista de platibanda horizontalmente alinhada, rebaixou-a, acentuando a inclinação da telha.

#### Bens tombados como patrimônio
Em Marília existem três bens tombados pelo Condephaat (Conselho de Defesa do Patrimônio Histórico, Arqueológico, Artístico e Turístico), órgão encarregado de promover a preservação de bens culturais no estado de São Paulo por meio do tombamento. São eles:
- Indústria Matarazzo; tombada em 1992 e restaurada em meados de 2010;

A cidade de Marília deve em parte o seu desenvolvimento à instalação do complexo das Indústrias Reunidas Francisco Matarazzo (IRFM), iniciada em 1937 e concluída em 1945. Destinava-se ao beneficiamento de algodão e arroz. Chegando a empregar cerca de 400 funcionários, chegou a possuir um acesso particular por via férrea, para a carga e descarga dos seus produtos. Em 1975, a IRFM foi completamente desativada e as edificações, parcialmente demolidas. O tombamento, em razão do estado de conservação do conjunto, incidiu apenas sobre as partes mais representativas e que permaneceram íntegras, como a chaminé, sala de caldeiras e o portal da indústria.
- Escola SENAC; tombada em 2005:

Inaugurado em 1958, o edifício projetado pelo arquiteto Oswaldo Correia Gonçalves é um exemplar da arquitetura moderna paulista, baseada nos princípios do funcionalismo e racionalismo de Le Corbusier. Ocupando uma área de 646 m² distribuídos em dois pavimentos, destacam-se na edificação a cobertura de laje plana, os pátios e jardins, os revestimentos de pastilhas e ladrilhos hidráulicos característicos da nova maneira de projetar.
- Sobrado da família Schelini; tombado em 2008:

O imóvel da Rua D. Pedro foi edificado em alvenaria no ano de 1928 no que se tornou o centro comercial da cidade.  A casa marca a divisão entre a primeira ocupação de Marília, (1923-1929) e a urbanização a partir de 1930. Este é o único exemplar de casa em alvenaria do "período do Alto Cafezal" ainda existente. O projeto era monumental para a época: vasto terreno, dois pavimentos e detalhes decorativos expressos na fachada. De tudo isso resultou um exemplar imponente, significativo para o Estado, pois evidencia em seu ecletismo tardio um momento importante da marcha para o oeste, revelando os valores e visões de mundo de uma sociedade em formação.

### Eventos

#### Bon Odori
Desde 1996 a comunidade nikkey de Marília organiza o Bon Odori no Kai-Kan de Marília. O Bon Odori é uma festividade tradicionalmente japonesa originada no budismo. A festa originalmente rende graças à boa colheita e celebra as almas dos antepassados através da dança ao som do taikô, das flautas de bambu (fue) e do canto estilo minyo. A dança é composta de movimentos simples e delicados, com gestos que remetem ao plantio, a colheita a gratidão.

#### Virada Cultural
Inspirada no festival francês Noite Branca, que acontece todos os anos em Paris desde o ano de 2002, a Virada Cultural convida a população a ocupar os espaços públicos das cidades, incentivando o convívio social através da cultura e possibilitando o acesso a diversas formas de arte às diversas classes sociais. A primeira edição do evento se deu na cidade de São Paulo em 2005, na gestão Serra-Kassab.
Desde 2010 a Virada Cultural foi ampliada para todo o estado, dando origem à Virada Cultural Paulista, que passou a ser realizada nas cidades-sede regionais do litoral e do interior. Marília teve deste modo, sua primeira edição no ano de 2010, sendo desde então composta de 24 horas de atividades nos equipamentos culturais preexistentes, como Teatro Municipal e salas de exibição. O palco externo é sempre montado nas cercanias da Avenida das Indústrias, próximo ao fim da Avenida Sampaio Vidal.
2010
- Em sua primeira edição em Marília, no ano de 2010, a Virada ocorreu entre os dias 22 e 23 de maio com 24h de atividades. Entre as principais atrações estiveram presentes: Paralamas do Sucesso, Quinteto em Branco e Preto, Cachorro Grande, Madame Mim, Seis com Casca e a exibição dos melhores vídeos do Festival do Minuto 2009.[182]

2011
- Em 2011 a Virada ocorreu entre os dias 14 e 15 de maio com atrações que incluíram espetáculos de música, dança, teatro, circo, cinema, além de feira de artesanatos. Dentre as principais atrações estiveram presentes no palco externo: DJ Tutti, Terra Celta, Banda Simetria, Zabomba, Funk Como Le Gusta, DJ Sayer, Luca Bernar Quarteto, Apanhador Só, e Charlie Brown Jr.[183]

2012
- Em 2012 a Virada ocorreu em Marília nos dias 19 e 20 de maio. As principais atrações musicais do palco externo ficaram por conta de: DJ Konrad, Brasov, Banda Nahua, Leela, Lobão, Poderoso Chefão, Karina Buhr e Fernanda Abreu, além das intervenções circenses da Família Burg e da performance de Duo Morales.[184]

2013
- Na edição de 2013, a Virada ocorreu entre os dias 25 e 26 de maio e dentre as principais atrações estiveram presentes no palco externo: Mhel Marrer, com Stand Up e Dj Felipe Luz, Cartola Branca, Nuno Mindelis, Bonsucesso Samba Club, Emicida, Nuke Treze, Filipe Catto, Anelis Assumpção e Brendan Benson garantindo as apresentações musicais. Brendan Benson foi a primeira atração internacional que Marília recebeu na Virada Cultural[185]

2014
- A edição de 2014 ocorreu entre os dias 24 e 25 de maio e contou com shows da banda de rock Raimundos, da banda Vanguart, da cantora Daúde e das bandas Sandália de Prata e Moxine. Além da programação da Secretaria de Estado da Cultura, a Secretaria Municipal da Cultura também promoveu oficinas, contação de histórias e exibição de filmes. Também foram convidadas à se apresentar a Orquestra Mariliense de Viola Caipira, o grupo Samba de Bamba, o grupo de capoeira Marília-Brasil e a banda Poderoso Chefão.[186]

2015
- A edição de 2015 foi realizada entre os dias 23 e 24 de maio e contou com a participação das bandas Vovódika, Kamau, Instinto Animal, Ultraje a Rigor, Bárbara Eugênia, O Terno e Guilherme Arantes. No palco interno houve apresentação do grupo Men, com performances de parkour e break dance, bem como do comediante Daniel Murilo.[187]

2016
- Em 2016 a Virada foi realizada entre os dias 21 e 22 de maio. No palco externo, na Avenida das Indústrias apresentaram-se: Madra, Silva, O Terno, Biquini Cavadão, Rashid, Mariana Aydar e a Velha Guarda da Mangueira. A trilha sonora entre os shows ficou por conta do Dj Rodrigo Bento. A Secretaria de Cultura do Município também promoveu diversas atrações, como contação de histórias, exibição de filmes, oficinas de arte, roda de capoeira, entre outros.[188]

2017
- Na edição de 2017, a Virada ocorreu entre os dias 27 e 28 de maio.  A programação aconteceu em dois locais, no Teatro Municipal Waldir Silveira Mello e no palco externo montado na Avenida das Indústrias. Houve também programação paralela na Sala de Projeção Municipal / Clube de Cinema de Marília com exibição de filmes gratuitos. Dentre as principais atrações estiveram presentes: Banda Perfil, Banda Capitão Fumaça, Negritude Jr., Hugo e Tiago, Orquestra Terra Brasil, Far From Alaska e Rael.[189]

2018
- Pela primeira vez, em 2018, a Virada Paulista foi realizada em Marília fora do mês de maio, tendo sido realocada para os das 17 e 18 de novembro. Emicida e Hermeto Pascoal são algumas das atrações musicais que fazem parte da programação do palco externo, que conta ainda com outros artistas e bandas, como Zuruca, Maglore e Gabriel Sater, além das bandas marilienses Mother Foca’s, Funkeria Disco Club e Gum Pop, valorizando a produção cultural local. Neste ano, o Governo do Estado cancelou o palco interno da Virada Cultural, de modo que, a Secretaria de Cultura de Marília realizou uma programação no Teatro Municipal voltada ao público infantil, a Viradinha Cultural, com apresentações circenses, musicais e de ballet.[190]

#### Japan Fest
Desde 2002, a comunidade nipônica de Marília realiza sempre no mês de abril o Japan Fest; festival com diversas atrações destinadas ao público em geral, dentre elas a apresentação de grupos tradicionais japoneses, exposição de artesanato, além disso ficam a disposição do público diversos estandes onde se pode degustar a culinária nipônica ou até inscrever-se em uma das agência de empregos no Japão.
Junto ao Japan Fest, ocorre o Miss Nikkey um dos pontos mais esperados e prestigiados do evento, onde elege-se a representante regional da beleza nipo-brasileira. Após as associações regionais elegerem suas representantes, as mesmas concorrem na categoria estadual e posteriormente nacional. O concurso, tradicional entre as comunidades nipo-brasileiras, aceita inscrições de moças com idades entre 15 e 30 anos e que tenham alguma ascendência japonesa.

#### Marília Afro-Fest
Desde 2014, anualmente é realizado o Marília Afro Fest, que segundo a organização, visa "valorizar a diversidade étnica e sociocultural, ressaltar a importância da participação do negro na construção do Brasil e incentivar os afrodescendentes a conhecer mais sua cultura através de expressões culturais, criando oportunidades sociais". O evento que conta com atrações musicais, oficinas culturais e gastronomia, realiza todos os anos o concurso de Miss e Mister Beleza Negra do Afro Fest, Miss e Mister Beleza Negra das Escolas Estaduais, bem como a eleição da Miss Beleza Negra Plus Size, visando garantir a representatividade e quebra de padrões estereotipados.
Além do Afro Fest, nos últimos anos vem sendo realizadas uma série de eventos ligados à valorização do legado cultural africano com temáticas diversas que, via de regra, manifestam a necessidade do Estado brasileiro atentar-se para uma série de injustiças históricas que acometeram e acometem tal parcela da população. A celebração do Dia da Mulher Negra Latino Americana Caribenha no dia 25 de julho, bem como a Semana de Africanidade em abril, são exemplos de tais ações.

#### Parada da Diversidade de Marília
2017
- No dia 1º de outubro de 2017, ocorreu a primeira Parada da Diversidade de Marília, a popular "Parada Gay", realizada em diversas cidades do Brasil e do mundo.  Com o tema "Amar não é crime!", o evento posicionou-se contra uma liminar da justiça brasiliense que permitiria que psicólogos fossem autorizados a fazer terapias de "reversão sexual". Apesar de reações adversas de alguns setores da sociedade, que planejavam organizar um evento "pela família" no mesmo horário,[195] a Parada de Marília reuniu cerca de 3 mil pessoas. Estiveram presentes artistas, grupos de escolas, idosos, famílias, negros, professores, ativistas do movimento LGBT da região, militantes de diversos partidos, sindicatos e representantes de entidades. A organização pretende organizar anualmente a Parada da Diversidade em Marília, tomando o evento como espaço de visibilidade das bandeiras de luta da comunidade LGBTI.[196]

2018
- A segunda edição da Parada da Diversidade de Marília ocorreu no dia 30 de setembro de 2018 e foi organizada pelas entidades: "Associação Amor, Liberdade e Diversidade de Marília (AALD)", "ONG Collors Coletivo da Diversidade", "Coletivo Trans Não Binário" e "Coletivo Arco Íris". Segundo a organização, a  Parada da Diversidade não conta com auxílio financeiro da prefeitura municipal, sendo apoiada com serviços pelo Departamento de Trânsito, pela Secretaria da Saúde e de Cultura. À nível estadual, o apoio veio da Polícia Militar, da Faculdade de Medicina de Marília (Famema) e do Museu da Diversidade Sexual.  O tema deliberado e escolhido em assembleia para 2018 foi: "Contra a LGBTIQ+ fobia. uni-vos, nossa luta, nosso voto", em sintonia com o momento político vivido pelo país. O “uni-vos”, do slogan, foi pensado no intuito de reforçar a unidade do movimento LGBTQI+, o “nosso voto” com alusão ao ano eleitoral e a questão da representatividade e “Nossa luta” para o chamamento de todas as pessoas para compreender que a causa LGBTQI+ é de todos.[197]

2019
- A 3ª Parada da Diversidade aconteceu em Marília no dia 29 de setembro de 2019, recebendo um público de pelo menos oito mil pessoas, segundo a organização. O evento foi realizado na avenida Sampaio Vidal, região central da cidade, como nas edições anteriores. O tema da edição foi: “Tire o acento do amém e AMEM! A LGBTfobia mata, respeite o amor!”, chamando a atenção para a incoerência recorrente de discursos que, valendo-se de referências religiosas cristãs, cujo amor ao próximo é uma das maiores premissas, incitam o ódio em relação à população LGBTQI+. Segundo a organização, a Parada não contou com o apoio da prefeitura municipal, sendo o financiamento advindo de empresas privadas e de eventos realizados nas boates Mansão, e Luxo, localizadas na cidade. A festa contou com diversas atrações, com destaque para Mateus Carrilho, ex-vocalista da Banda Uó, e para a drag queen Sahara Montila. O evento contou também com a coroação da edição 2019 da Madrinha da Diversidade, da Miss Trans Marília, da Miss Lésbica Marília e do Mister Gay Marília.[198]